# Lijst van personen overleden in 2008
Dit is een lijst van personen die zijn overleden in 2008.

## Januari

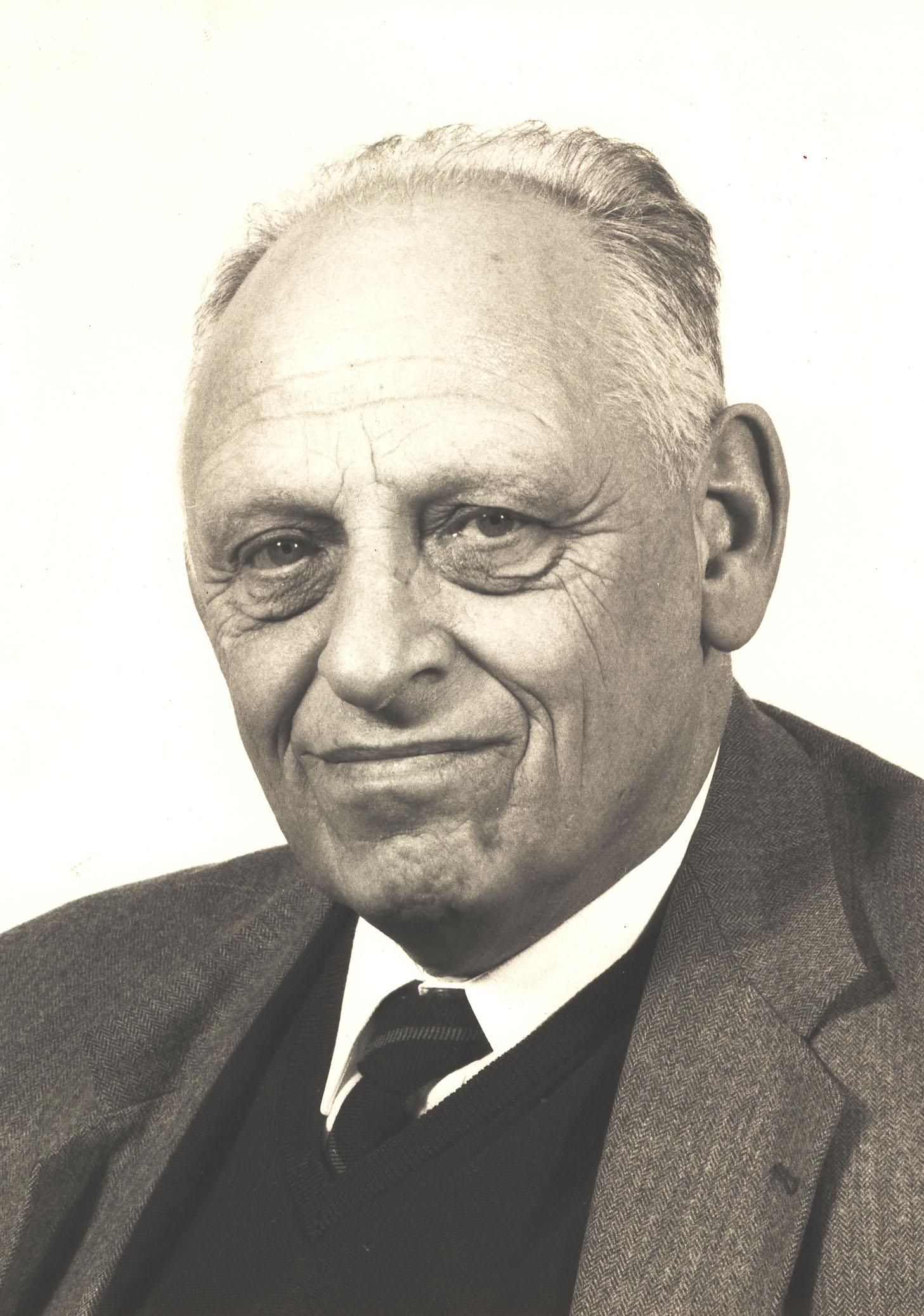
Tinus Tels
2 januari

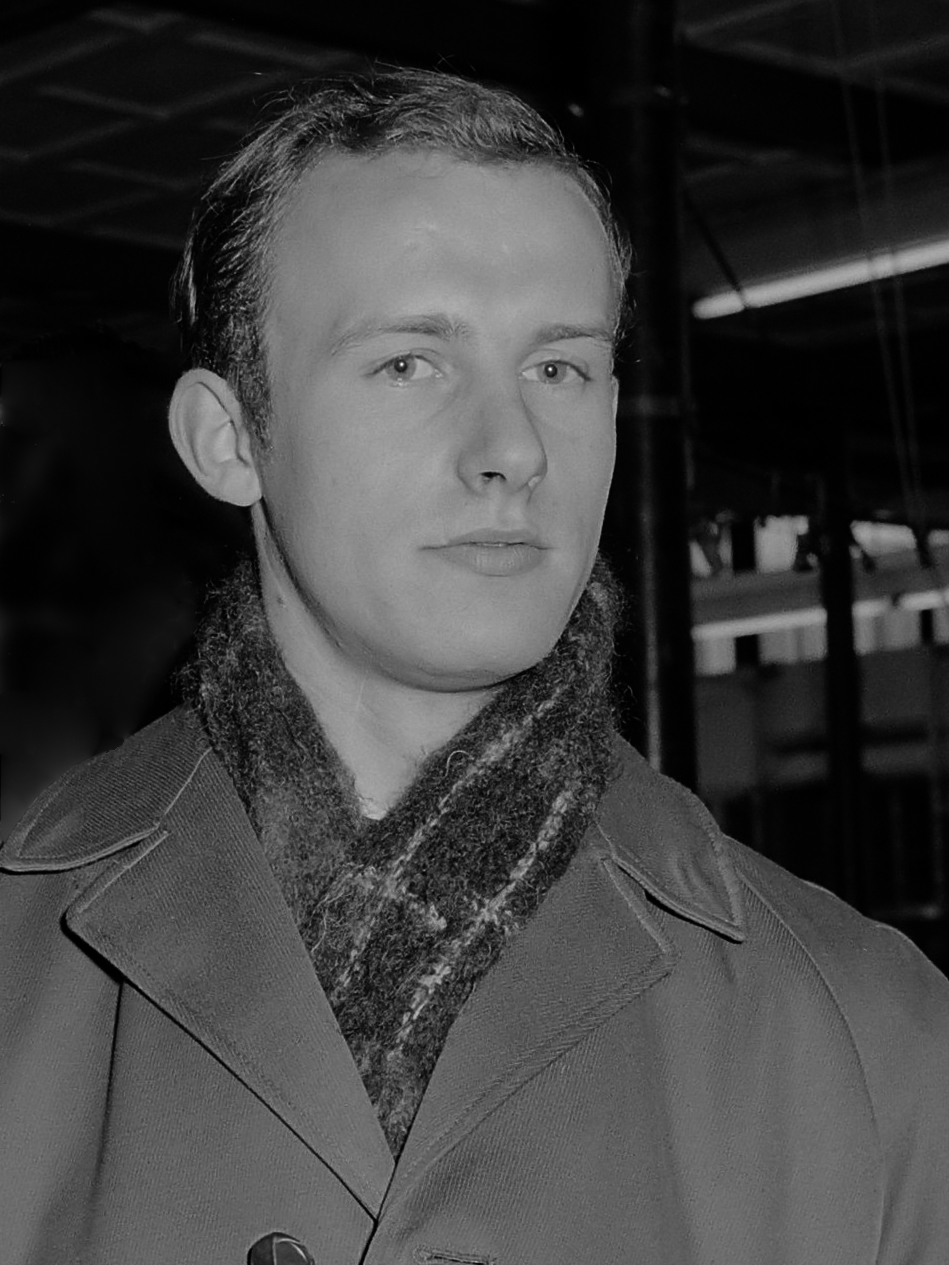
Jan van Uden
7 januari

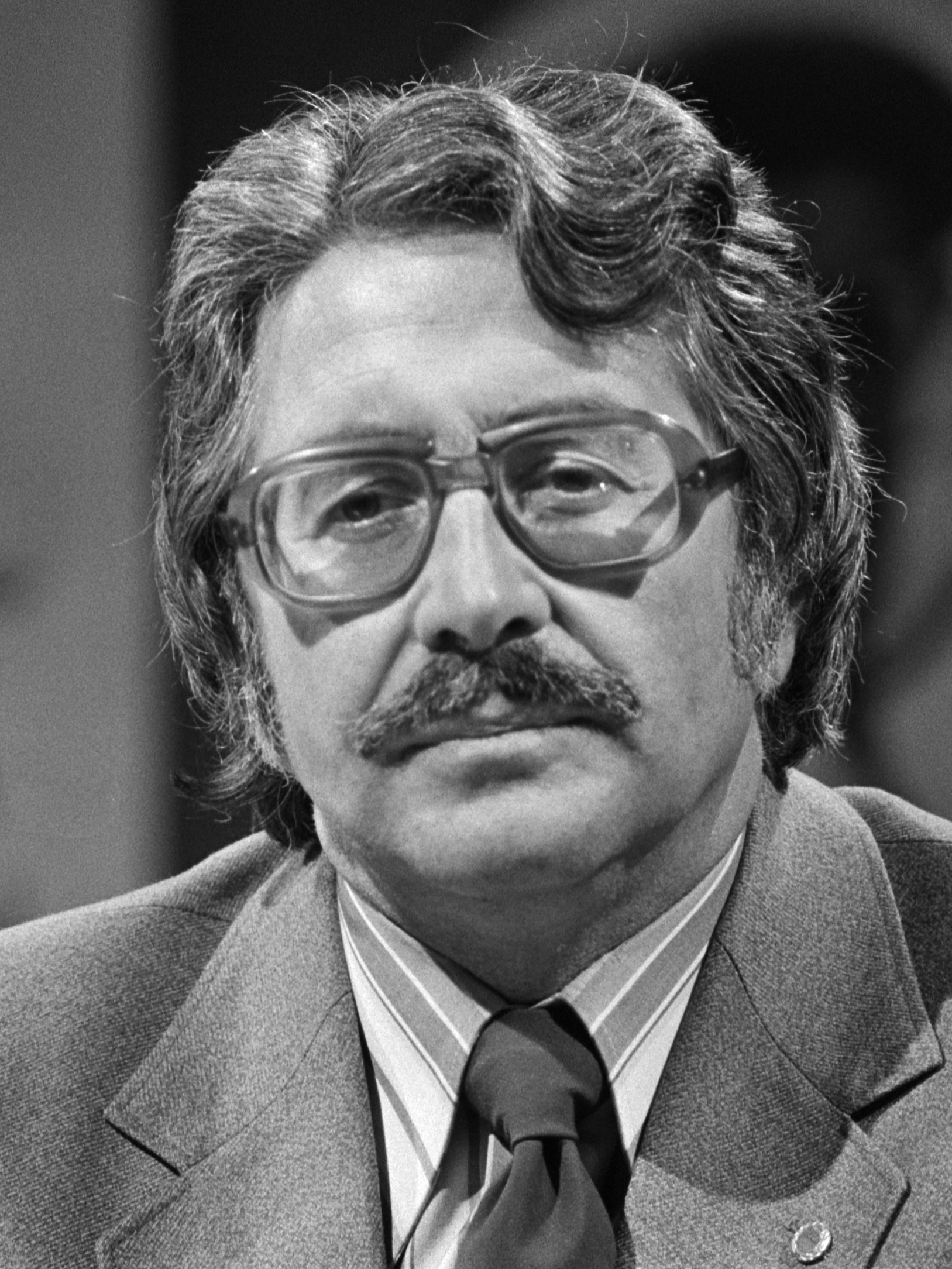
Karel Jansen
8 januari

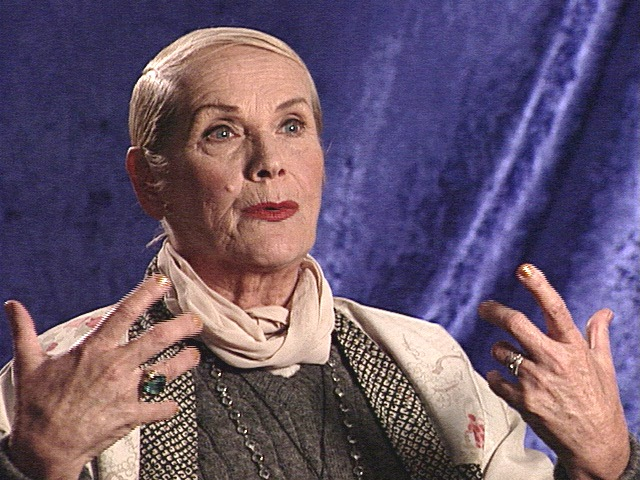
Maila Nurmi
10 januari

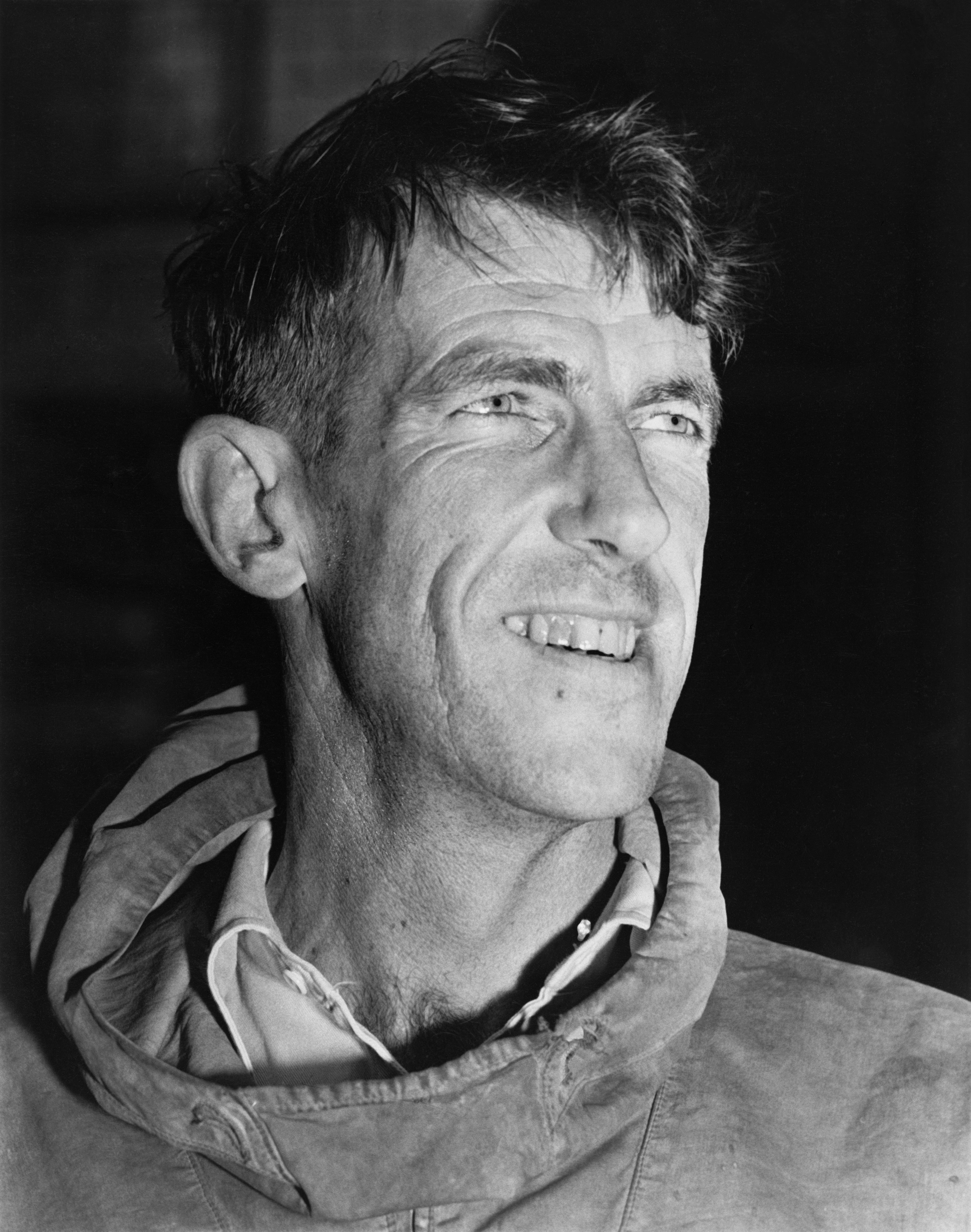
Edmund Hillary
11 januari

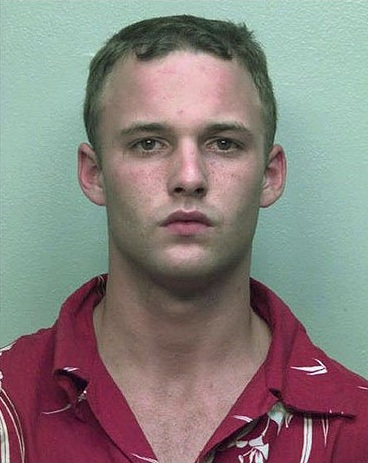
Brad Renfro
15 januari

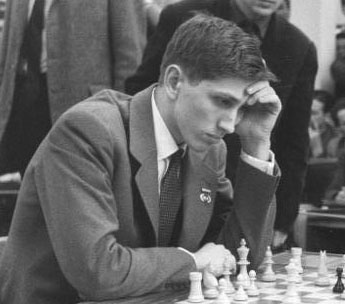
Bobby Fischer
17 januari

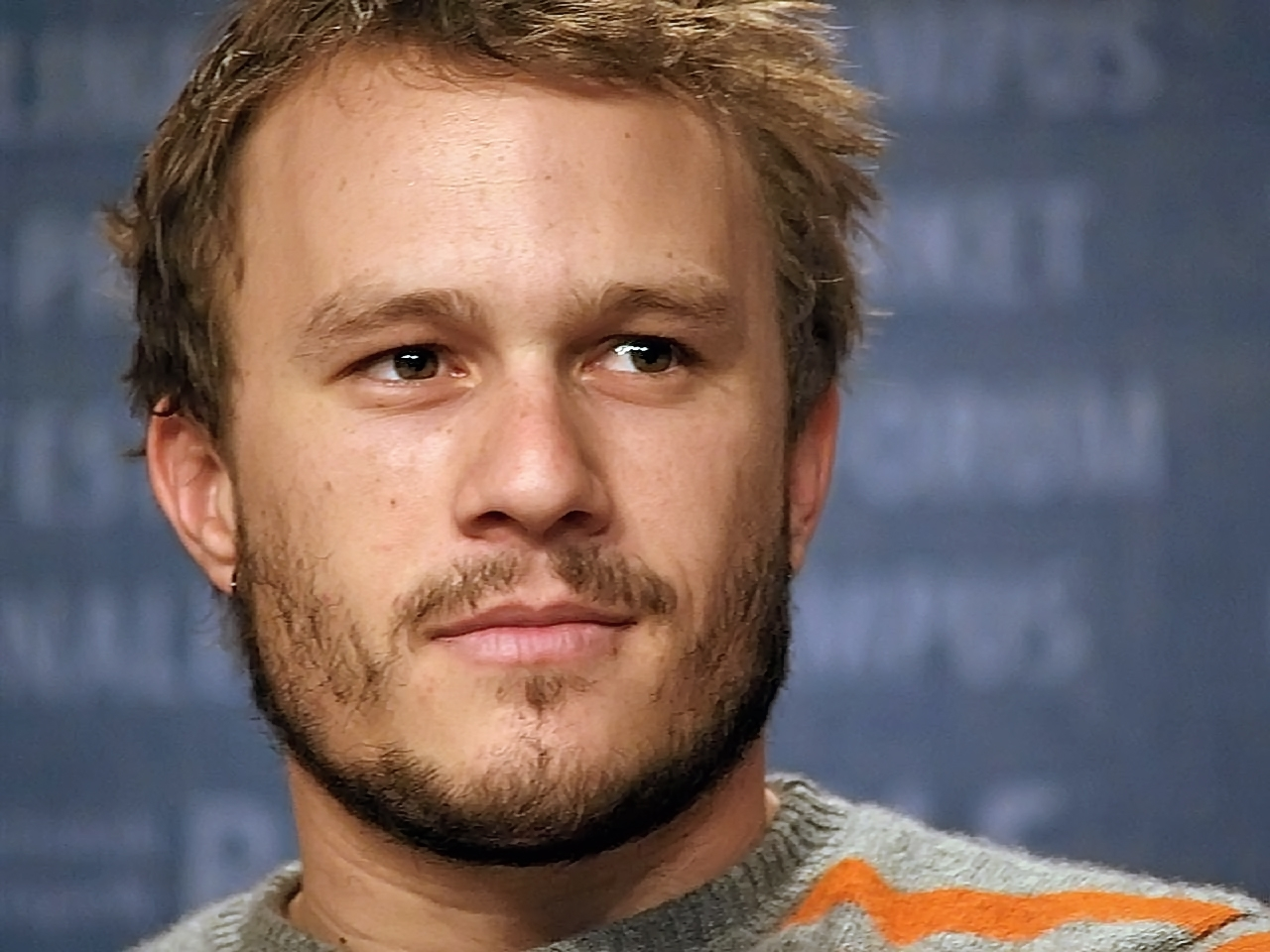
Heath Ledger
22 januari

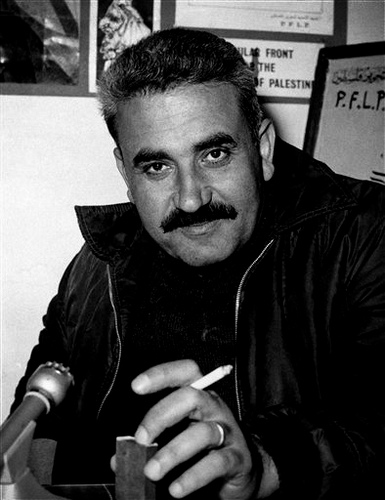
George Habash
26 januari

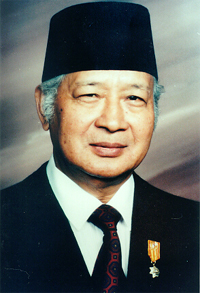
Soeharto
27 januari

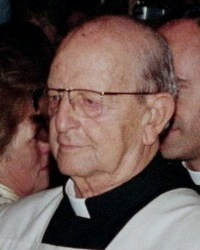
Marcial Maciel
30 januari

| 1 | 2 | 3 | 4 | 5 | 6 | 7 | 8 | 9 | 10 | 11 | 12 | 13 | 14 | 15 | 16 | 17 | 18 | 19 | 20 | 21 | 22 | 23 | 24 | 25 | 26 | 27 | 28 | 29 | 30 | 31 |
| - | - | - | - | - | - | - | - | - | -- | -- | -- | -- | -- | -- | -- | -- | -- | -- | -- | -- | -- | -- | -- | -- | -- | -- | -- | -- | -- | -- |

### 1 januari
- Cornelis Augustijn (79), Nederlands theoloog, predikant en kerkhistoricus
- Salvatore Bonanno (75), Amerikaans maffioso, schrijver en televisieproducent
- Peter Caffrey (58), Iers acteur
- Pratap Chandra Chunder (88), Indiaas politicus
- Dirk van Egmond (54), Nederlands omroepbestuurder
- Irena Górska-Damięcka (97), Pools actrice en theaterdirectrice
- Thiyagarajah Maheswaran (41), Sri Lankaans politicus
- Lucas Sang (46), Keniaans atleet

### 2 januari
- George MacDonald Fraser (82), Brits schrijver
- Alfredo Montelibano jr. (73), Filipijns politicus
- Robert C. Schnitzer (101), Amerikaans acteur en producer
- Tinus Tels (81), Nederlands schei- en natuurkundige en bestuurder
- Galyani Vadhana (84), lid Thaise koningshuis

### 3 januari
- Aleksandr Abdoelov (54), Russisch acteur
- Evert van Ballegooie (57), Nederlands medicus en bestuurder
- Yo-Sam Choi (33), Zuid-Koreaans bokser
- Natasha Collins (31), Brits actrice en tv-presentatrice
- Werner Dollinger (89), Duits politicus
- Herman Le Compte (78), Belgisch arts
- Jimmy Stewart (77), Brits autocoureur

### 4 januari
- Anton P. de Graaff (79), Nederlands schrijver
- Marianne Kiefer (79), Duits actrice
- Romeiro (74), Braziliaans voetballer
- Jens Quistgaard (88), Deens ontwerper

### 5 januari
- Clinton Grybas (32), Australisch sportverslaggever

### 7 januari
- Philip Agee (72), Amerikaans spion, publicist en klokkenluider
- John Braspennincx (93), Nederlands wielrenner
- Detlef Kraus (88), Duits pianist
- Hans Monderman (62), Nederlands verkeerskundige
- Gerrit Swaan (82), Nederlands politicus
- Jan van Uden (65), Nederlands atleet
- Benno Wissing (84), Nederlands ontwerper, schilder, graficus en architect

### 8 januari
- Guy Hance (74), Belgisch politicus
- Karel Jansen (82), Nederlands voetballer en sportbestuurder

### 9 januari
- Johnny Grant (84), Amerikaans tv-producer en radiopresentator

### 10 januari
- Andrés Henestrosa (101), Mexicaans taalkundige en politicus
- Herman Sandberg (89), Nederlands journalist
- Michail Minin (85), Sovjet-Russisch militair
- Maila Nurmi (86), Amerikaans tv- en filmactrice

### 11 januari
- Edmund Hillary (88), Nieuw-Zeelands bergbeklimmer

### 12 januari
- Charlie Aitken (75), Schots voetballer

### 13 januari
- Cor Hund (92), Nederlands beeldhouwer, tekenaar en schilder
- Ben van Meerendonk (94), Nederlands fotograaf
- Frans Moor (67), Nederlands politicus
- Johan Olde Kalter (63), Nederlands journalist

### 14 januari
- Marcelle Droogmans (109), oudste inwoner van België
- Lento Goffi (84), Italiaans schrijver, dichter, literaire kritiek en journalist
- Vincenz Liechtenstein (57), Oostenrijks politicus

### 15 januari
- Carel Kneulman (92), Nederlands beeldhouwer
- Brad Renfro (25), Amerikaans acteur

### 16 januari
- Jorge de Bagration (63), Spaans autocoureur
- Lloyd Williams (80), Jamaicaans rechter

### 17 januari
- Carlos (64), Frans zanger
- Bobby Fischer (64), Amerikaans-IJslands schaker

### 18 januari
- Freddie Cavalli (52), Nederlands bassist
- Jimmy James (92), Brits piloot
- Allan Melvin (84), Amerikaans acteur

### 19 januari
- Suzanne Pleshette (70), Amerikaans actrice

### 20 januari
- Paul Vangansbeke (77), Belgisch politicus

### 21 januari
- Rudy Polanen (64), Surinaams dominee en mensenrechtenactivist
- Marie Smith Jones (89), Indiaans-Amerikaans activiste

### 22 januari
- Agnes de Haas (70), Nederlands schrijfster
- Heath Ledger (28), Australisch acteur

### 25 januari
- Christopher Allport (60), Amerikaans acteur
- Jan Beekmans (80), Nederlands politicus

### 26 januari
- George Habash (81), Palestijns kinderarts en activist-terrorist
- Janez Lenassi (80), Sloveens beeldhouwer

### 27 januari
- Gordon Hinckley (97), Amerikaans geestelijke
- Walter Luyten (73), Belgisch historicus en politicus
- Soeharto (86), Indonesisch generaal en politicus

### 28 januari
- Christodoulos van Athene (69), Grieks geestelijke
- Ginty Vrede (22), Nederlands thaibokser

### 29 januari
- Ronnie Goldstein-van Cleef (86), Nederlands verzetsstrijdster
- Jan van Herpen (87), Nederlands journalist, radiomaker en publicist
- Abu Laith al-Libi (41), Libisch terrorist
- Mugabe Were (39), Keniaans politicus

### 30 januari
- Johannes Eekels (90), Nederlands industrieel ontwerper
- Lolle van Houten (63), Nederlands bokser
- Gust Huybrechts (75), Belgisch politicus
- Marcial Maciel (87), Mexicaans rooms-katholiek priester
- Frits Terwindt (93), Nederlands politicus

## Februari

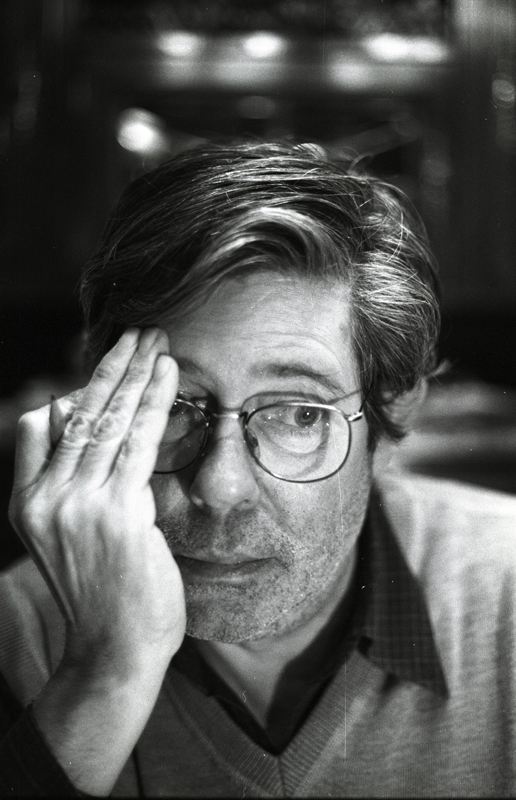
Michel Bartosik
1 februari

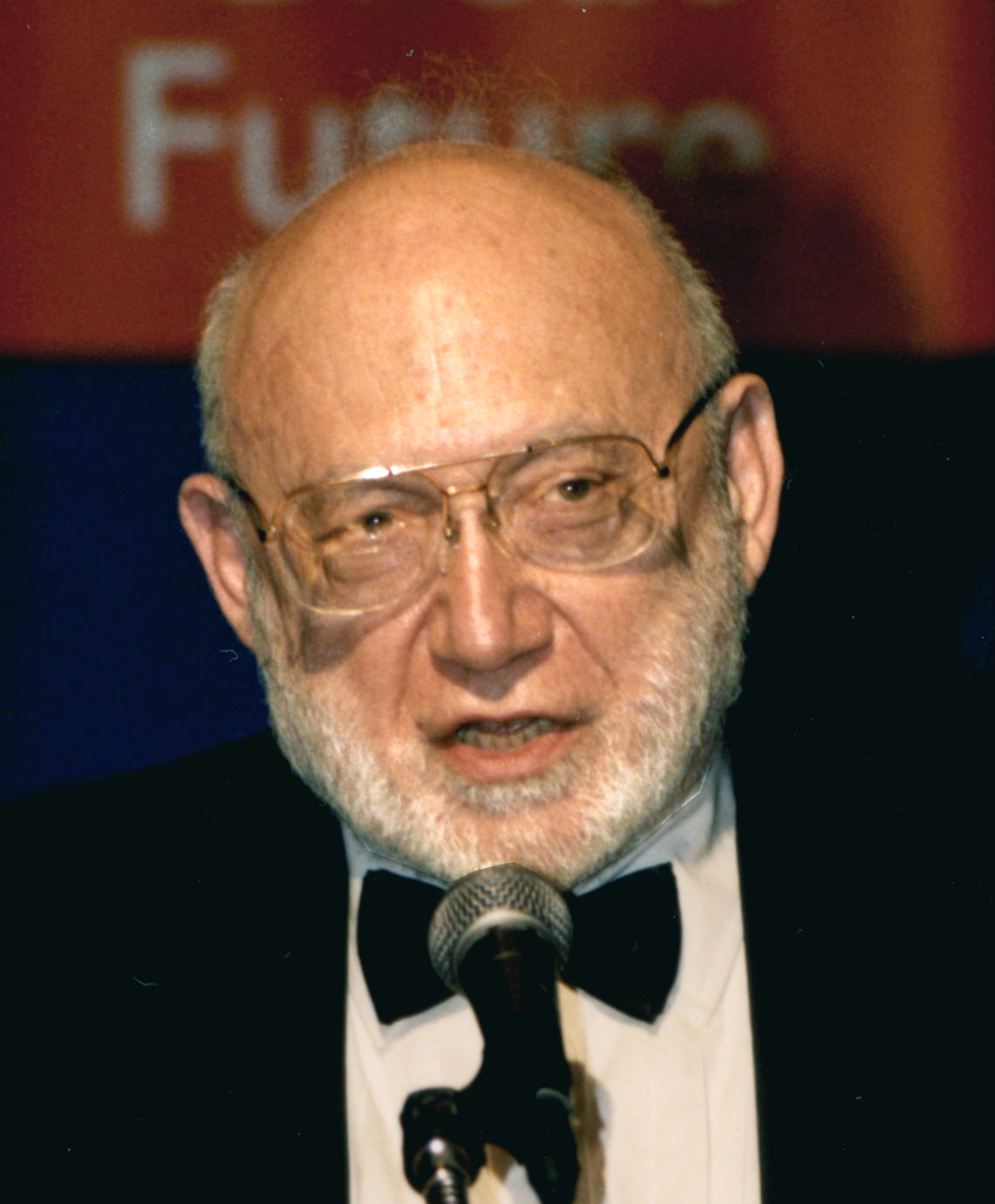
Joshua Lederberg
2 februari

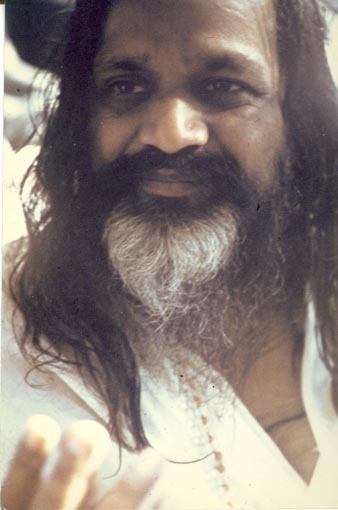
Maharishi
5 februari

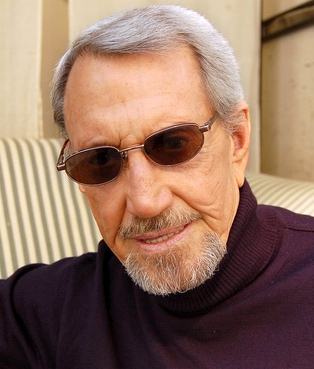
Roy Scheider
10 februari

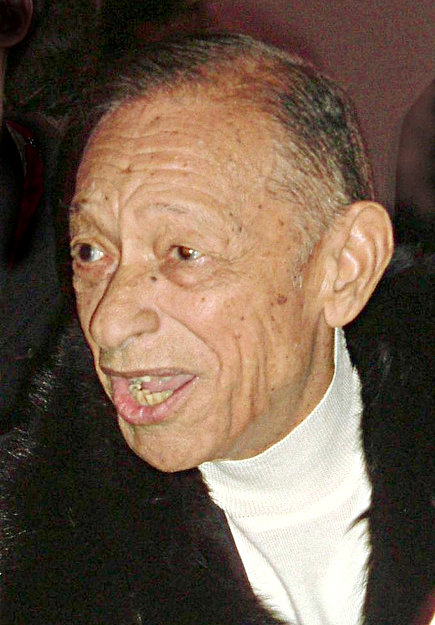
Henri Salvador
13 februari

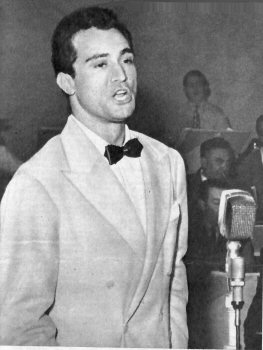
Nunzio Gallo
22 februari

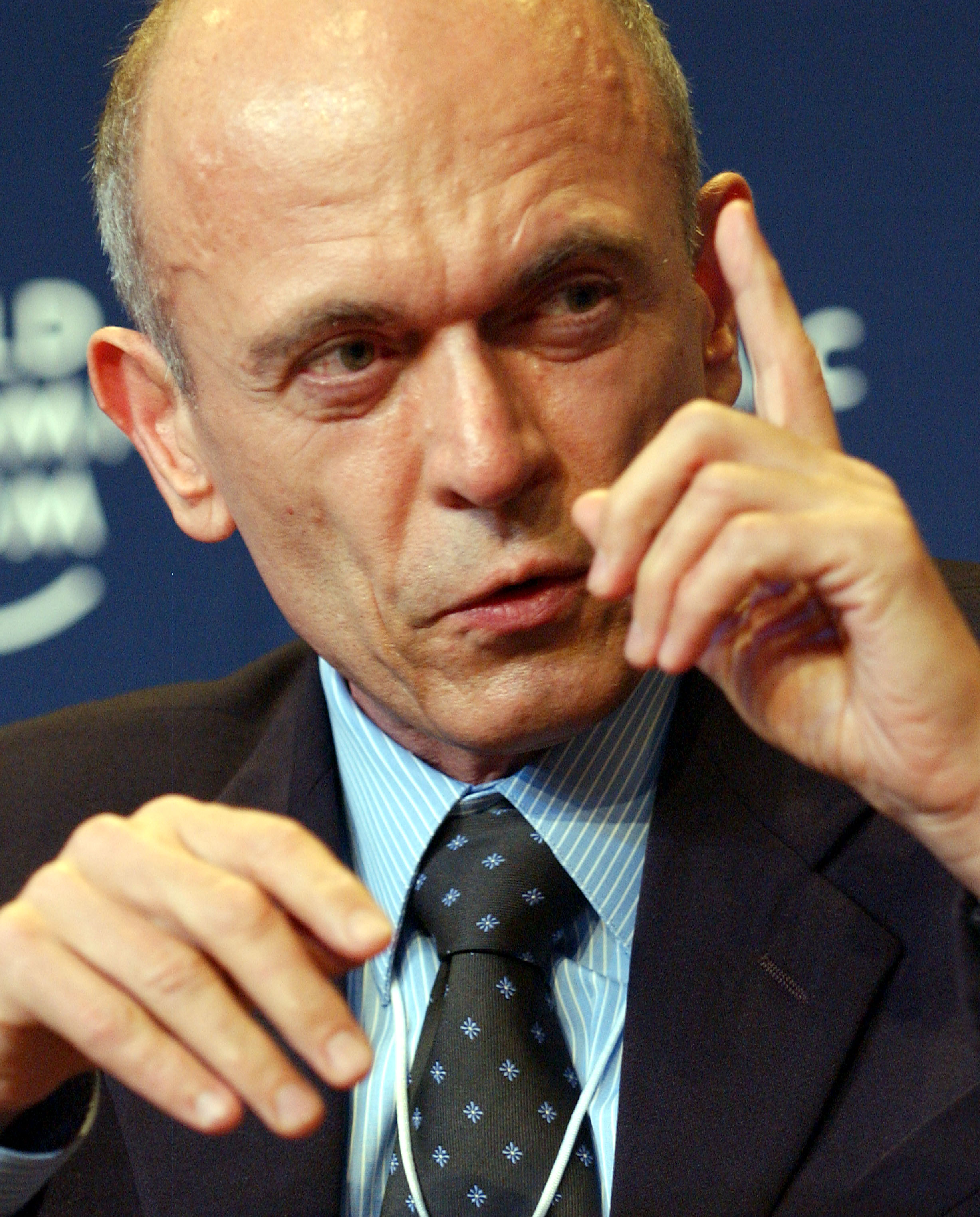
Janez Drnovšek
23 februari

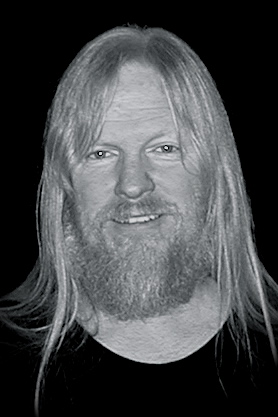
Larry Norman
24 februari

| 1 | 2 | 3 | 4 | 5 | 6 | 7 | 8 | 9 | 10 | 11 | 12 | 13 | 14 | 15 | 16 | 17 | 18 | 19 | 20 | 21 | 22 | 23 | 24 | 25 | 26 | 27 | 28 | 29 |
| - | - | - | - | - | - | - | - | - | -- | -- | -- | -- | -- | -- | -- | -- | -- | -- | -- | -- | -- | -- | -- | -- | -- | -- | -- | -- |

### 1 februari
- Michel Bartosik (59), Belgisch dichter en essayist
- Joan Eikelboom (38), Nederlands ruiter

### 2 februari
- John Fredrix (62), Nederlands voetballer
- Joshua Lederberg (82), Amerikaans moleculair bioloog en Nobelprijswinnaar
- Barry Morse (89), Brits-Canadees acteur

### 3 februari
- Sheldon Brown (63), Amerikaans fietstechnicus en publicist
- Charley van de Weerd (87), Nederlands voetballer

### 4 februari
- Pim de Bruyn Kops (85), Nederlands militair
- Tata Guines (77), Cubaans percussionist

### 5 februari
- Hendrik Jan van Duren (70), Nederlands politicus
- Maharishi Mahesh Yogi (91), Indiaas geestelijke

### 6 februari
- Tony Rolt (89), Brits autocoureur

### 7 februari
- Andrew Bertie (78), lid Britse aristocratie
- Benny Neyman (56), Nederlands zanger
- John Wright (60), Engels folkzanger

### 8 februari
- Eva Dahlbeck (87), Zweeds actrice
- Victor Dominguez (69), Filipijns politicus

### 9 februari
- Andrés Franco (82), Filipijns atleet
- Guy Tchingoma (22), Gabonees voetballer
- Toon Weijnen (98), Nederlands taalkundige

### 10 februari
- Ron Leavitt (60), Amerikaans televisieproducent en scenarioschrijver
- Chana Safrai (61), Israëlisch judaïste
- Roy Scheider (75), Amerikaans acteur

### 11 februari
- Alfredo Reinado (40), Oost-Timorees militair en rebel

### 12 februari
- David Groh (68), Amerikaans acteur
- Johan Kasantaroeno (62), Surinaams politicus
- Badri Patarkatsisjvili (52), Georgisch zakenman, filantroop en oppositieleider
- Jean Prouff (88), Frans voetballer en voetbalcoach

### 13 februari
- Kon Ichikawa (92), Japans filmregisseur
- Henri Salvador (90), Frans zanger en muzikant

### 15 februari
- Han Heijmans (80), Nederlands politicus
- Jan Hooglandt (82), Nederlands ondernemer
- Els Van den Abbeele (59), Belgisch tv-programmamaakster

### 16 februari
- Wim Van Gansbeke (70), Belgisch theaterrecensent

### 17 februari
- Ton van den Wildenberg (79), Nederlands politicus
- Sigi Wolf (72), Surinaams theoloog en surinamist

### 18 februari
- Alain Robbe-Grillet (85), Frans schrijver

### 19 februari
- Emily Perry (100), Brits actrice

### 20 februari
- Piet Dam (61), Nederlands rallycrosscoureur
- Klaas Smit (77), Nederlands voetballer

### 21 februari
- Michaël Ghijs (74), Belgisch pastoor, leerkracht en dirigent
- Emmanuel Sanon (56), Haïtiaans voetballer

### 22 februari
- Henk Bruna (91), Nederlands ondernemer en uitgever
- Johnnie Carr (97), Amerikaans burgerrechtenactiviste
- Nunzio Gallo (79), Italiaans zanger

### 23 februari
- Janez Drnovšek (57), Sloveens politicus
- Paul Frère (91), Belgisch autocoureur en journalist
- Williams Silvio Modesto (54), Braziliaans voetballer
- Josep Palau i Fabre (90), Spaans schrijver, dichter en vertaler
- Henk Romijn Meijer (78), Nederlands schrijver en taalkundige
- Tine s'Jacob-des Bouvrie (97), Nederlands politicus

### 24 februari
- Larry Norman (60), Amerikaans rockzanger

### 26 februari
- Buddy Miles (60), Amerikaans drummer

### 27 februari
- William F. Buckley jr. (82), Amerikaans schrijver en journalist
- Ivan Rebroff (76), Duits zanger

### 28 februari
- Jan Eijkelboom (81), Nederlands journalist, dichter en schrijver
- Max Nord (91), Nederlands journalist, dichter en letterkundige
- Mike Smith (64), Brits zanger

### 29 februari
- Jan Lambert Wirix-Speetjens (61), Belgisch theoloog
- Erik Ortvad (90), Deens kunstschilder

## Maart

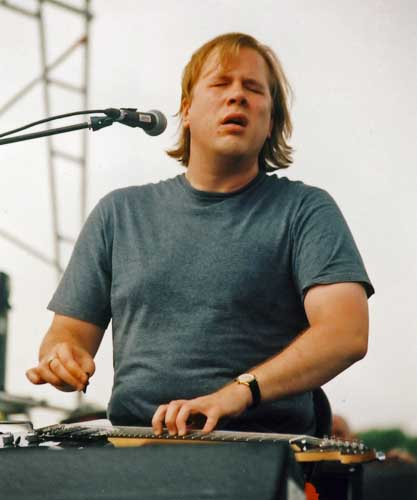
Jeff Healey
2 maart

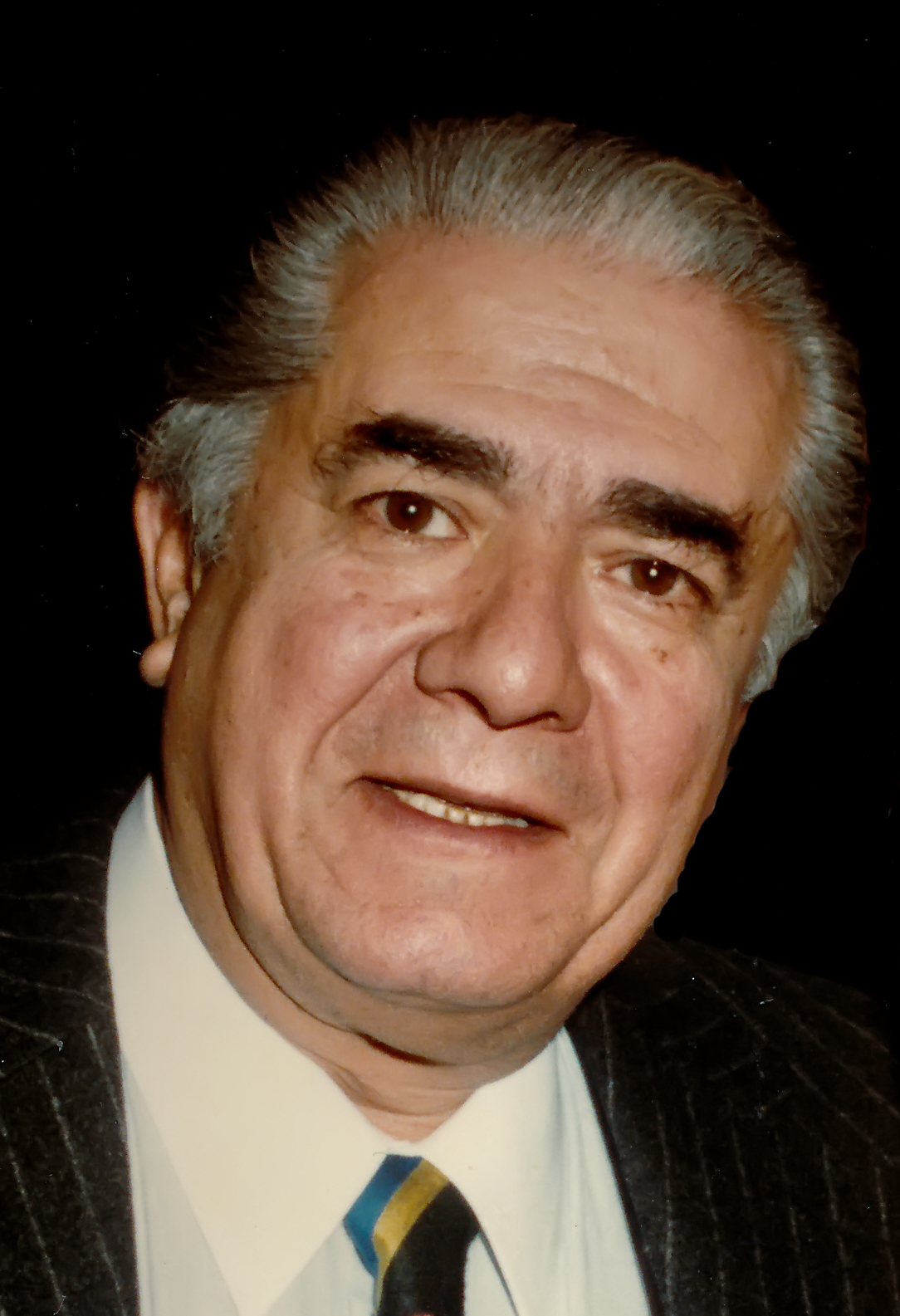
Giuseppe di Stefano
3 maart

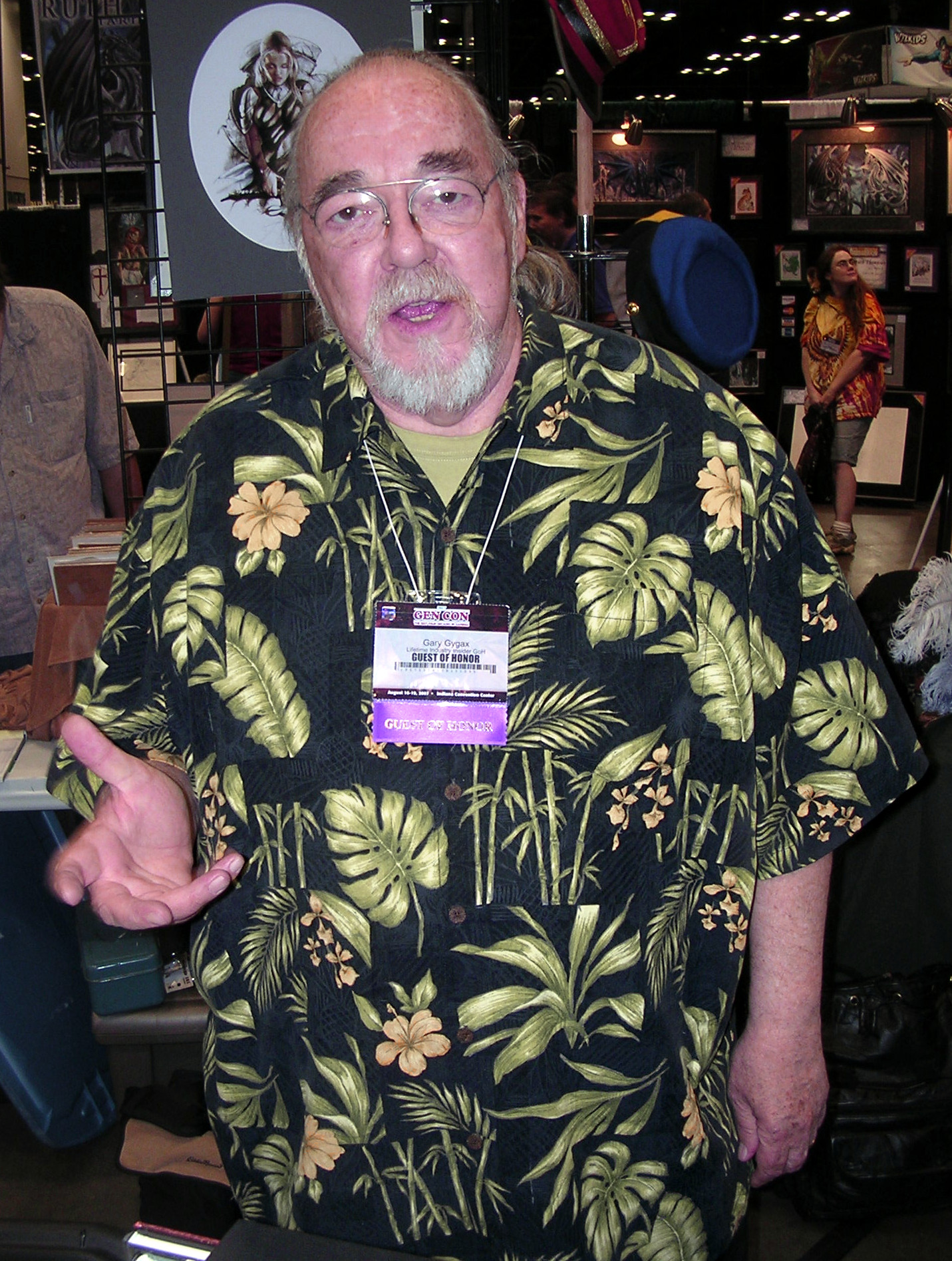
Gary Gygax
4 maart

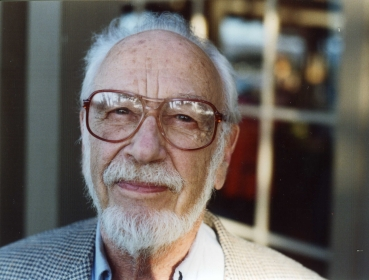
David Gale
7 maart

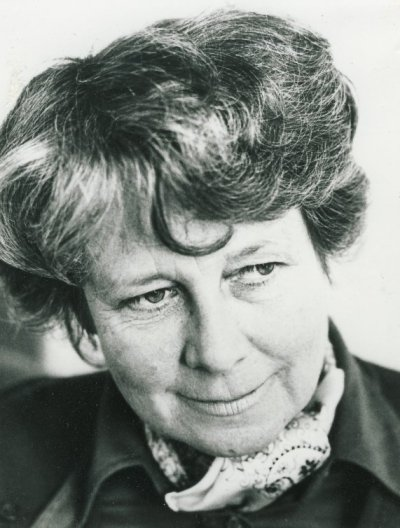
Joanne Klink
17 maart

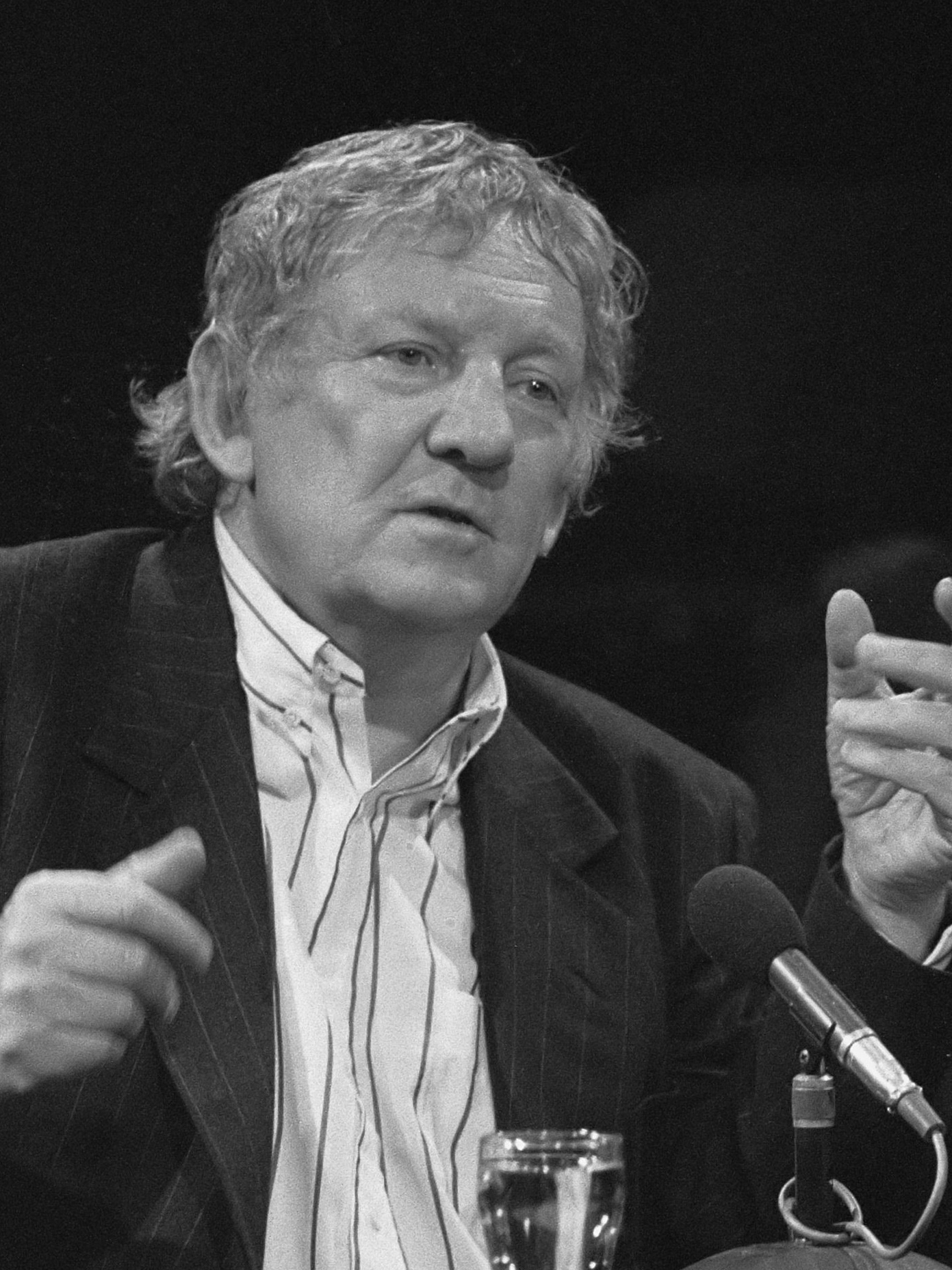
Hugo Claus
19 maart

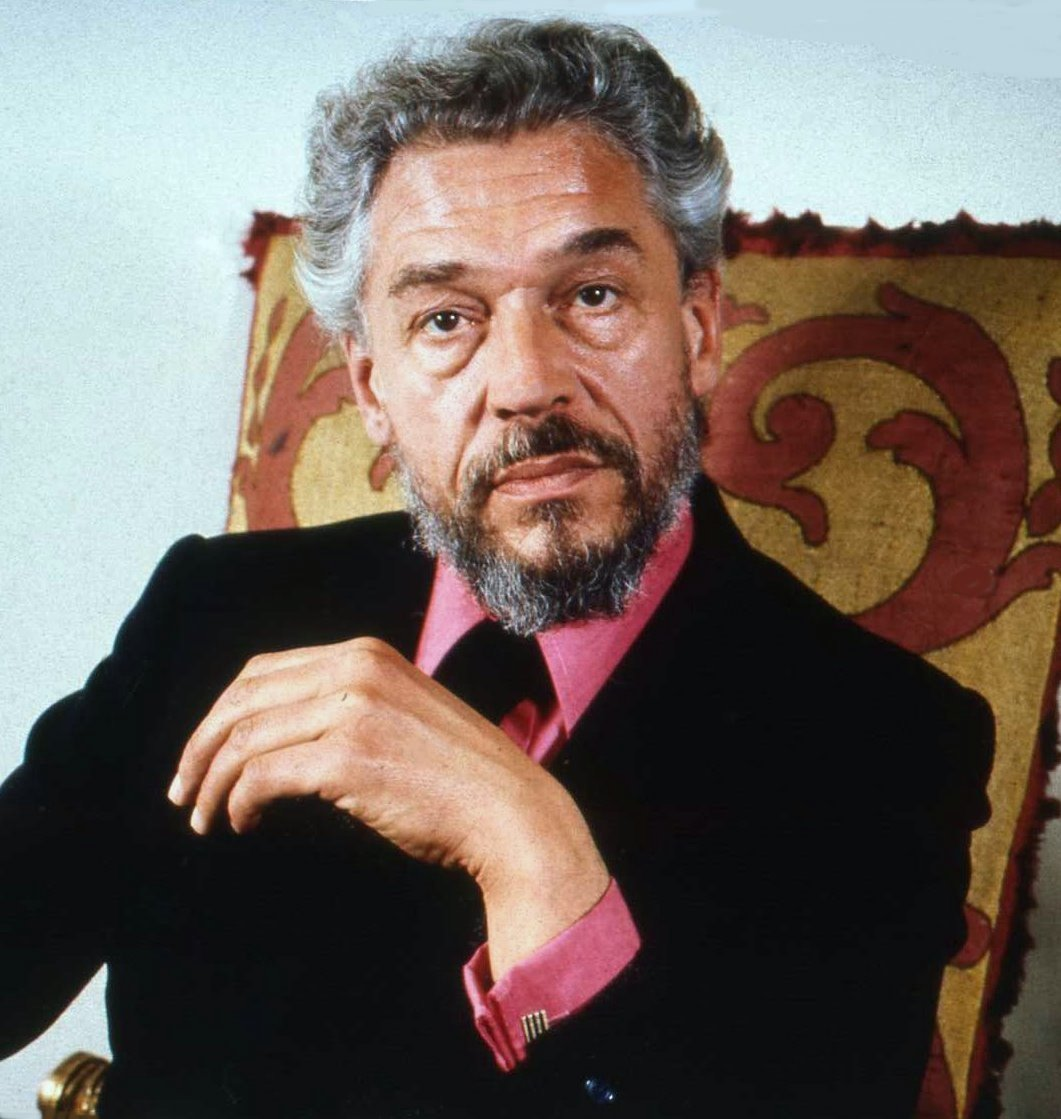
Paul Scofield
19 maart

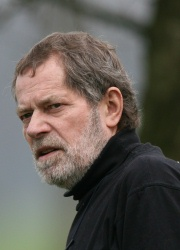
Wim Mager
23 maart

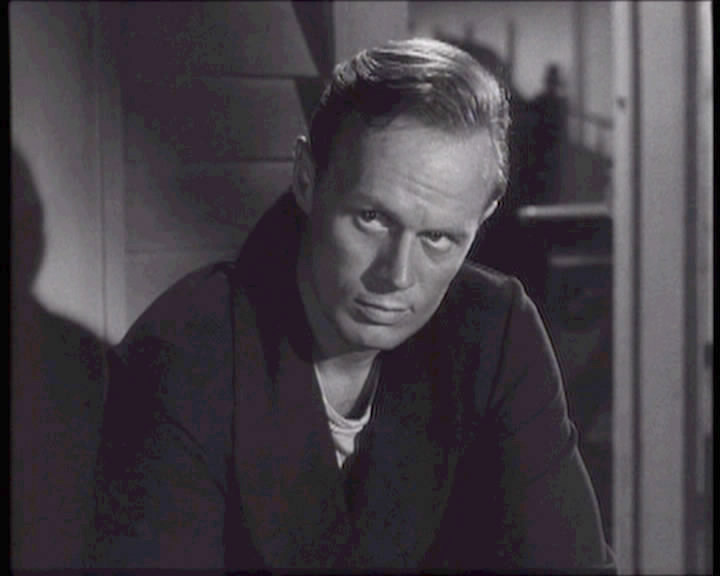
Richard Widmark
24 maart

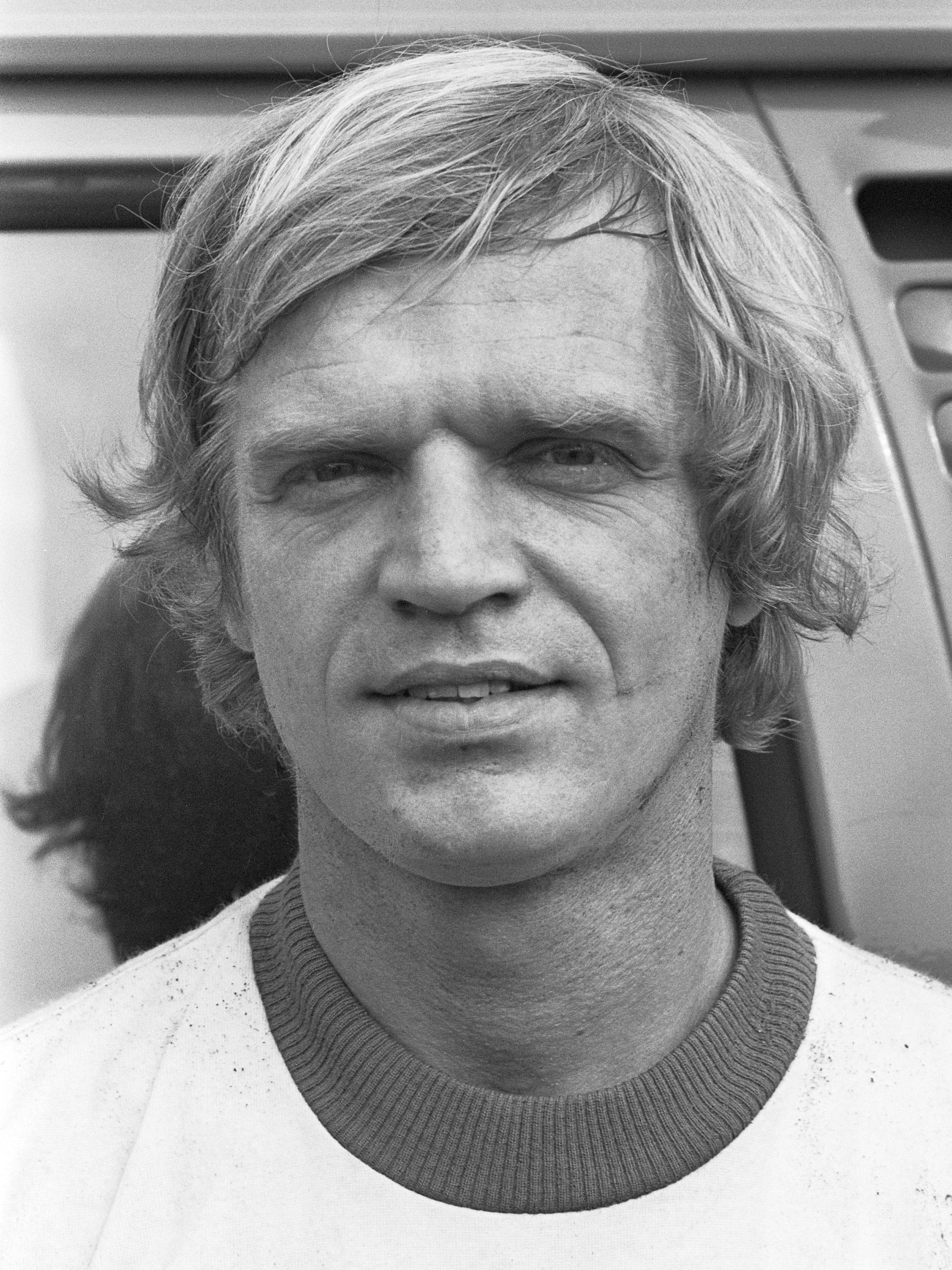
Ton van Heugten
27 maart

| 1 | 2 | 3 | 4 | 5 | 6 | 7 | 8 | 9 | 10 | 11 | 12 | 13 | 14 | 15 | 16 | 17 | 18 | 19 | 20 | 21 | 22 | 23 | 24 | 25 | 26 | 27 | 28 | 29 | 30 | 31 |
| - | - | - | - | - | - | - | - | - | -- | -- | -- | -- | -- | -- | -- | -- | -- | -- | -- | -- | -- | -- | -- | -- | -- | -- | -- | -- | -- | -- |

### 1 maart
- Dora Dolz (66), Nederlands beeldend kunstenaar
- Hank de Jonge (90), Nederlands advocaat en jonkheer
- Raúl Reyes (59), Colombiaans revolutionair

### 2 maart
- Jeff Healey (41), Canadees bluesgitarist en -zanger
- Paul Raymond (82), Brits uitgever
- Henk Severs (84), Nederlands muziekpromotor en -producent

### 3 maart
- Norman Smith (85), Brits muziekproducent en zanger
- Giuseppe di Stefano (86), Italiaans operazanger
- Suzie (61), Nederlands-Zweeds zangeres en circusartieste

### 4 maart
- Gary Gygax (69), Amerikaans spellenontwerper
- Hilda Van Roose (75), Belgisch actrice

### 5 maart
- Ben Smits (78), Nederlands pianist

### 6 maart
- Peter Poreku Dery (89), Ghanees geestelijke

### 7 maart
- David Gale (77), Amerikaans econoom
- Lipke Holthuis (86), Nederlands zoöloog en carcinoloog
- Jacques Kruithof (60), Nederlands schrijver en criticus
- Jan Prins (63), Nederlands journalist
- Hans Erik Ras (86), Nederlands rechtsgeleerde
- Howard Wing (92), Chinees wielrenner

### 8 maart
- Henk Bakker sr. (67), Nederlands politicus en activist

### 10 maart
- Richard Biegenwald (67), Amerikaans moordenaar
- Alfred Reiterer (73), Oostenrijks acteur

### 11 maart
- Bob van Hellenberg Hubar (57), Nederlands filmproducent en advocaat

### 12 maart
- Henk Könemann (84), Nederlands voetballer
- Lazare Ponticelli (110), Frans militair en oorlogsveteraan
- Alun Hoddinott (78), Welsh componist

### 13 maart
- Tessa Birnie (73), Nieuw-Zeelands pianist
- André Hottenhuis (71), Nederlands taalkundige
- Joseph Marañon (73), Filipijns politicus

### 14 maart
- Maurice Pirenne (79), Nederlands componist en organist

### 15 maart
- Mikey Dread (53), Jamaicaans-Amerikaans radio-dj en zanger
- Esseliene Christiene Fabies (81), Surinaams zangeres

### 16 maart
- Ola Brunkert (61), Zweeds drummer

### 17 maart
- Roland Arnall (68), Amerikaans zakenman en diplomaat
- Joanne Klink (90), Nederlands theologe en schrijfster
- Ed Leeflang (78), Nederlands dichter
- Claus Luthe (75), Duits auto-ontwerper

### 18 maart
- Dirkje Kuik (78), Nederlands schrijfster en beeldend kunstenares
- Anthony Minghella (54), Brits filmregisseur, toneel- en scriptschrijver

### 19 maart
- Arthur C. Clarke (90), Brits sciencefictionschrijver, uitvinder en futuroloog
- Hugo Claus (78), Belgisch dichter, schrijver en schilder
- Johannes van der Giessen (108), oudste man van Nederland
- Michiel Maertens (69), Belgisch politicus
- Paul Scofield (86), Brits acteur

### 21 maart
- Gadzji Abasjilov (57), Russisch journalist
- Leonardus Dobbelaar (65), Nederlands bisschop
- Raymond Leblanc (92), Belgisch uitgever
- Raf Van den Abeele (88), Belgisch politicus
- Eckart Wintzen (68), Nederlands ondernemer en managementgoeroe

### 22 maart
- Cachao López (89), Cubaans muzikant
- Adolfo Suárez Rivera (81), Mexicaans geestelijke

### 23 maart
- Wim Mager (67), Nederlands fotograaf en ondernemer

### 24 maart
- Neil Aspinall (66), Brits muziekmanager
- Richard Widmark (93), Amerikaans acteur

### 25 maart
- Ytzen Brusse (88), Nederlands cineast
- Tony Church (77), Brits acteur
- Clovis Cnoop Koopmans (83), Nederlands rechter en politicus
- Abby Mann (80), Amerikaans scenarioschrijver

### 27 maart
- Jean-Marie Balestre (86), Frans sportbestuurder
- Ton van Heugten (62), Nederlands motorcrosser
- Martin Rem (61), Nederlands informaticus en bestuurder

### 28 maart
- Valentino Fois (34), Italiaans wielrenner
- Kunio Lemari (65), president van de Marshalleilanden

### 29 maart
- Raul Donazar Calvet (73), Braziliaans voetballer
- Joost Schaberg (81), Nederlands militair leider

### 30 maart
- Dith Pran (65), Cambodjaans-Amerikaans fotojournalist en mensenrechtenactivist

### 31 maart
- Eugene Allen (90), Amerikaans ambtenaar
- Jules Dassin (96), Frans-Amerikaans filmregisseur
- Halszka Osmólska (77), Pools paleontologe

## April

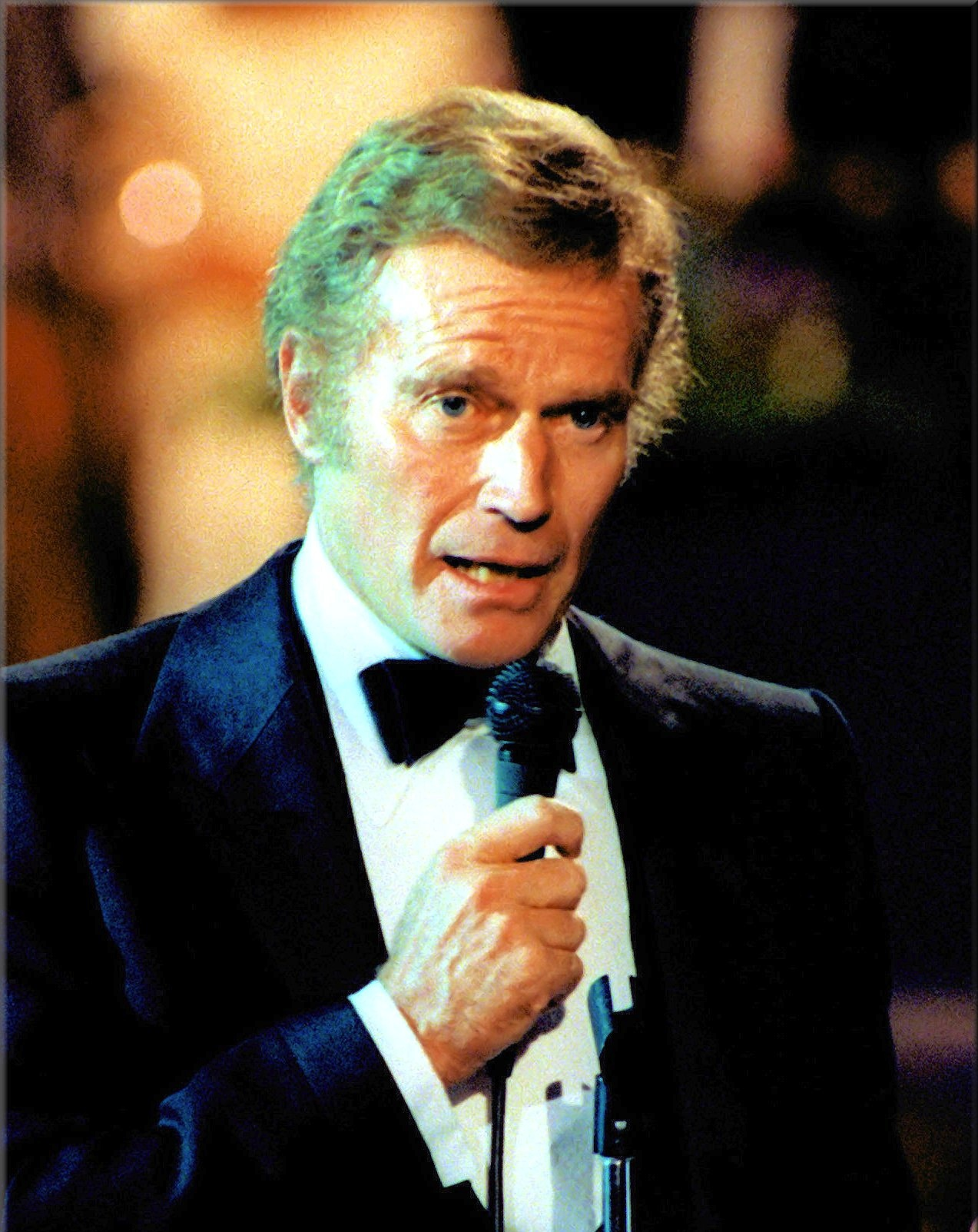
Charlton Heston
5 april

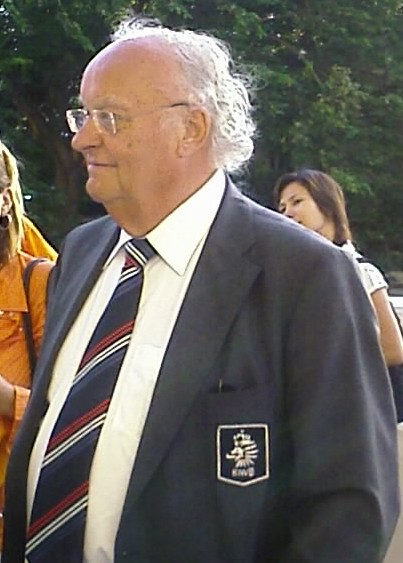
Jeu Sprengers
6 april

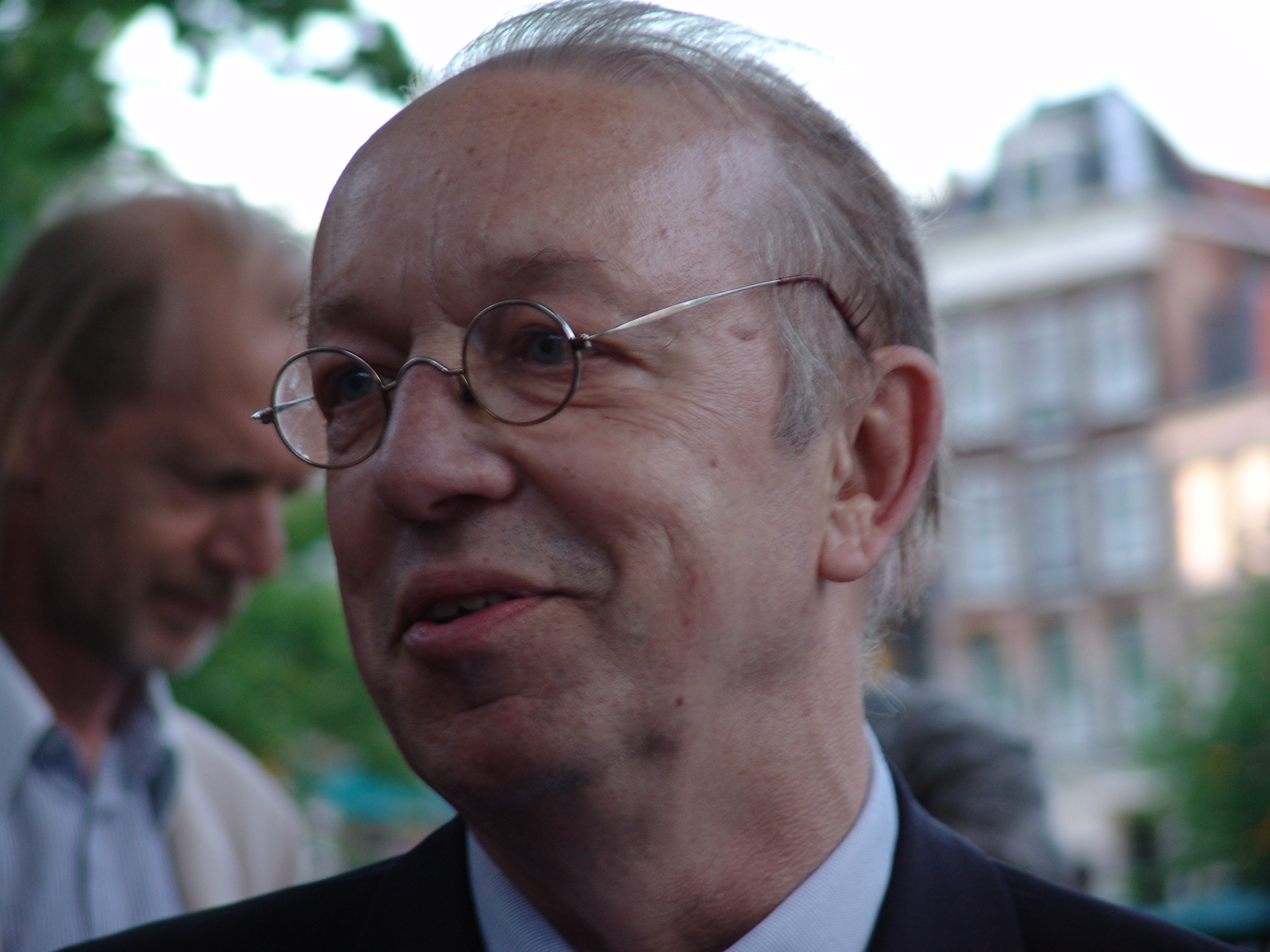
Paul Marijnis
10 april

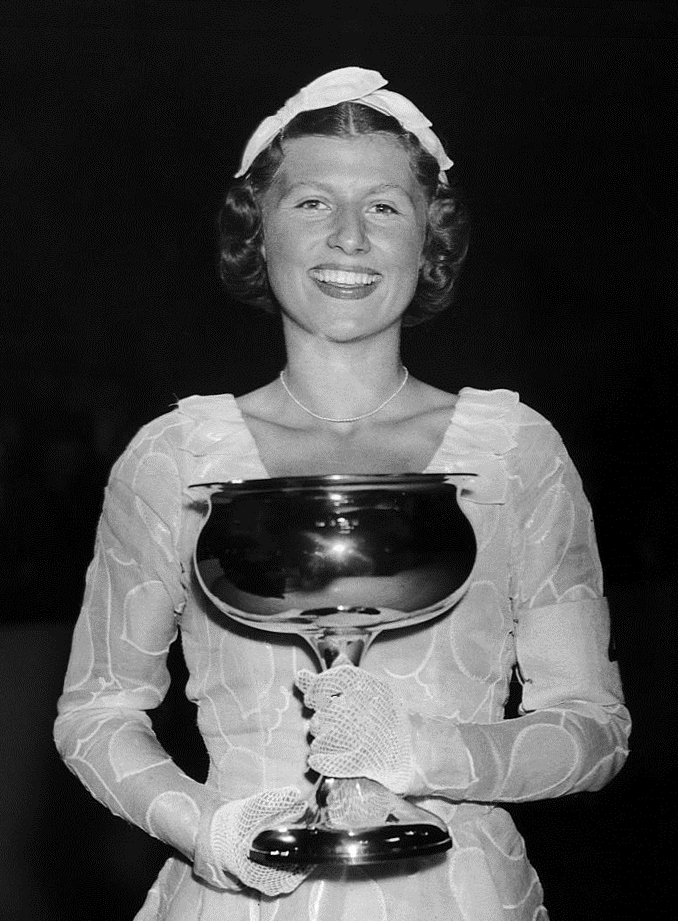
Cecilia Colledge
12 april

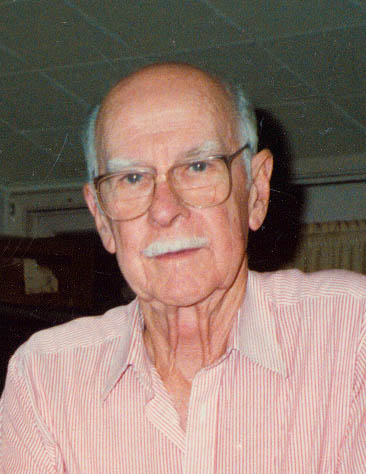
Ollie Johnston
14 april

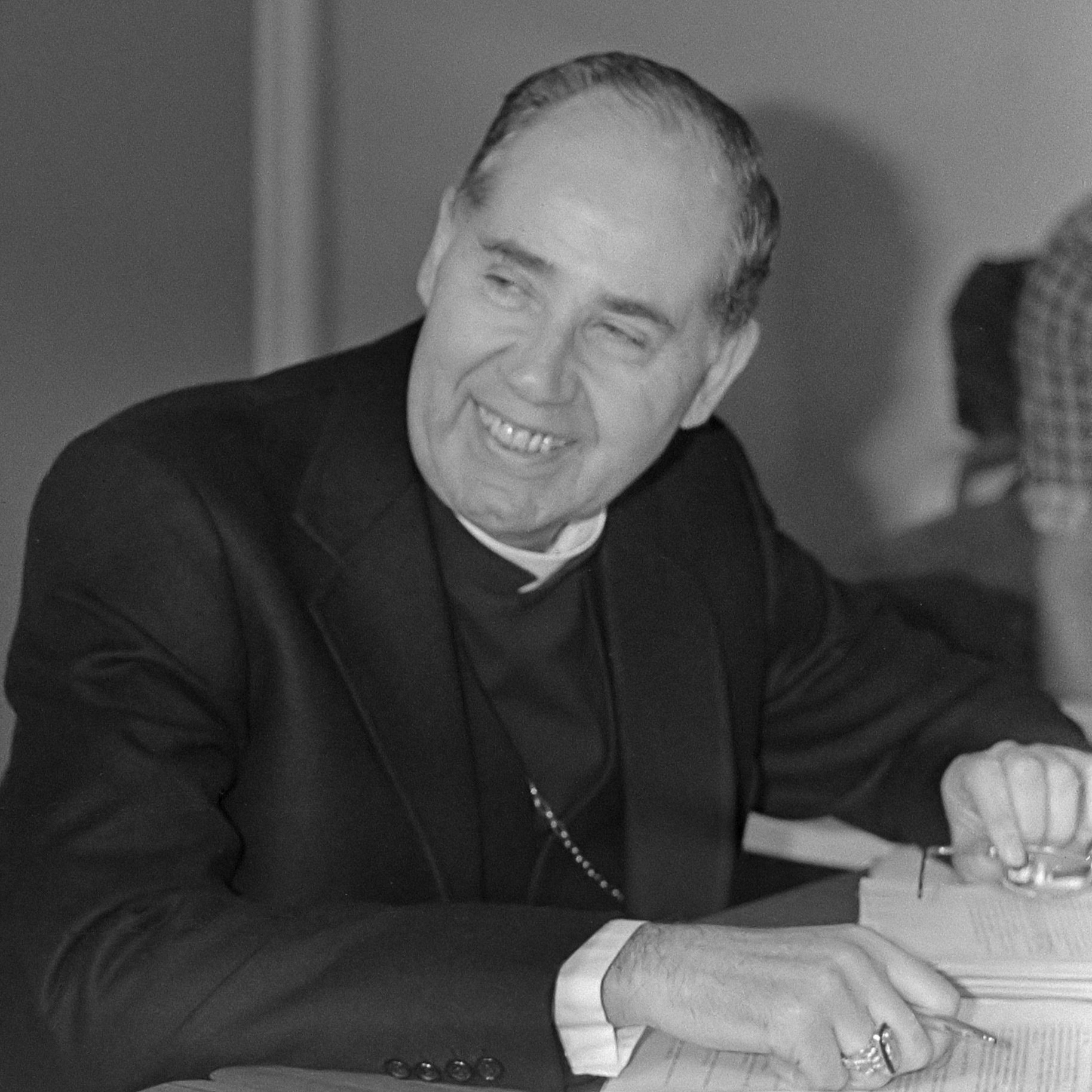
Alphons Castermans
21 april

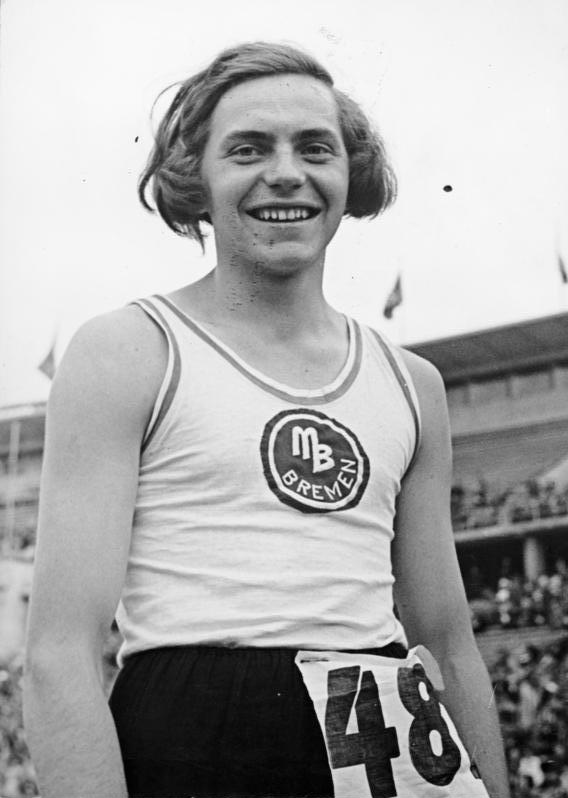
Dora Ratjen
22 april

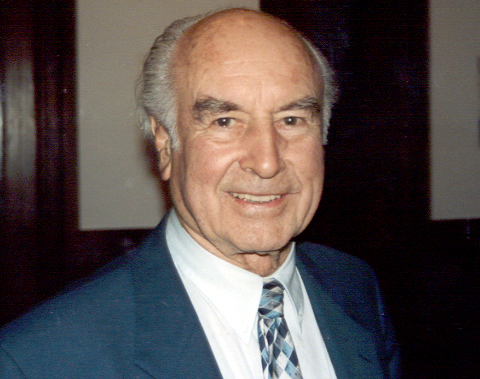
Albert Hofmann
29 april

| 1 | 2 | 3 | 4 | 5 | 6 | 7 | 8 | 9 | 10 | 11 | 12 | 13 | 14 | 15 | 16 | 17 | 18 | 19 | 20 | 21 | 22 | 23 | 24 | 25 | 26 | 27 | 28 | 29 | 30 |
| - | - | - | - | - | - | - | - | - | -- | -- | -- | -- | -- | -- | -- | -- | -- | -- | -- | -- | -- | -- | -- | -- | -- | -- | -- | -- | -- |

### 2 april
- Nora Dompas (82), Belgisch politica en bestuurster
- Miel Vanattenhoven (63), Belgisch radioproducer en concertorganisator

### 3 april
- Hrvoje Ćustić (24), Kroatisch voetballer
- Hanny van den Horst (83), Nederlands journaliste
- Kim Savéus (33), Zweeds balletdanser

### 5 april
- Charlton Heston (84), Amerikaans filmacteur
- Jacques Reuland (89), Nederlands componist, dirigent en pedagoog

### 6 april
- Jeu Sprengers (69), Nederlands sportbestuurder
- Gerrard Verhage (60), Nederlands regisseur

### 7 april
- Hajé Schartman (71), Nederlands politicus

### 8 april
- Stanley Kamel (65), Amerikaans acteur

### 9 april
- Jacques Morel (87), Frans acteur

### 10 april
- Ernesto Corripio Ahumada (88), Mexicaans geestelijke
- Espen Greger Hagen (44), Noors kunstenaar
- Paul Marijnis (62), Nederlands schrijver en dichter

### 12 april
- Cecilia Colledge (87), Brits kunstrijdster
- Patrick Hillery (84), Iers politicus

### 13 april
- Peter Michielsen (62), Nederlands journalist
- Mark Speight (42), Brits tv-presentator

### 14 april
- Madeline Lee Gilford (84), Amerikaans actrice
- Ollie Johnston (95), Amerikaans animator
- June Travis (93), Amerikaans actrice
- John Wheeler (96), Amerikaans natuurkundige

### 15 april
- Hazel Court (82), Brits actrice
- Benoît Lamy (62), Belgisch cineast

### 16 april
- Edward Lorenz (90), Amerikaans weerkundige
- Johannes Runnenburg (76), Nederlands wiskundige en hoogleraar

### 17 april
- Aimé Césaire (94), Frans-Martinikaans dichter, schrijver en politicus

### 18 april
- Teala Loring (83), Amerikaans actrice

### 19 april
- Richard de Bois (59), Nederlands drummer, songwriter en muziekproducent
- Alfonso López Trujillo (72), Colombiaans geestelijke
- Jan Pit (67), Nederlands zendeling en schrijver
- Constant Vanden Stock (93), Belgisch voetballer en sportbestuurder

### 21 april
- Alphons Castermans (84), Nederlands R.K. priester en hulpbisschop
- Albert Kuijpers (87), Nederlands burgemeester
- Angèle Manteau (97), Belgisch uitgeefster

### 22 april
- Dora Ratjen (89), Duits atleet

### 24 april
- Jimmy Giuffre (86), Amerikaans componist, arrangeur en muzikant

### 26 april
- Henry Brant (94), Amerikaans componist

### 27 april
- Omer De Mey (84), Belgisch politicus
- Jean Decroos (75), Nederlands-Frans cellist
- Harry Kisoensingh (54), Surinaams politicus

### 29 april
- Chuck Daigh (84), Amerikaans autocoureur
- Jetty Gitari (80), Belgisch zangeres
- Albert Hofmann (102), Zwitsers chemicus
- Kristiaan Lagast (55), Belgisch acteur
- Charles Tilly (78), Amerikaans socioloog, politicoloog en historicus

### 30 april
- Juancho Evertsz (85), Nederlands-Antilliaans politicus
- Marga Neirynck (64), Belgisch dramaturge en hoorspelactrice

## Mei

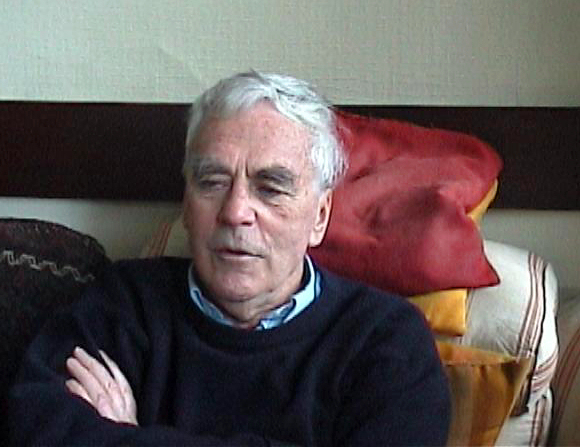
J.J. Voskuil
1 mei

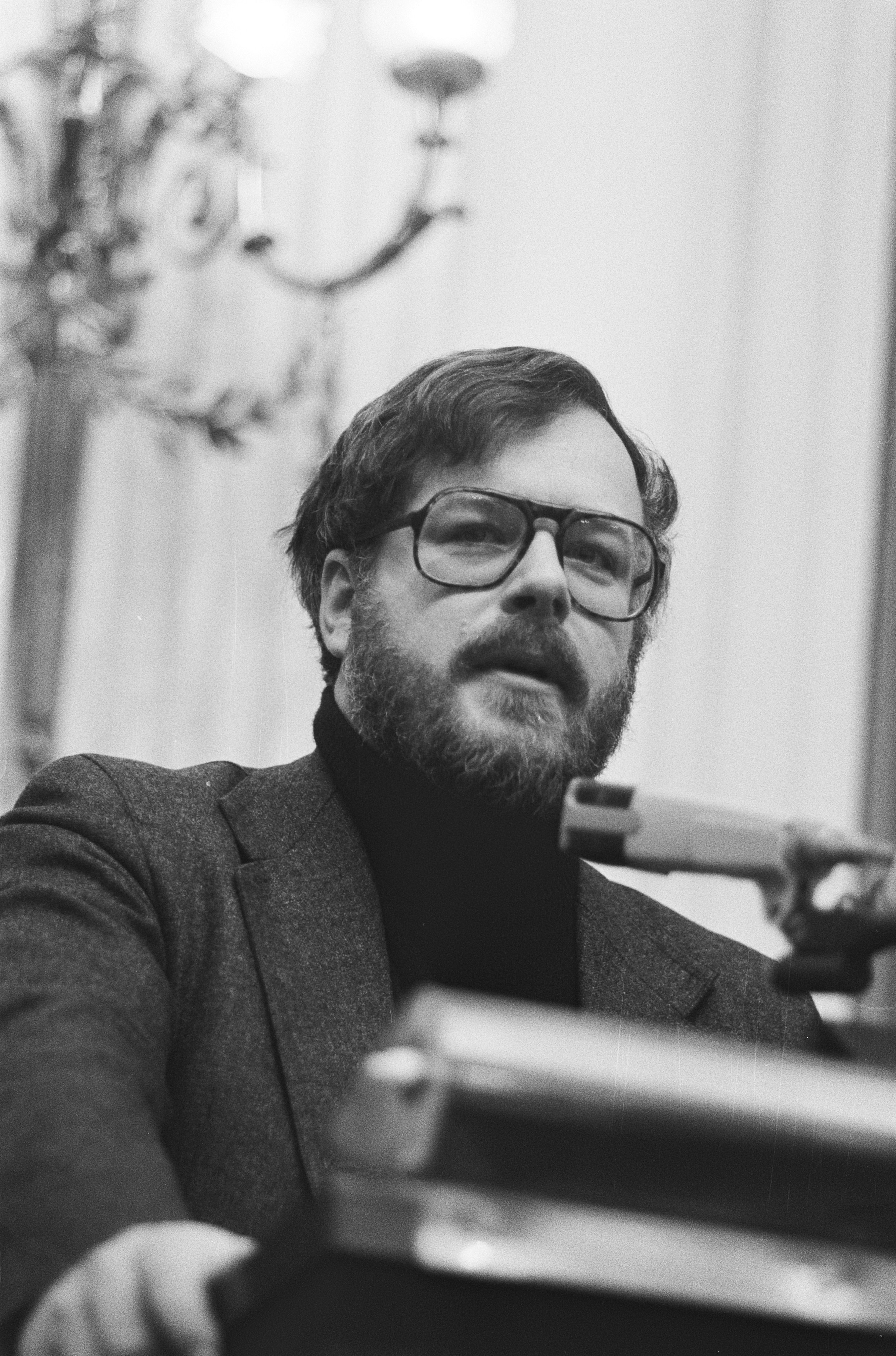
Thijs Wöltgens
7 mei

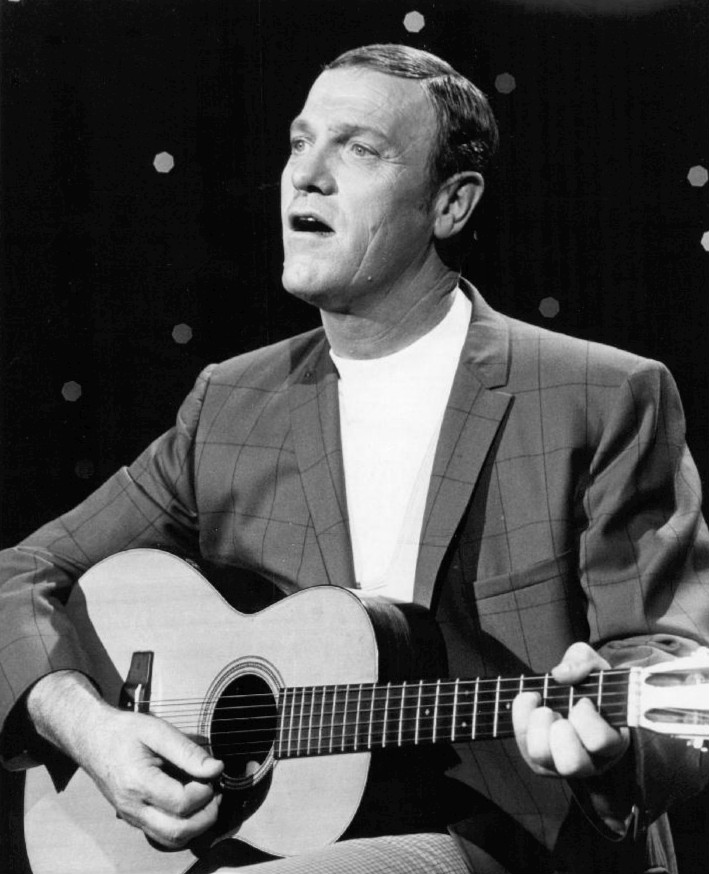
Eddy Arnold
8 mei

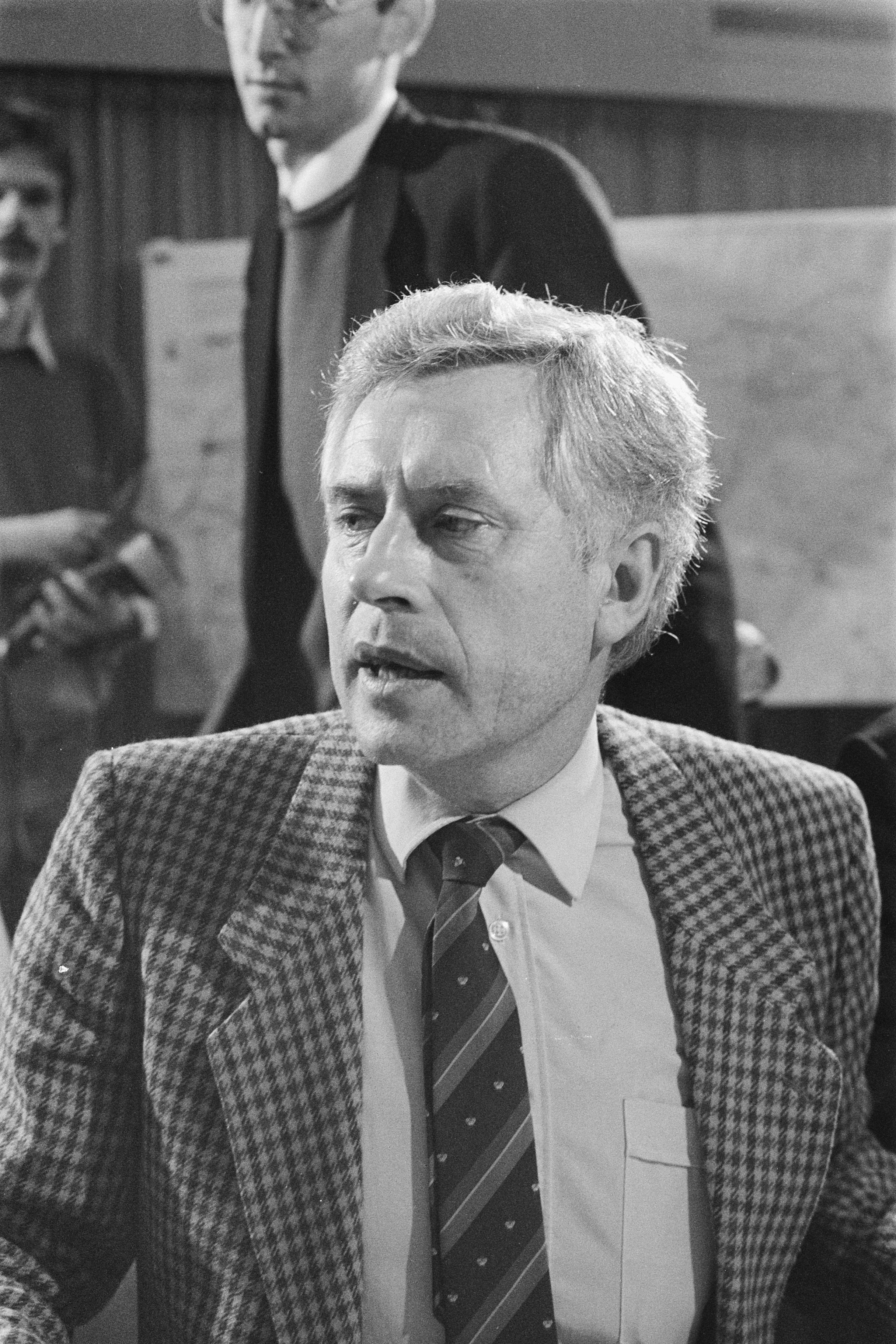
Jan Sipkema
12 mei

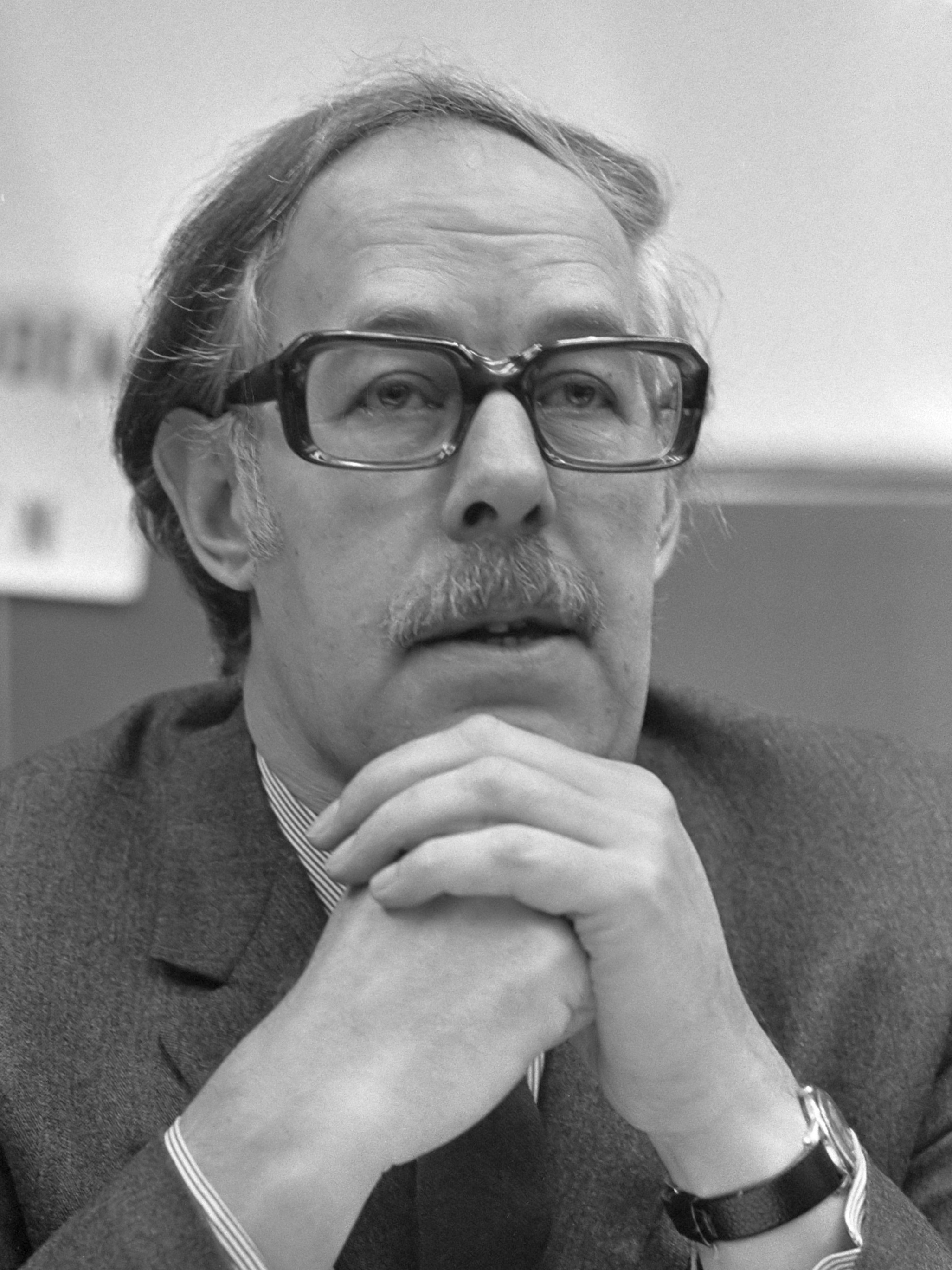
J.A.A. van Doorn
15 mei

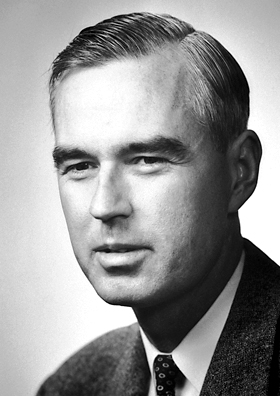
Willis Lamb
15 mei

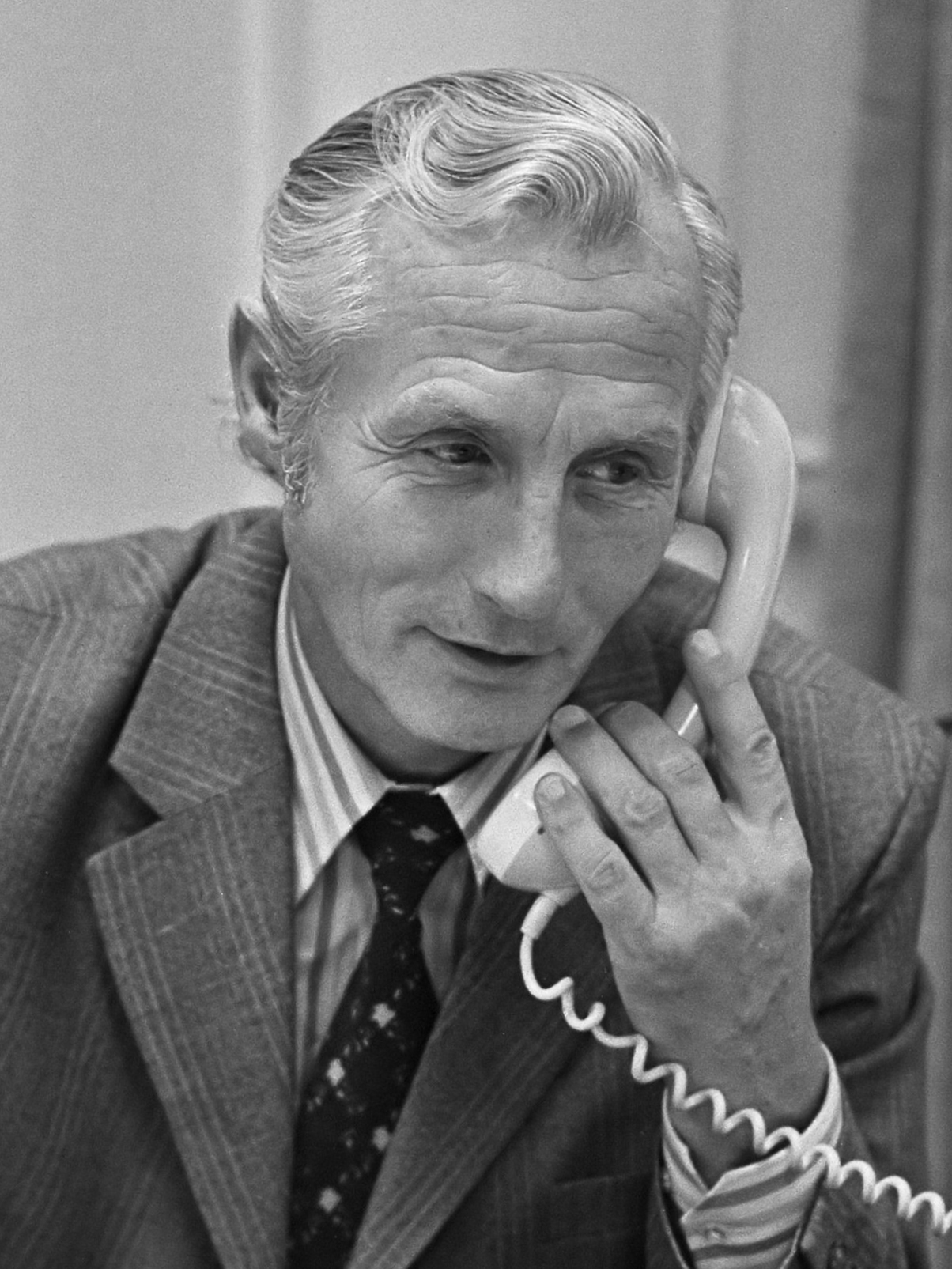
Theo Sanders
21 mei

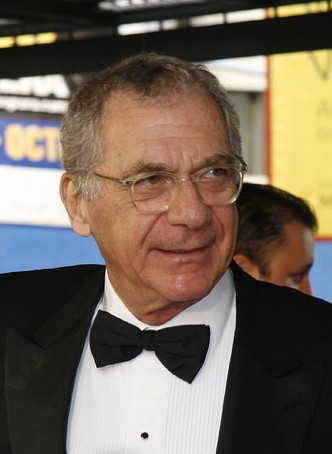
Sydney Pollack
26 mei

| 1 | 2 | 3 | 4 | 5 | 6 | 7 | 8 | 9 | 10 | 11 | 12 | 13 | 14 | 15 | 16 | 17 | 18 | 19 | 20 | 21 | 22 | 23 | 24 | 25 | 26 | 27 | 28 | 29 | 30 | 31 |
| - | - | - | - | - | - | - | - | - | -- | -- | -- | -- | -- | -- | -- | -- | -- | -- | -- | -- | -- | -- | -- | -- | -- | -- | -- | -- | -- | -- |

### 1 mei
- Philipp von Boeselager (90), Duits militair en verzetsstrijder
- Anthony Mamo (99), president van Malta
- J.J. Voskuil (81), Nederlands schrijver en volkskundige

### 2 mei
- Beverlee McKinsey (67), Amerikaans actrice

### 3 mei
- Leopoldo Calvo-Sotelo (82), Spaans politicus

### 7 mei
- Mercè Sala i Schnorkowski (64), Spaans politica
- Thijs Wöltgens (64), Nederlands politicus
- Gernot Zippe (90), Duits uitvinder van de gascentrifuge ter verrijking van uranium

### 8 mei
- Eddy Arnold (89), Amerikaans countryzanger
- Johan de Borst (88), Nederlands ondernemer
- Willem Brakman (85), Nederlands arts en schrijver
- Jose Feria (91), Filipijns rechter
- Pearl Perlmuter (92), Amerikaans-Nederlands beeldhouwster
- François Sterchele (26), Belgisch voetballer

### 9 mei
- Paul Hebbelynck (102), Belgisch ingenieur en ondernemer
- Frans Huon (68), Belgisch politicus

### 10 mei
- Ole Fritsen (66), Deens voetballer
- Leyla Gencer (79), Turks operazangeres

### 11 mei
- Bruno Neves (26), Portugees wielrenner
- John Rutsey (54), Canadees drummer

### 12 mei
- Robert Rauschenberg (82), Amerikaans kunstenaar
- Irena Sendler (98), Pools verzetsstrijdster
- Jan Sipkema (75), Nederlands sportbestuurder

### 13 mei
- Saad Al-Abdullah Al-Salim Al-Sabah (78), Koeweits sjeik
- Bernardin Gantin (86), Beninees kardinaal
- Dick Langerhorst (62), Nederlands zwemmer
- John Phillip Law (70), Amerikaans acteur

### 14 mei
- Gijs Nass (87), Nederlands voetballer
- Jevgeni Sokolov (87), Russisch psychofysioloog

### 15 mei
- J.A.A. van Doorn (83), Nederlands socioloog, publicist en columnist
- Youssef Idilbi (32), Nederlands acteur
- Willis Lamb (94), Amerikaans natuurkundige

### 16 mei
- Robert Mondavi (94), Amerikaans wijnpionier

### 18 mei
- Jan de Rooij (76), Nederlands bokser
- Lo de Ruiter (88), Nederlands politicus, bestuurder en publicist

### 19 mei
- Jacco van Renesse (71), Nederlands acteur en zanger

### 20 mei
- Crispin Beltran (75), Filipijns politicus en vakbondsleider
- Jeff Bodart (45), Belgisch zanger

### 21 mei
- Bert André (66), Nederlands acteur
- Wally Elenbaas (96), Nederlands kunstenaar en fotograaf
- Theo Sanders (87), Nederlands politiefunctionaris

### 22 mei
- Rinus Gosens (88), Nederlands voetballer en voetbalcoach

### 23 mei
- Heinrich Kwiatkowski (81), Duits voetballer

### 24 mei
- Rob Knox (18), Brits acteur
- Isaac Lipschits (77), Nederlands politicoloog en geschiedkundige

### 25 mei
- Rodolfo Carbone (79), Braziliaans voetballer

### 26 mei
- Hans Haasmann (92), Nederlands schoonspringer
- Peter Harzem (78), Turks-Amerikaans psycholoog
- Sydney Pollack (73), Amerikaans regisseur, producer en acteur
- Daniel Van Ryckeghem (62), Belgisch wielrenner

### 27 mei
- Franz Künstler (107), Duits militair en oorlogsveteraan

### 29 mei
- Romeo Brawner (72), Filipijns rechtsgeleerde
- Harvey Korman (81), Amerikaans acteur en komiek

### 30 mei
- Corstiaan de Vries (72), Nederlands kunstschilder en tekenaar

### 31 mei
- Carlos Alhinho (59), Kaapverdisch-Portugees voetballer en voetbaltrainer

## Juni

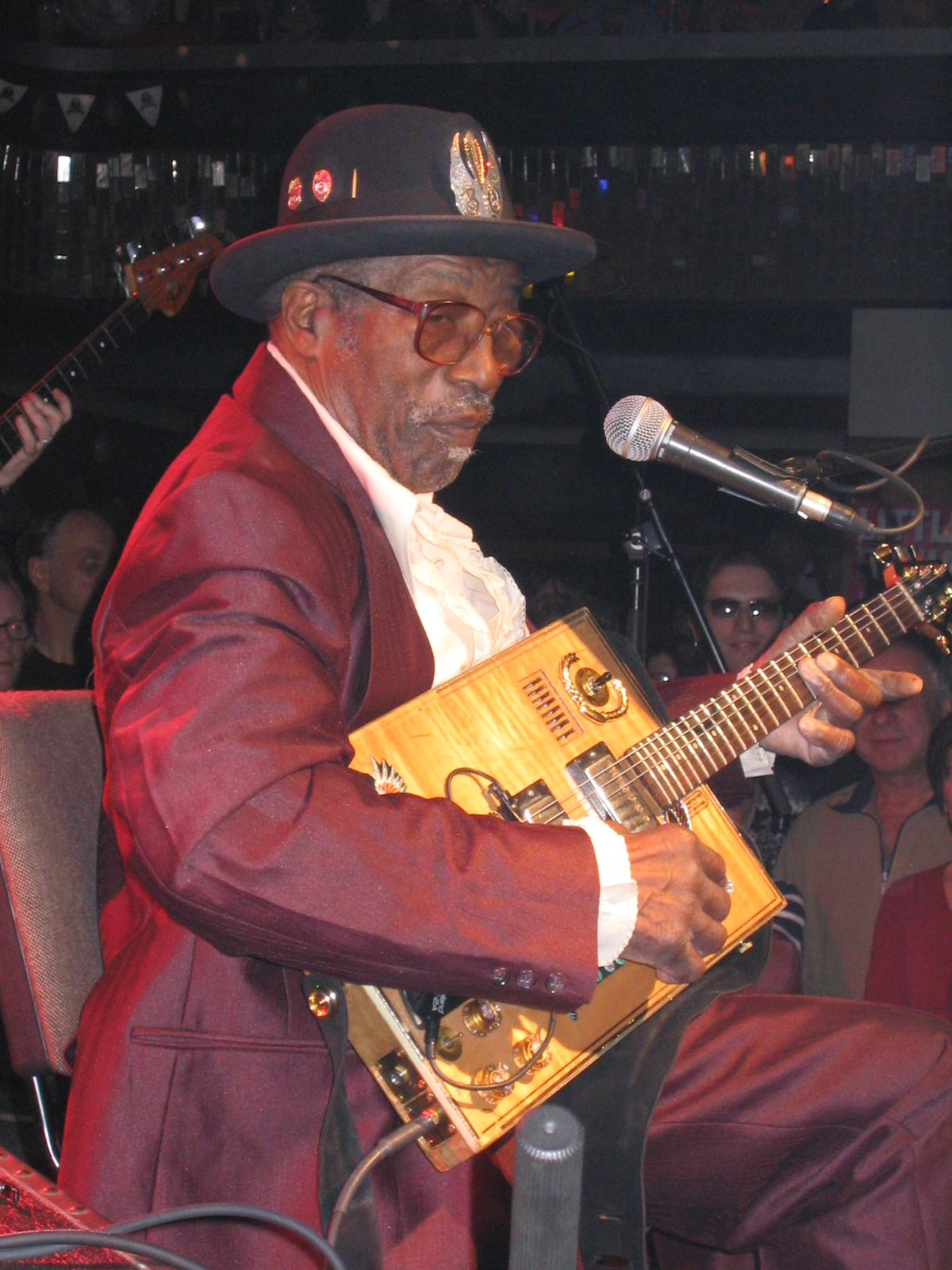
Bo Diddley
2 juni

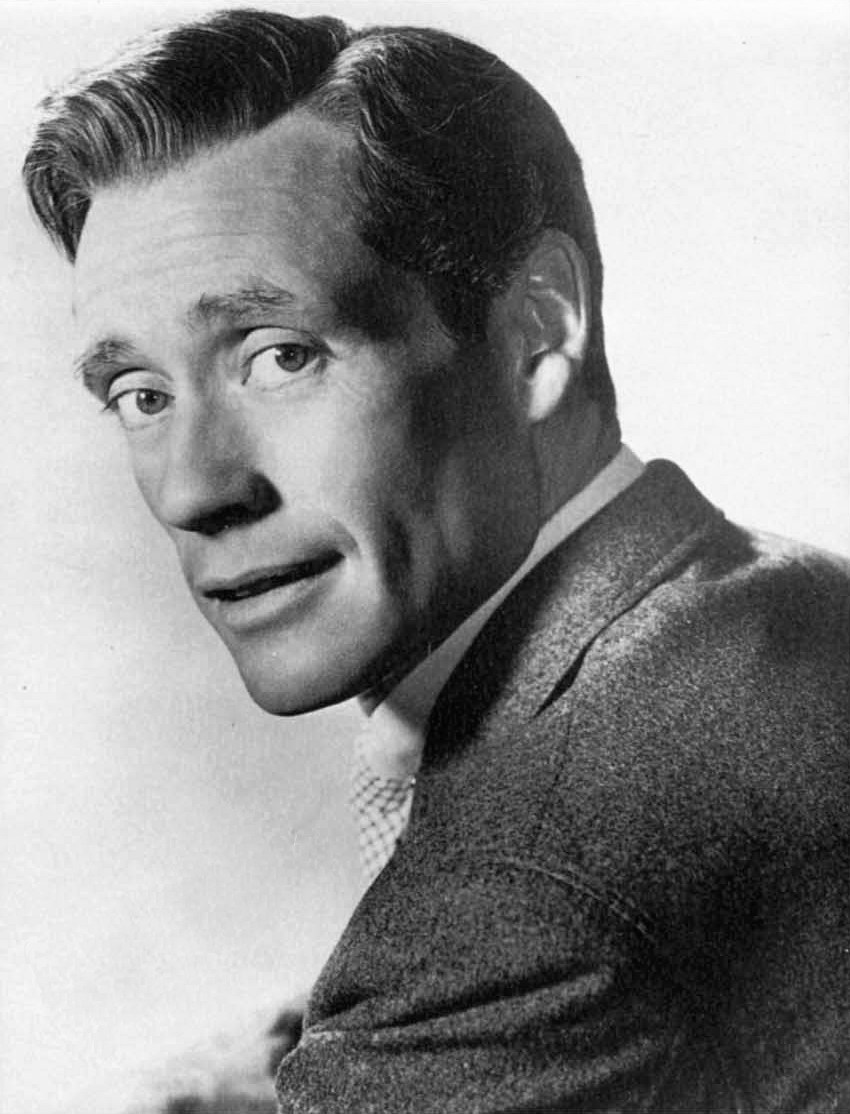
Mel Ferrer
2 juni

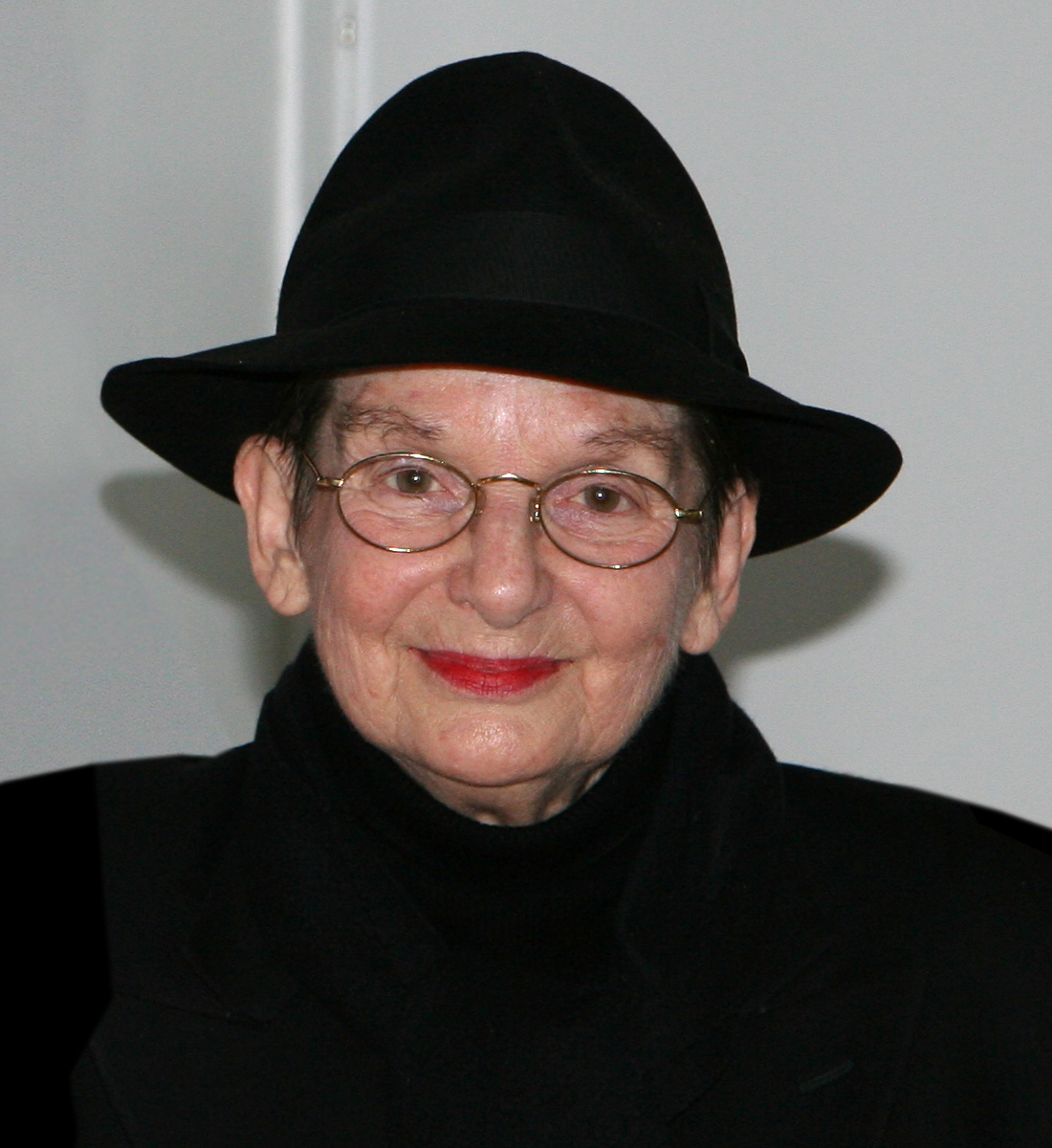
Nan Hoover
9 juni

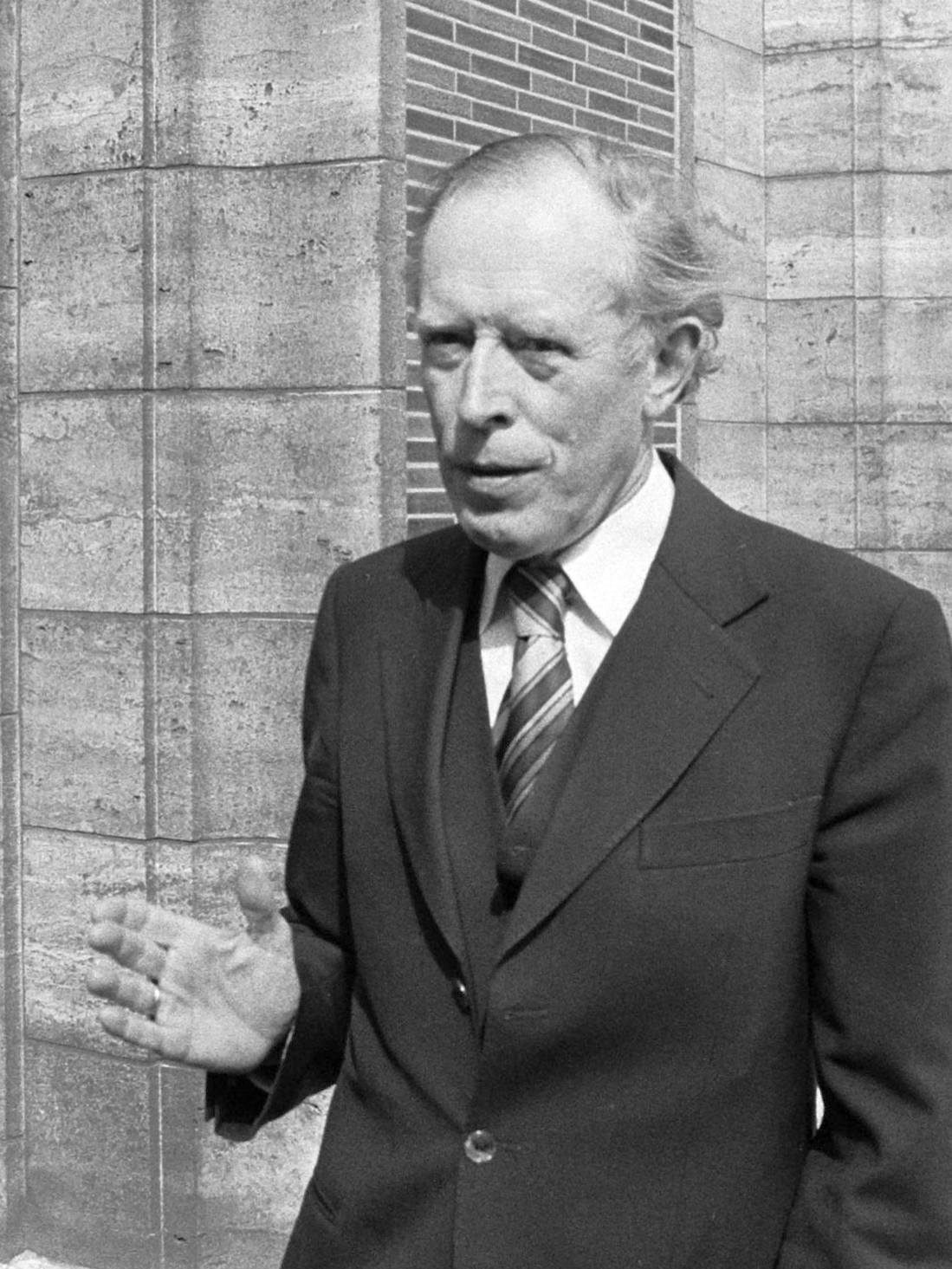
Leo van Heijningen
9 juni

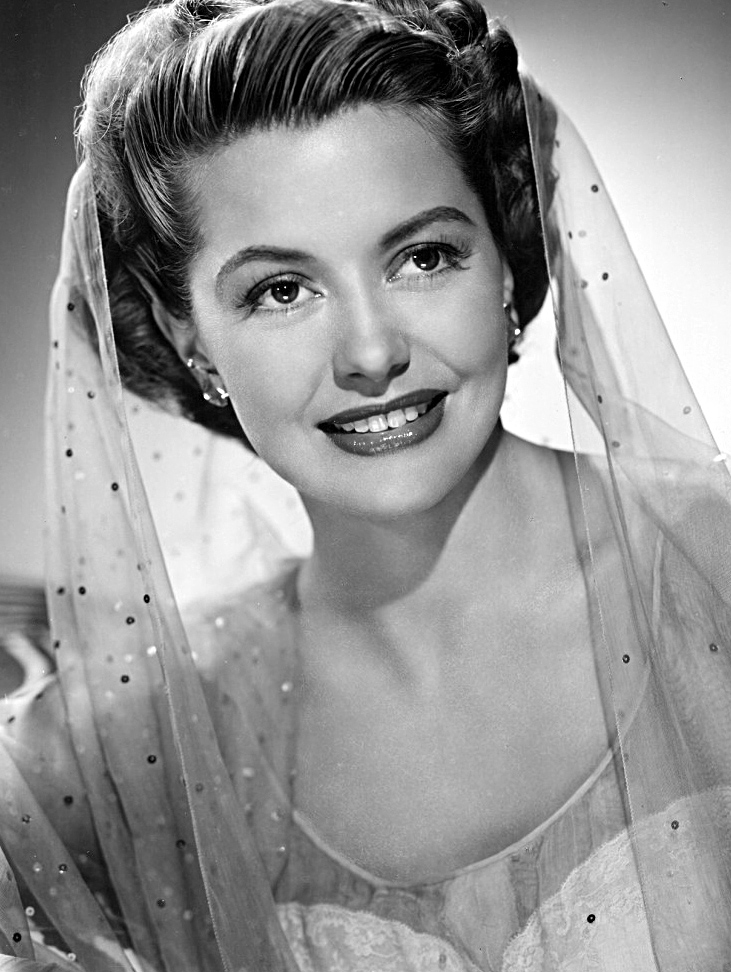
Cyd Charisse
17 juni

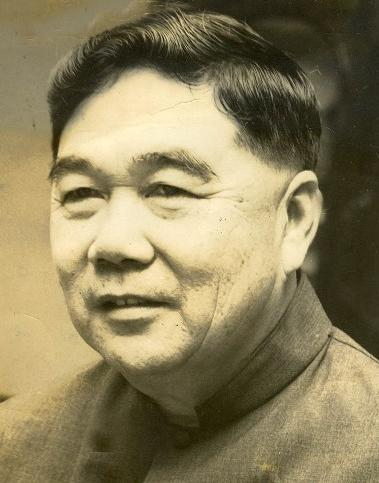
Arthur Chung
23 juni

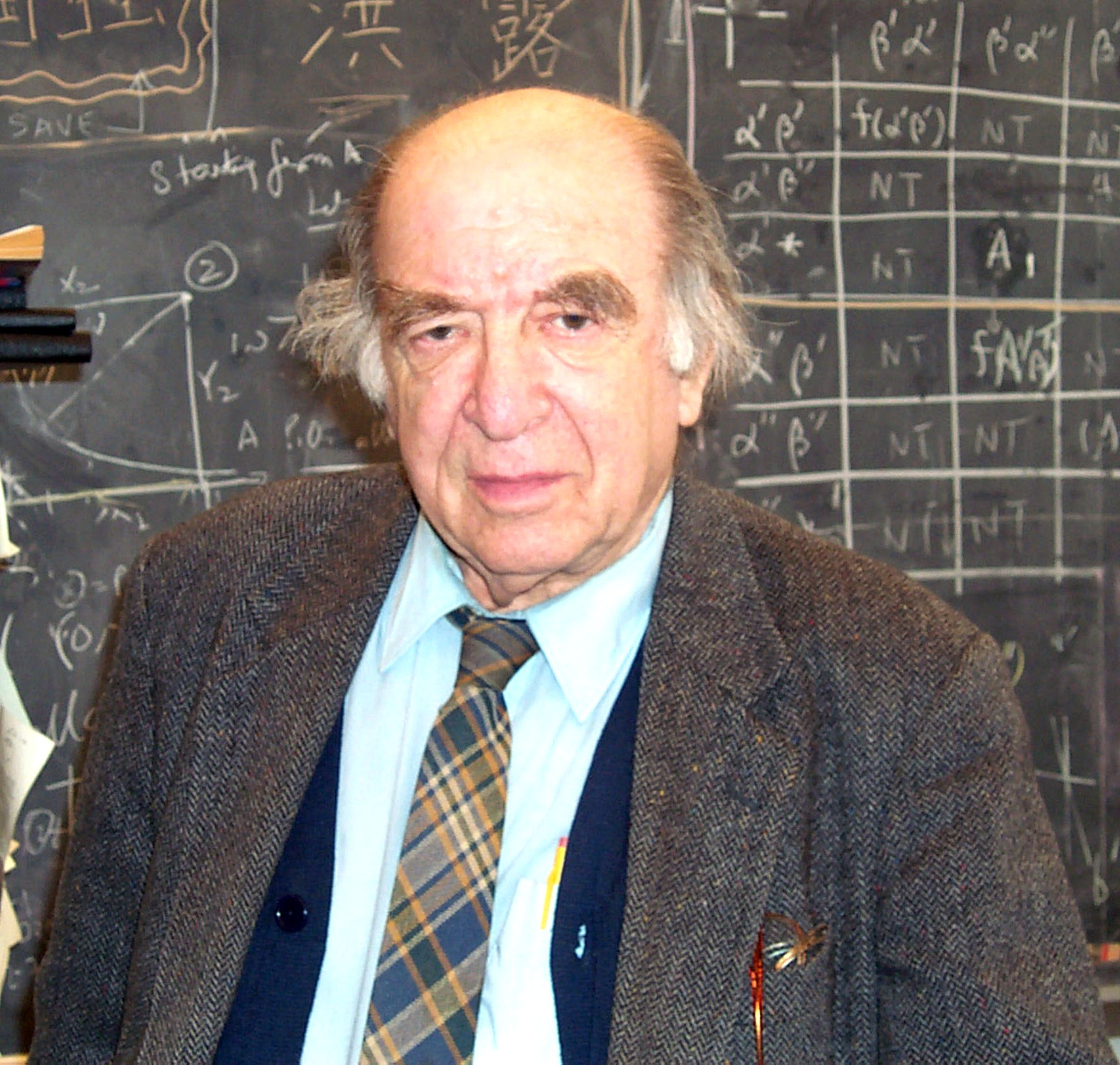
Leonid Hurwicz
24 juni

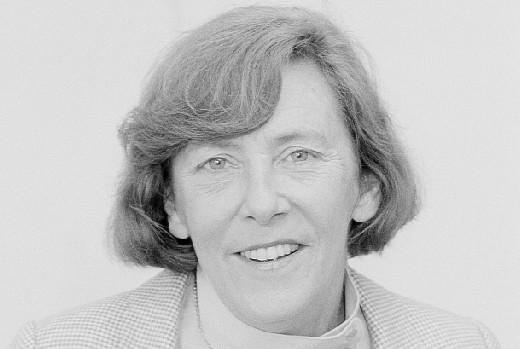
Mies Bouhuys
30 juni

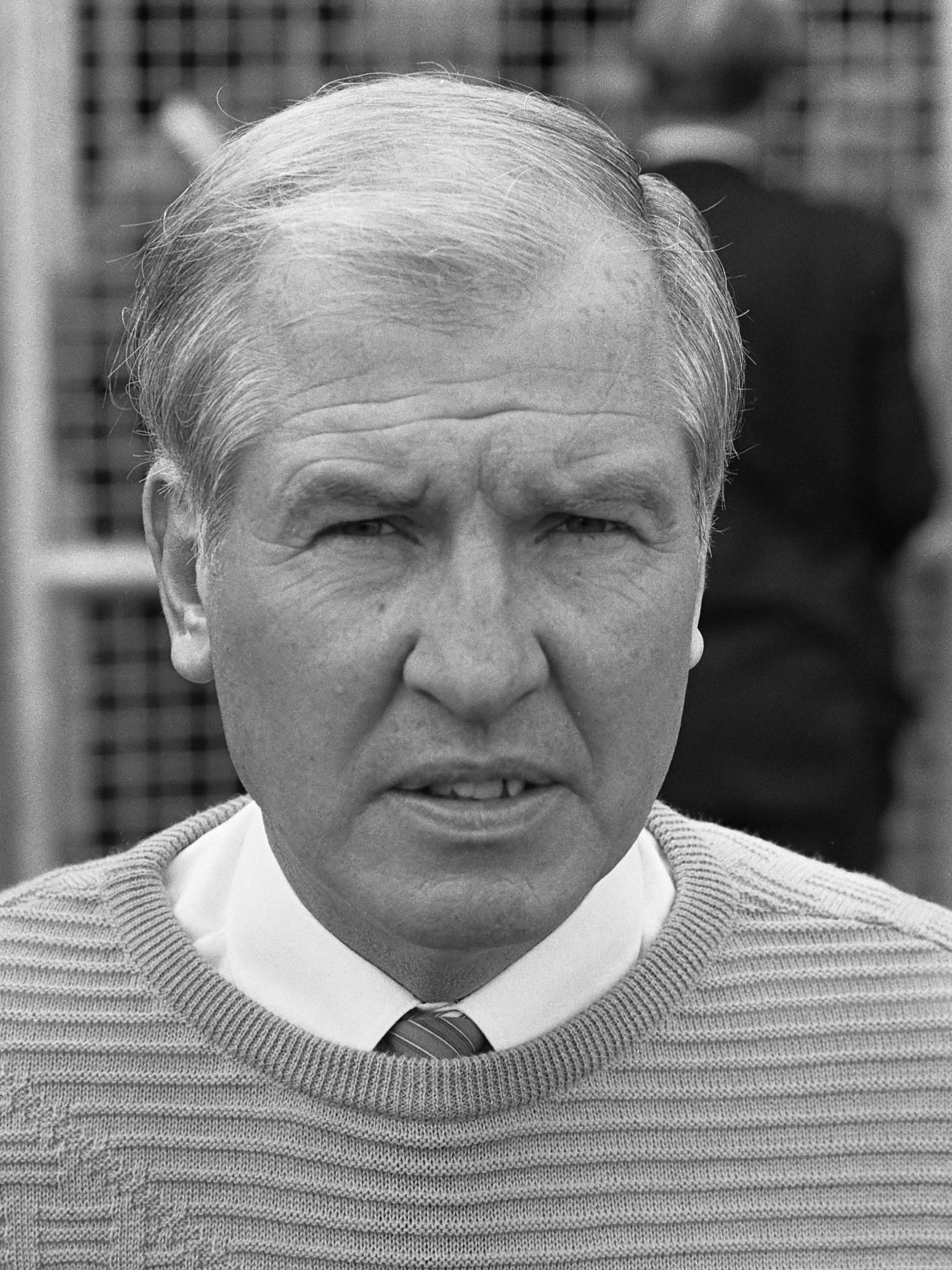
Hans van Doorneveld
30 juni

| 1 | 2 | 3 | 4 | 5 | 6 | 7 | 8 | 9 | 10 | 11 | 12 | 13 | 14 | 15 | 16 | 17 | 18 | 19 | 20 | 21 | 22 | 23 | 24 | 25 | 26 | 27 | 28 | 29 | 30 |
| - | - | - | - | - | - | - | - | - | -- | -- | -- | -- | -- | -- | -- | -- | -- | -- | -- | -- | -- | -- | -- | -- | -- | -- | -- | -- | -- |

### 1 juni
- Tommy Lapid (76), Israëlisch journalist, publicist, tv-presentator en politicus
- Yves Saint Laurent (71), Frans modeontwerper

### 2 juni
- Bo Diddley (79), Amerikaans zanger en gitarist
- Mel Ferrer (90), Amerikaans filmacteur, -regisseur en -producent

### 5 juni
- Eugenio Montejo (69), Venezolaans dichter
- Victor Wegria (71), Belgisch voetballer en voetbaltrainer

### 7 juni
- Rudy Fernandez (55), Filipijns acteur
- Roelof Koops (98), Nederlands schaatser
- Danilo Lagbas (56), Filipijns politicus
- Dino Risi (91), Italiaans filmregisseur
- Horst Skoff (39), Oostenrijks tennisser

### 9 juni
- Karen Asrian (28), Armeens schaker
- Algis Budrys (77), Amerikaans sciencefictionschrijver
- Leo van Heijningen (89), Nederlands advocaat en publicist
- Nan Hoover (77), Amerikaans-Nederlands kunstenares

### 10 juni
- Tsjyngyz Ajtmatov (79), Kirgizisch schrijver
- Dieuwke de Graaff-Nauta (78), Nederlands politica
- Berndt Helleberg (87), Zweeds beeldhouwer en medailleur
- Adriaan Jaeggi (45), Nederlands columnist, dichter en schrijver

### 11 juni
- Ove Andersson (70), Zweeds rallycoureur
- Adam Ledwoń (34), Pools-Duits voetballer
- Võ Văn Kiệt (85), premier van Vietnam

### 12 juni
- Pam Henning (90), Nederlands cabaretier en actrice
- Kamiel Vanhole (54), Belgisch schrijver

### 13 juni
- Tim Russert (58), Amerikaans tv-journalist, publicist en advocaat

### 14 juni
- Maria Brughmans (66), Belgisch burgemeester
- Kees Fens (78), Nederlands literatuurcriticus, essayist en letterkundige
- Piero Pradenas (21), Belgisch volleyballer
- Emilio O. Rabasa (83), Mexicaans politicus en diplomaat
- Ad van der Woude (75), Nederlands historicus

### 15 juni
- Stan Winston (62), Amerikaans special-effects-ontwerper

### 16 juni
- Tom Compernolle (32), Belgisch atleet en militair
- Ingvar Svahn (70), Zweeds voetballer
- Esbjörn Svensson (44), Zweeds jazzpianist

### 17 juni
- Henry Chadwick (87), Brits theoloog
- Cyd Charisse (86), Amerikaans danseres en actrice
- Henryk Mandelbaum (85), Pools Holocaustoverlevende
- Tsutomu Miyazaki (45), Japans moordenaar

### 18 juni
- Jean Delannoy (100), Frans filmregisseur, acteur en scenarioschrijver
- Michel Waisvisz (58), Nederlands componist en muzikant

### 21 juni
- Kermit Love (91), Amerikaans kostuumontwerper, poppenspeler en -ontwerper
- Mosje Temming (68), Nederlands voetballer

### 22 juni
- George Carlin (71), Amerikaans komiek, acteur en publicist
- Albert Cossery (94), Egyptisch-Frans schrijver
- Gerard Tusveld (79), Nederlands sportbestuurder

### 23 juni
- Arthur Chung (90), president van Guyana
- Nico Veenvliet (86), Nederlands politicus

### 24 juni
- Leonid Hurwicz (90), Amerikaans econoom en wiskundige

### 25 juni
- Grethe Meyer (90), Deens industrieel ontwerper

### 26 juni
- Co Verkade (102), Nederlands ondernemer

### 27 juni
- Francesco Domenico Chiarello (109), Italiaans oorlogsveteraan
- Vinicio Gómez (48), Guatemalteeks politicus
- Atanas Talevski (53), Macedonisch fotograaf

### 28 juni
- John Bonetti (80), Amerikaans pokerspeler
- Roeslana Korsjoenova (20), Kazachs fotomodel

### 29 juni
- Frédéric Bastet (81), Nederlands archeoloog, kunsthistoricus, schrijver en dichter
- Don S. Davis (65), Amerikaans acteur

### 30 juni
- Mies Bouhuys (81), Nederlands dichteres en schrijfster
- Hans van Doorneveld (67), Nederlands voetballer en voetbalcoach

## Juli

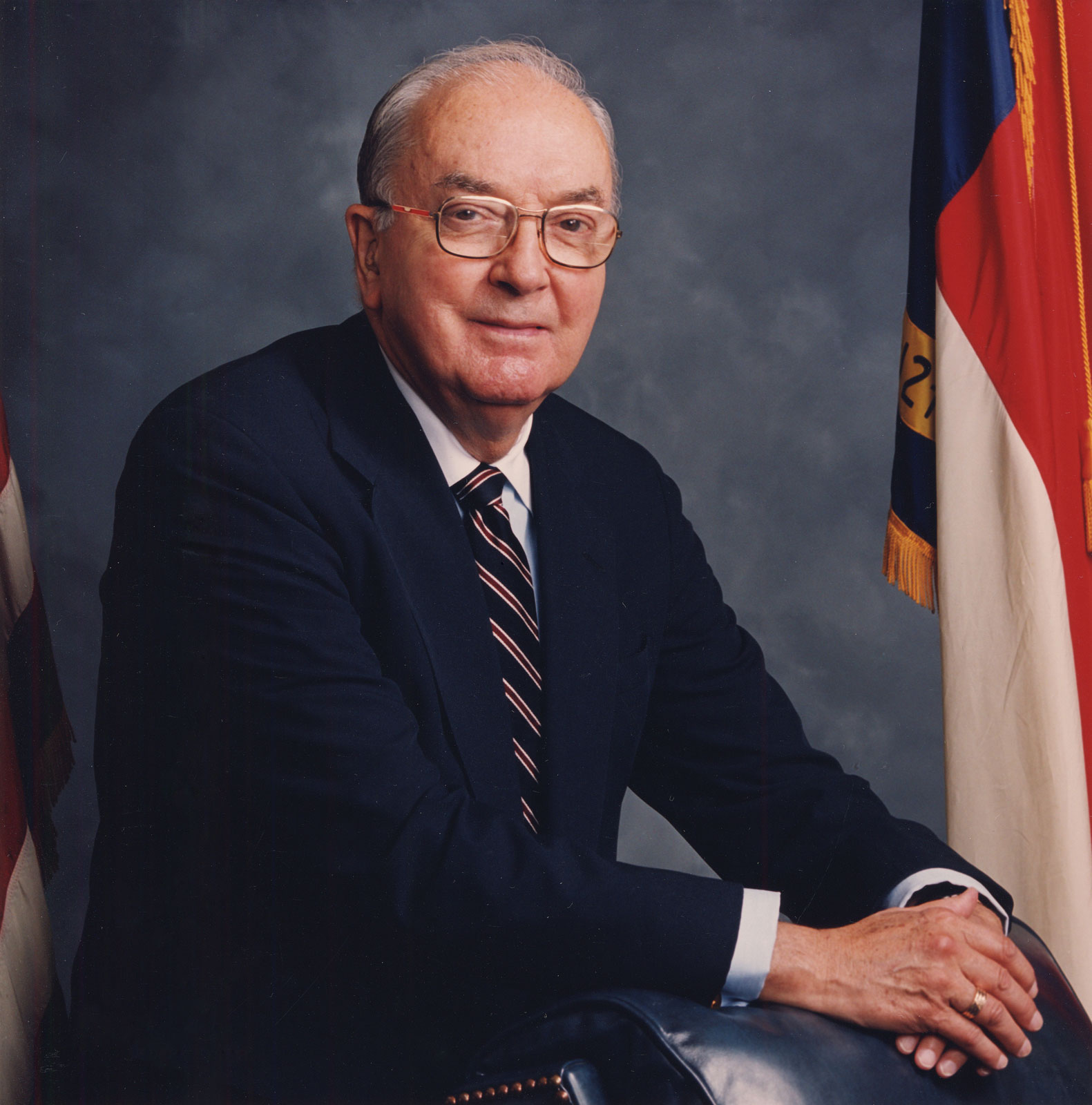
Jesse Helms
4 juli

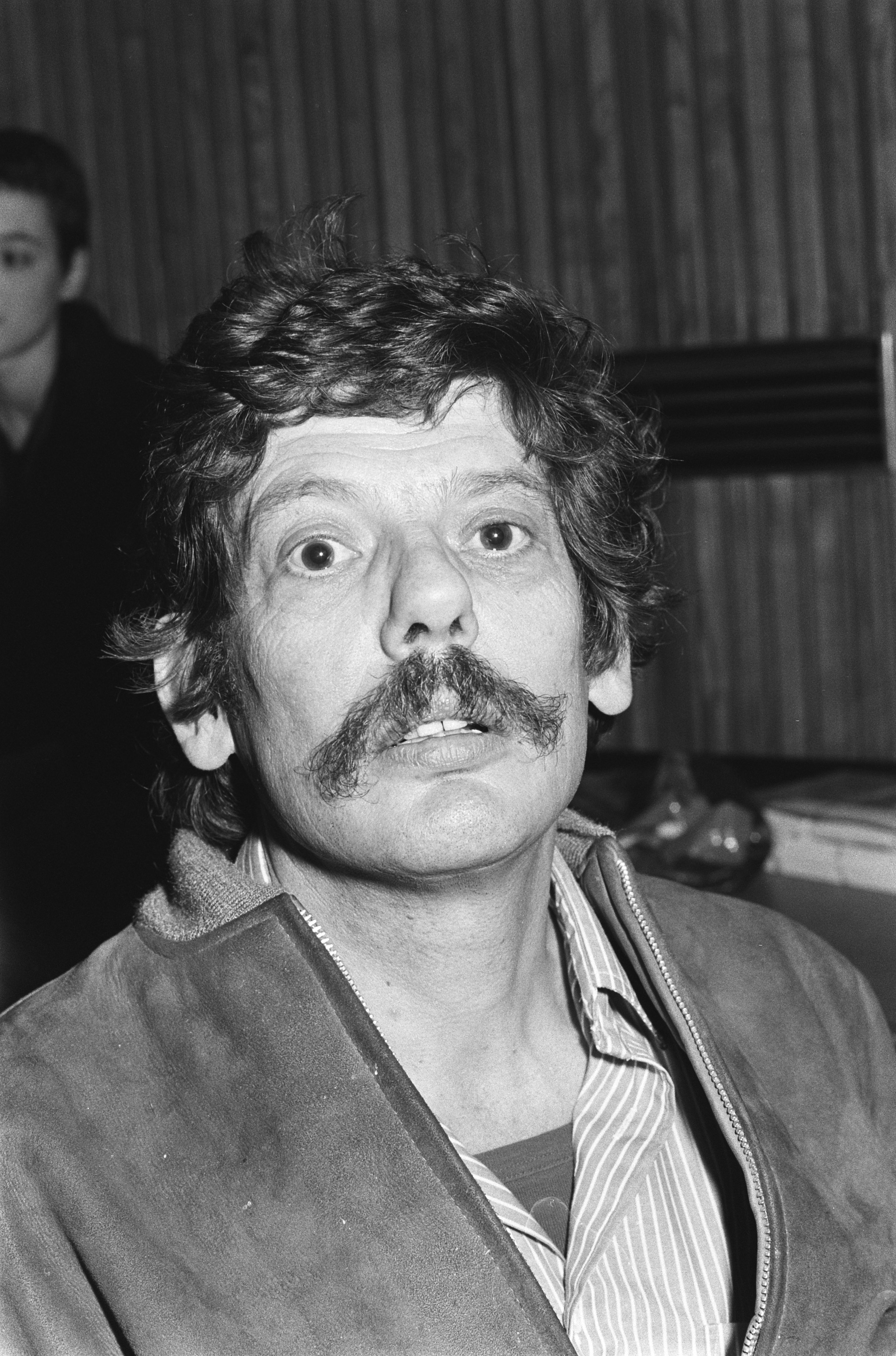
Janwillem van de Wetering
4 juli

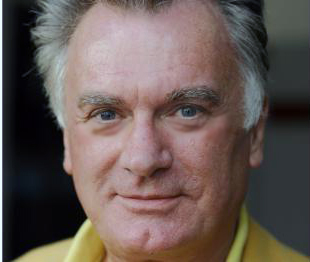
Carol van Herwijnen
7 juli

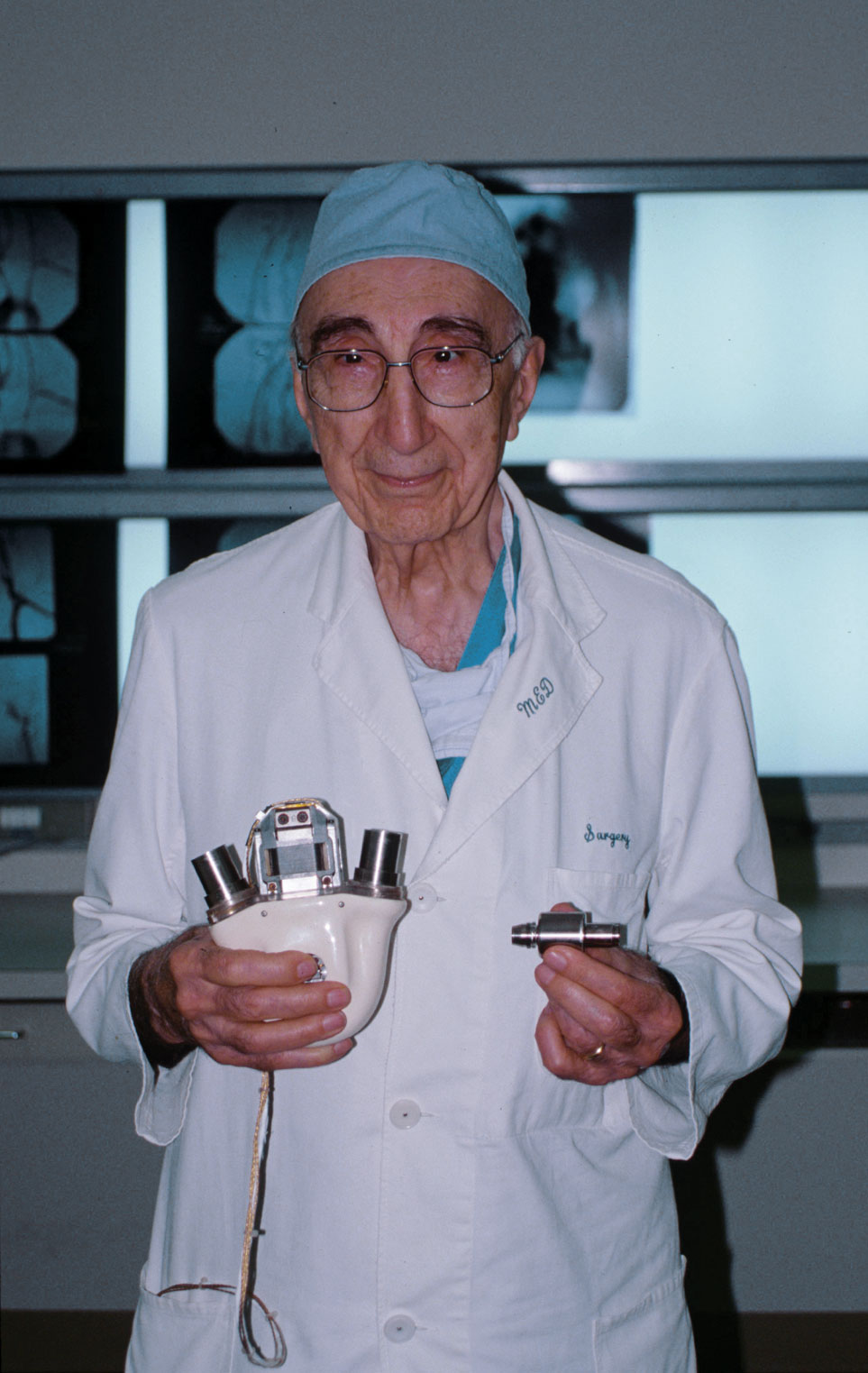
Michael DeBakey
11 juli

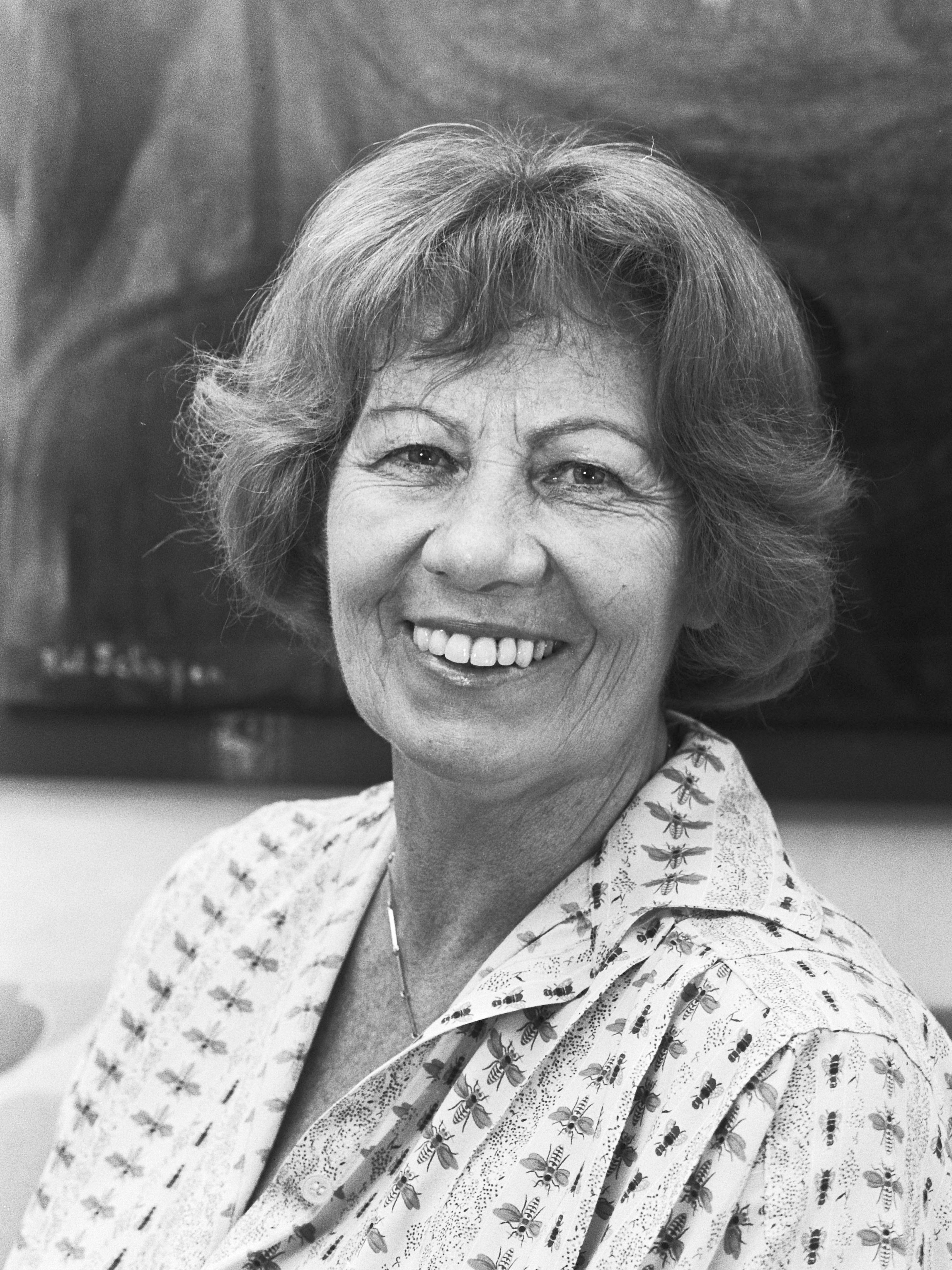
Riek Schagen
14 juli

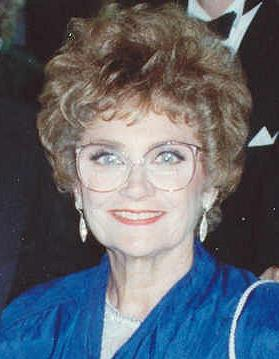
Estelle Getty
22 juli

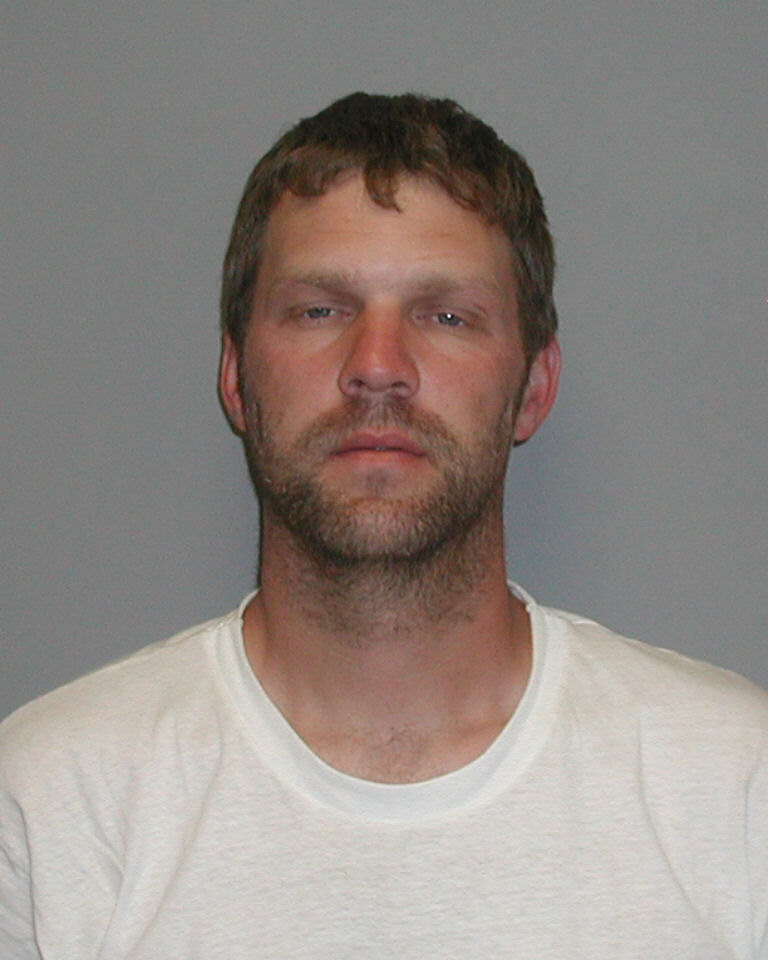
Edward Davidson
24 juli

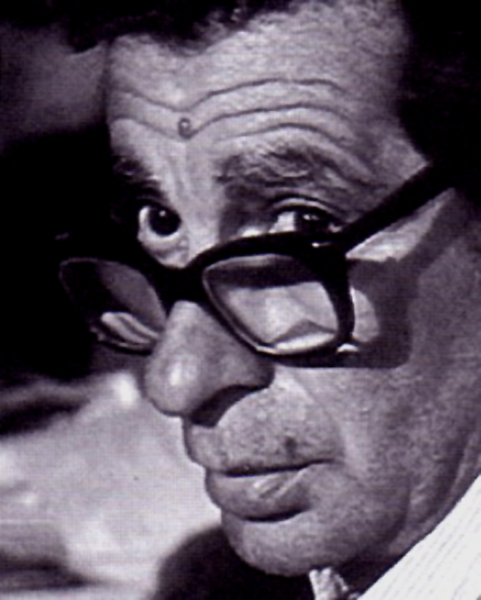
Youssef Chahine
27 juli

| 1 | 2 | 3 | 4 | 5 | 6 | 7 | 8 | 9 | 10 | 11 | 12 | 13 | 14 | 15 | 16 | 17 | 18 | 19 | 20 | 21 | 22 | 23 | 24 | 25 | 26 | 27 | 28 | 29 | 30 | 31 |
| - | - | - | - | - | - | - | - | - | -- | -- | -- | -- | -- | -- | -- | -- | -- | -- | -- | -- | -- | -- | -- | -- | -- | -- | -- | -- | -- | -- |

### 1 juli
- Mel Galley (60), Brits gitarist
- Letty de Jong (71), Nederlands zangeres
- Gerard Martens (81), Belgisch politicus en ondernemer
- Jan van Kilsdonk (91), Nederlands jezuïet, theoloog en homo-emancipator

### 2 juli
- Chris Arlman (64), Nederlands politicus en sportbestuurder

### 3 juli
- Jan Charisius (81), Nederlands schaatser en sportbestuurder
- Larry Harmon (83), Amerikaans entertainer

### 4 juli
- Jacques Chapel (62), Nederlands sportverslaggever
- Thomas M. Disch (68), Amerikaans schrijver
- Jesse Helms (86), Amerikaans politicus
- Evelyn Keyes (91), Amerikaans filmactrice
- Janwillem van de Wetering (77), Nederlands schrijver

### 5 juli
- Pieter Bogaers (84), Nederlands politicus
- Hasan Doğan (52), Turks sportbestuurder

### 7 juli
- Carol van Herwijnen (67), Nederlands acteur

### 9 juli
- Vera Springveer (43), Nederlands travestiet en entertainer
- Louise Thomassen à Thuessink van der Hoop van Slochteren (92), lid Nederlandse adel

### 10 juli
- Ahmad Suradji (59), Indonesisch moordenaar

### 11 juli
- Michael DeBakey (99), Amerikaans medicus
- John van Kesteren (87), Nederlands tenor

### 12 juli
- Jan de Zeeuw (87), Nederlands burgemeester

### 13 juli
- Bronisław Geremek (76), Pools politicus

### 14 juli
- Gaston Compère (83), Belgisch filoloog, (toneel)schrijver, essayist en dichter
- Riek Schagen (94), Nederlands kunstschilderes en actrice

### 15 juli
- György Kolonics (36), Hongaars kanoër
- Gionata Mingozzi (23), Italiaans voetballer

### 16 juli
- Jo Stafford (90), Amerikaans pop- en jazzzangeres

### 18 juli
- Édouard Fachleitner (87), Frans wielrenner
- Tauno Marttinen (95), Fins componist en dirigent

### 20 juli
- Dinko Šakić (86), Kroatisch oorlogsmisdadiger
- Piet Keijzer (89), Nederlands langebaan- en marathonschaatser

### 22 juli
- Bram Boelee (81), Nederlands concertpianist
- Estelle Getty (84), Amerikaans televisieactrice

### 23 juli
- Kurt Furgler (84), Zwitsers politicus
- U.G. de Jong (83), Nederlands journalist en schrijver
- Bert Klei (84), Nederlands kerkjournalist en -columnist

### 24 juli
- Edward Davidson (35), Amerikaans ondernemer en crimineel
- Norman Dello Joio (95), Amerikaans componist

### 25 juli
- Jimmy Chagra (63), Amerikaans misdadiger
- Johnny Griffin (80), Amerikaans jazzsaxofonist
- Tracy Hall (88), Amerikaans fysisch chemicus
- Randy Pausch (47), Amerikaans informaticus

### 27 juli
- Youssef Chahine (82), Egyptisch filmregisseur
- Russ Gibson (69), Amerikaans honkbalspeler
- Marisa Merlini (84), Italiaans actrice
- Marie Louis Willem Schoch (96), Nederlands omroepbestuurder

### 28 juli
- Adrianus van der Vaart (106), oudste man van Nederland

### 29 juli
- Bruce Ivins (62), Amerikaans microbioloog en vaccinoloog

### 30 juli
- Anne Armstrong (83), Amerikaans diplomaat en politicus

### 31 juli
- Lee Young (94), Amerikaans jazzmusicus

## Augustus

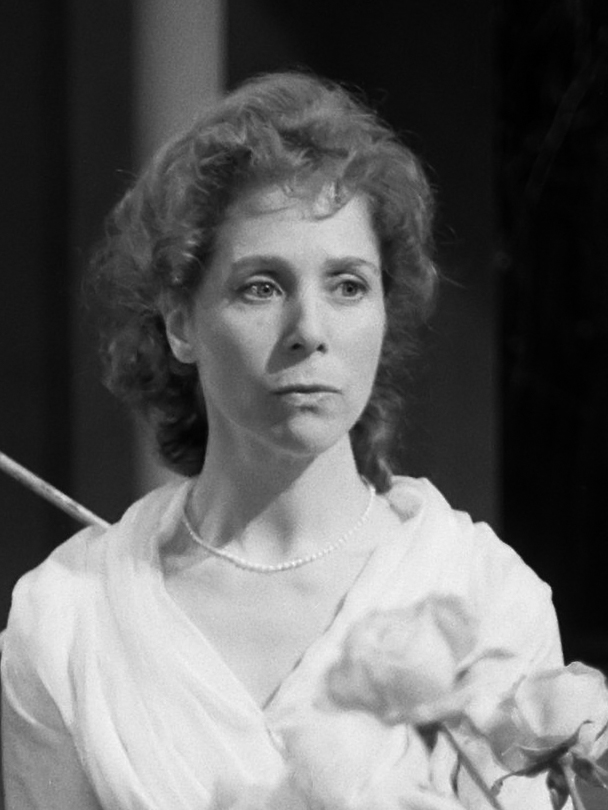
Heleen Pimentel
5 augustus

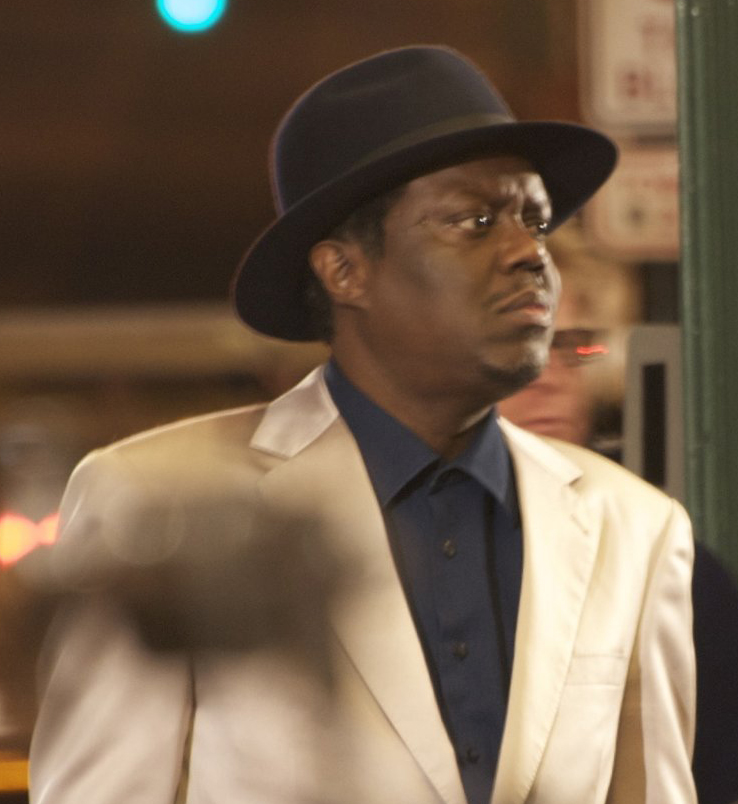
Bernie Mac
9 augustus

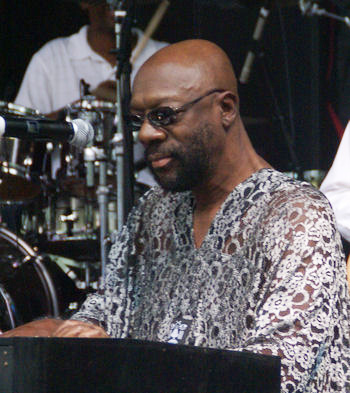
Isaac Hayes
10 augustus

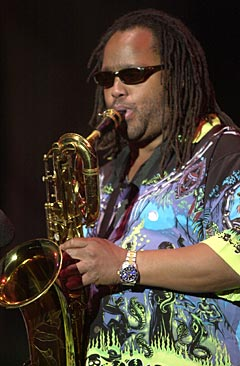
LeRoi Moore
19 augustus

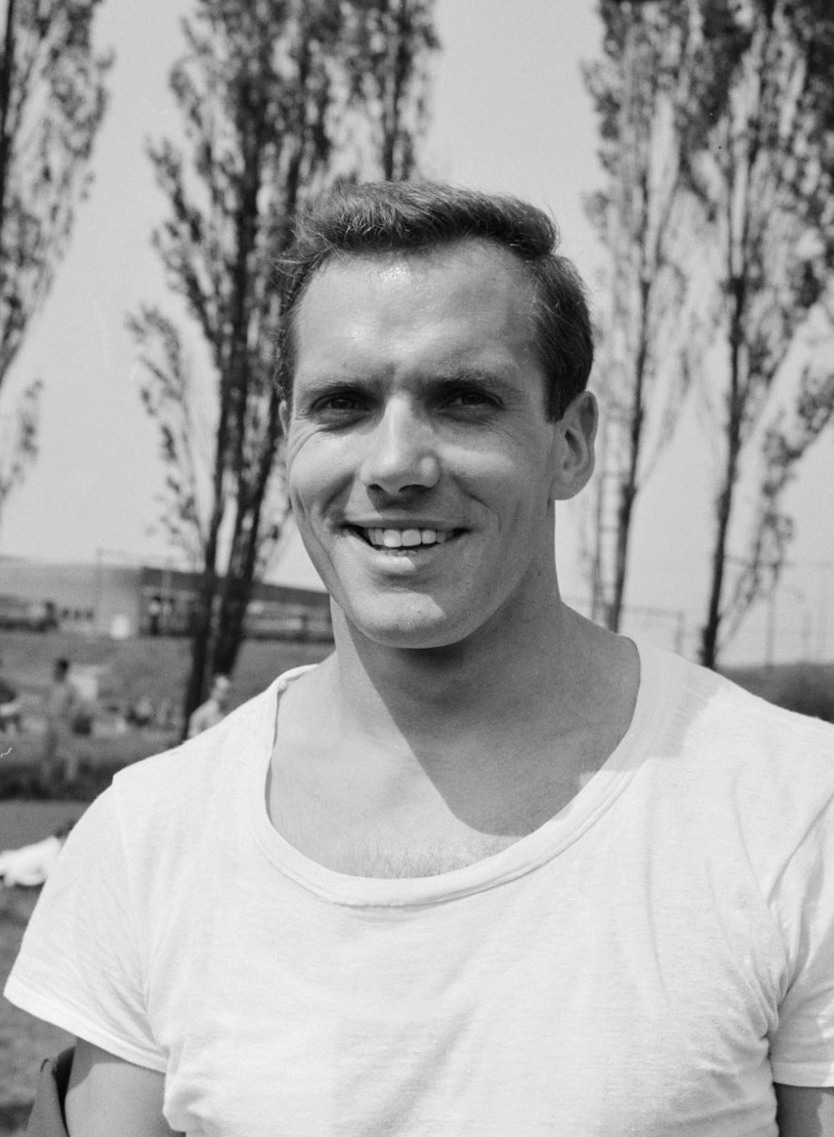
Eef Kamerbeek
25 augustus

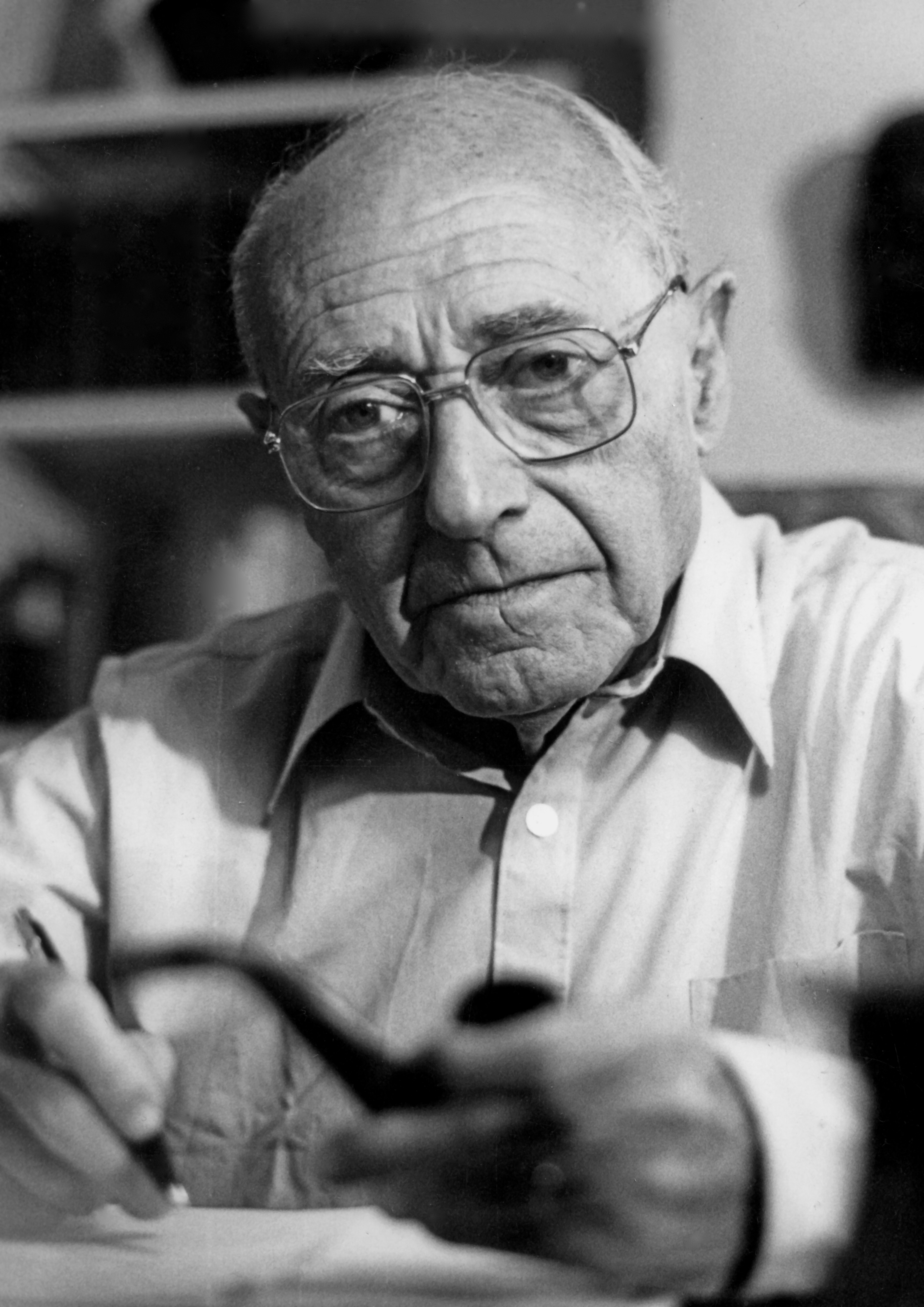
Josef Tal
25 augustus

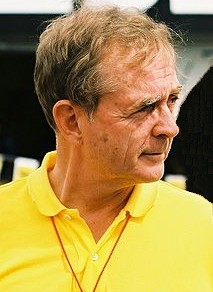
Phil Hill
28 augustus

| 1 | 2 | 3 | 4 | 5 | 6 | 7 | 8 | 9 | 10 | 11 | 12 | 13 | 14 | 15 | 16 | 17 | 18 | 19 | 20 | 21 | 22 | 23 | 24 | 25 | 26 | 27 | 28 | 29 | 30 | 31 |
| - | - | - | - | - | - | - | - | - | -- | -- | -- | -- | -- | -- | -- | -- | -- | -- | -- | -- | -- | -- | -- | -- | -- | -- | -- | -- | -- | -- |

### 1 augustus
- Harkishan Singh Surjeet (92), Indiaas politicus

### 2 augustus
- Pauline Baynes (85), Brits illustrator
- Eberhard Rebling (96), Duits musicoloog

### 3 augustus
- Anton Allemann (72), Zwitsers voetballer
- Aleksandr Solzjenitsyn (89), Russisch dissident en schrijver

### 4 augustus
- Craig Jones (23), Brits motorcoureur
- Nicola Rescigno (92), Italiaans-Amerikaans dirigent
- Johny Thio (63), Belgisch voetballer

### 5 augustus
- Reg Lindsay (79), Australisch countryzanger en songwriter
- Heleen Pimentel (92), Nederlands actrice

### 7 augustus
- Bernie Brillstein (77), Amerikaans filmproducer
- Léon De Lathouwer (78), Belgisch wielrenner
- Ralph Klein (77), Hongaars-Israëlisch basketballer en -coach
- Frederik Kruimink (90), Nederlands militair
- Andrea Pininfarina (51), Italiaans ondernemer

### 8 augustus
- Antonio Gava (78), Italiaans politicus

### 9 augustus
- Mahmoed Darwiesj (67), Palestijns dichter en schrijver
- Bernie Mac (50), Amerikaans komiek en acteur

### 10 augustus
- Isaac Hayes (65), Amerikaans zanger en acteur
- Johnny Kay (85), Amerikaans autocoureur
- František Tikal (75), Tsjechisch ijshockeyer

### 11 augustus
- George Furth (75), Amerikaans acteur
- Fred Sinowatz (79), Oostenrijks ambtenaar en politicus
- Hendrik de Waard (86), Nederlands natuurkundige

### 12 augustus
- Paul Christiaen (85), Belgisch politicus
- Stan Storimans (39), Nederlands cameraman

### 13 augustus
- Henri Cartan (104), Frans wiskundige
- Bill Gwatney (48), Amerikaans ondernemer en politicus
- Dino Toso (39), Nederlands ingenieur

### 14 augustus
- Percy Irausquin (39), Nederlands modeontwerper

### 16 augustus
- Oscar Abendanon (94), Surinaams jurist
- Ronnie Drew (73), Iers zanger en gitarist
- Wilhelm Egger (68), Oostenrijks geestelijke
- Frits Rademacher (80), Nederlands zanger

### 18 augustus
- Jo Engelvaart (81), Nederlands burgemeester

### 19 augustus
- LeRoi Moore (46), Amerikaans saxofonist
- Levy Mwanawasa (59), president van Zambia

### 20 augustus
- Marten Beinema (75), Nederlands politicus
- Steve Archie Chappuis (94), Amerikaans militair
- Hua Guofeng (87), Chinees politicus

### 21 augustus
- Annemie Heymans (73), Nederlands kinderboekenschrijver

### 22 augustus
- Arie Klapwijk (86), Nederlands medicus
- Robert Pintenat (60), Frans voetballer
- Erik Thommesen (92), Deens beeldhouwer

### 23 augustus
- Thomas Huckle Weller (93), Amerikaans viroloog en Nobelprijswinnaar

### 25 augustus
- Eef Kamerbeek (74), Nederlands atleet, tienkamper
- Roza Lallemand (47), Frans schaakster
- Paul Schruers (78), Belgisch bisschop
- Josef Tal (97), Israëlisch componist

### 26 augustus
- Tom Voûte (72), Nederlands medicus

### 27 augustus
- Masayoshi Nagata (81), Japans wiskundige
- Mark Priestley (32), Australisch acteur
- Jean-Marc Renard (52), Belgisch bokser

### 28 augustus
- Phil Hill (81), Amerikaans autocoureur
- Bert Riether (47), Nederlands voetballer
- Chidananda Saraswati (91), Indiaas geestelijke

### 30 augustus
- Jhr. Albert van Citters (103), Nederlands burgemeester
- Gilberto Rincón Gallardo (69), Mexicaans politicus
- Albert Omta (93), Nederlands burgemeester en verzetsstrijder

### 31 augustus
- Jean-Marie Berckmans (54), Belgisch schrijver
- Magomed Jevlojev (37), Russisch journalist

## September

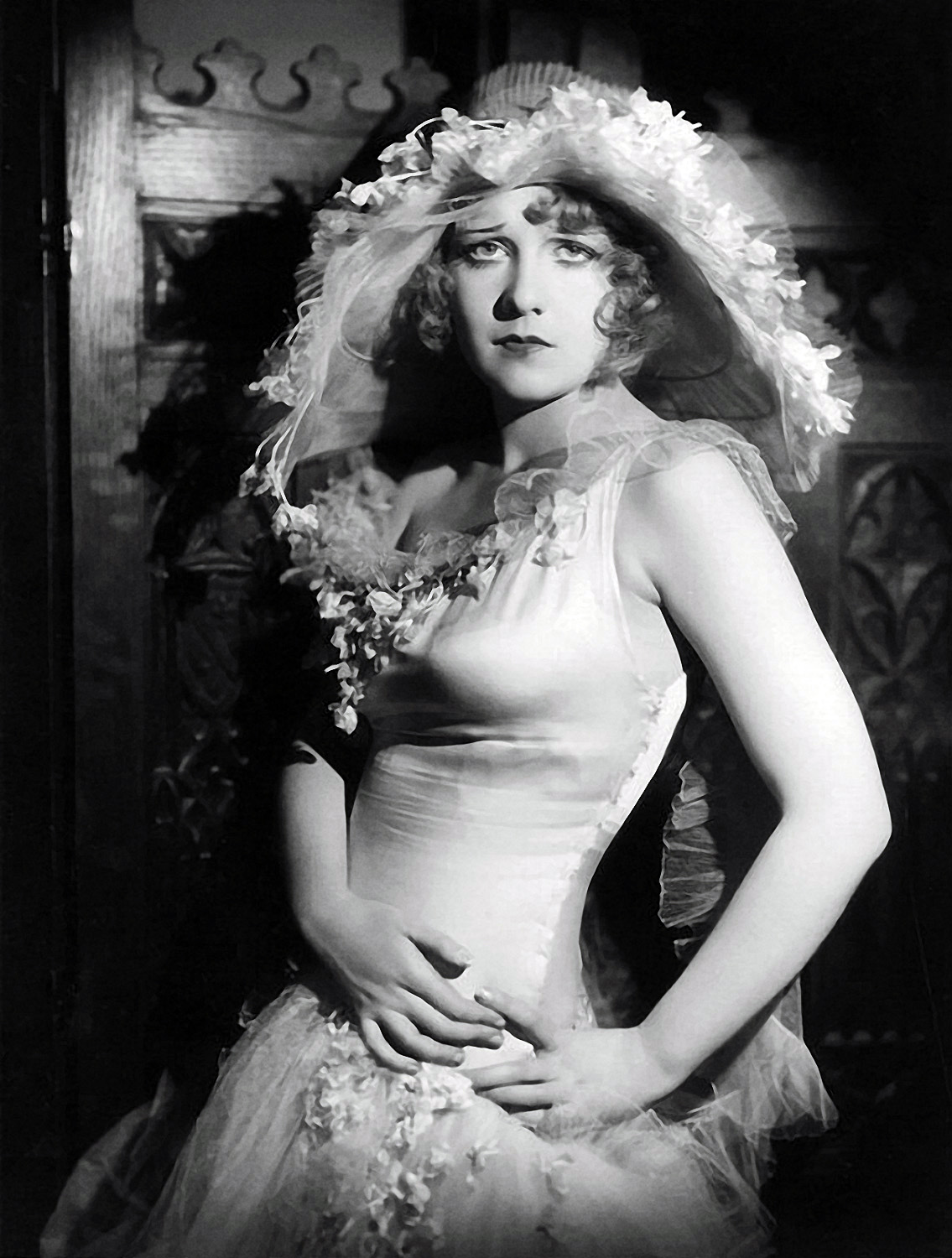
Anita Page
6 september

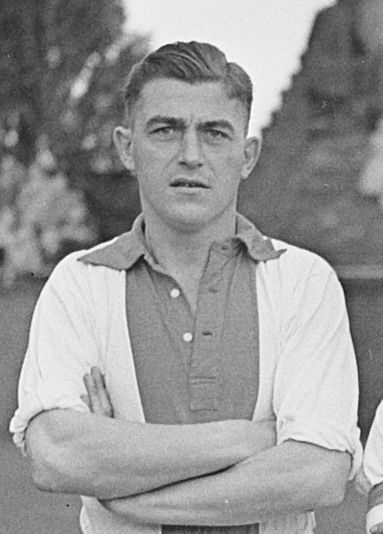
Jan Potharst
6 september

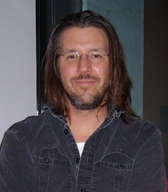
David Foster Wallace
12 september

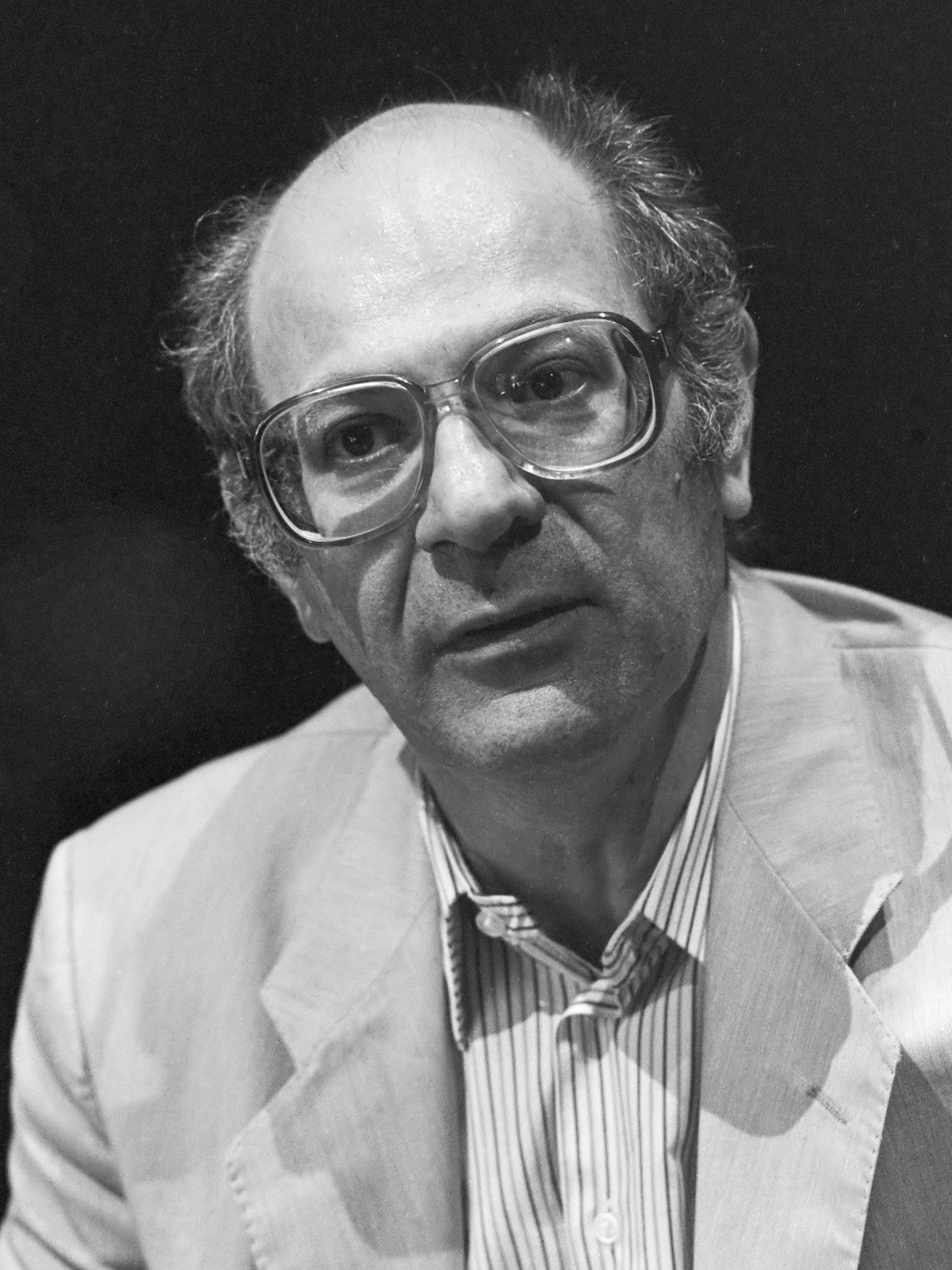
Mauricio Kagel
18 september

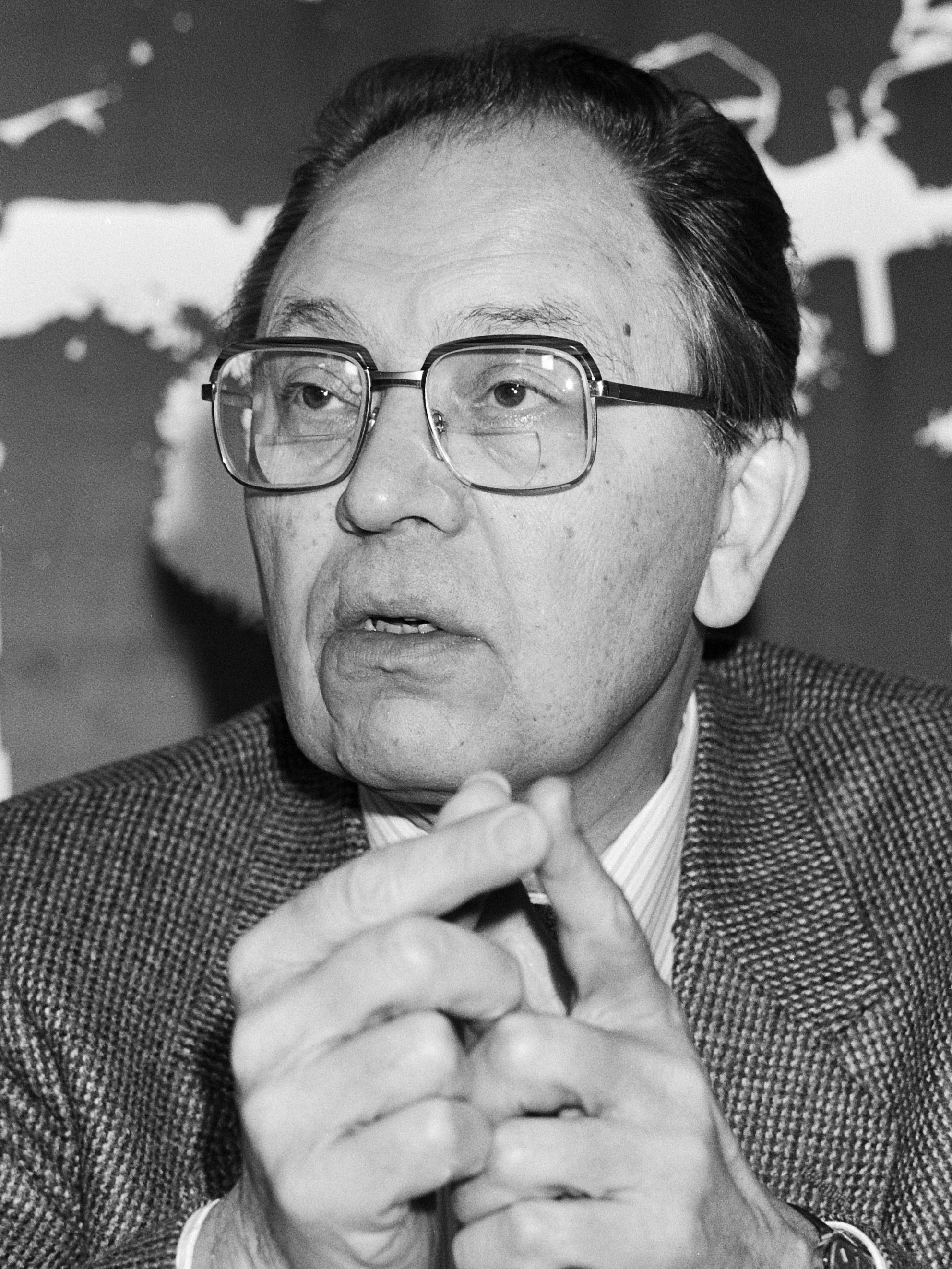
Georges Debunne
21 september

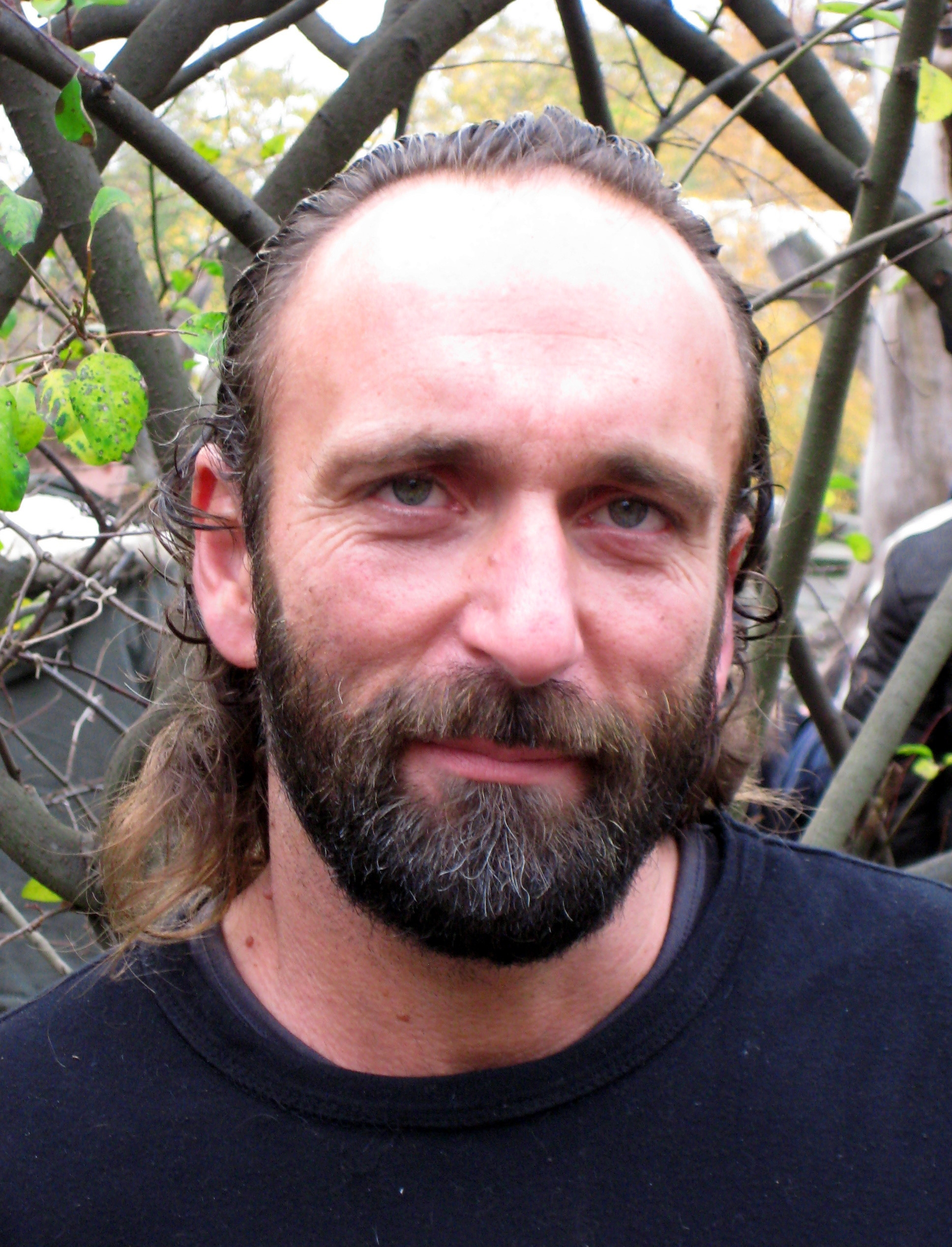
Thomas Dörflein
22 september

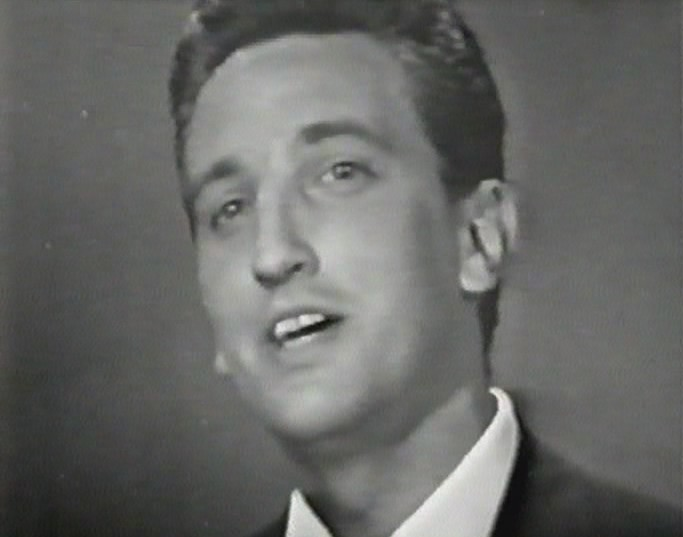
Vice Vukov
24 september

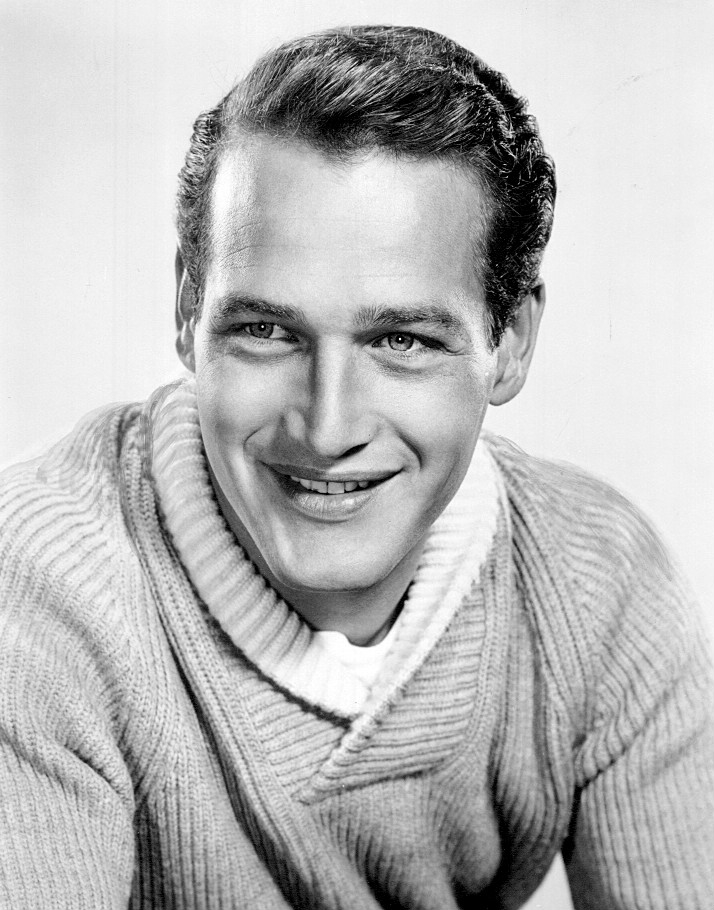
Paul Newman
26 september

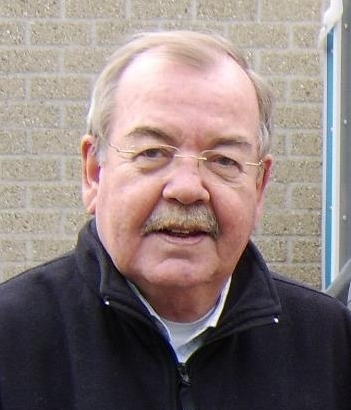
Relus ter Beek
29 september

| 1 | 2 | 3 | 4 | 5 | 6 | 7 | 8 | 9 | 10 | 11 | 12 | 13 | 14 | 15 | 16 | 17 | 18 | 19 | 20 | 21 | 22 | 23 | 24 | 25 | 26 | 27 | 28 | 29 | 30 |
| - | - | - | - | - | - | - | - | - | -- | -- | -- | -- | -- | -- | -- | -- | -- | -- | -- | -- | -- | -- | -- | -- | -- | -- | -- | -- | -- |

### 1 september
- Don LaFontaine (68), Amerikaans stemacteur
- Michael Pate (88), Australisch filmregisseur

### 3 september
- Paul Dilascia, (49), Amerikaans softwareontwikkelaar
- Yasuo Mizui (83), Japans beeldhouwer
- Joan Segarra (80), Spaans voetballer
- René Vingerhoet (96), Belgisch roeier

### 4 september
- Fernand Geyselings (79), Belgisch activist
- Alain Jacquet (69), Frans kunstenaar
- Willem Symor (72), Nederlands held van de Bijlmerramp

### 5 september
- Ritsaert ten Cate (70), Nederlands kunstenaar en theaterpionier
- Luis Santibáñez (72), Chileens voetbaltrainer

### 6 september
- Daniël Denys (69), Belgisch politicus
- Anita Page (98), Amerikaans actrice
- Jan Potharst (90), Nederlands voetballer

### 7 september
- Kune Biezeveld (60), Nederlands predikante en feministisch theologe

### 8 september
- Hector Zazou (60), Algerijns-Frans componist en producer

### 9 september
- Rudi Drent (71), Nederlands ecoloog en ornitholoog
- Ramón Escovar Salom (82), Venezolaans politicus
- Jan de Jong (81), Nederlands voetballer

### 10 september
- Saleh Aridi (50), Libanees politicus
- Ruedi Rymann (75), Zwitsers zanger

### 12 september
- Pacita Madrigal-Gonzales (93), Filipijns senator
- Willy Lockefeer (80), Nederlands politicus
- David Foster Wallace (46), Amerikaans schrijver

### 13 september
- Jean Dulac (88), Belgisch burgemeester en politicus
- Valeri Melnikov (51), Russisch burgemeester

### 14 september
- Ștefan Iordache (67), Roemeens acteur

### 15 september
- Getúlio (77), Braziliaans voetballer
- Jan Jacob Roeters van Lennep (90), Nederlands burgemeester
- Richard Wright (65), Brits toetsenist

### 16 september
- Norman Whitfield (68), Amerikaans songwriter
- Rudie Berkhout (61), Amerikaans kunstenaar

### 18 september
- Mauricio Kagel (76), Argentijns-Duits componist en dirigent

### 19 september
- Earl Palmer (83), Amerikaans drummer
- Piet Roubos (91), Nederlands verzetsstrijder
- Lucien Vandenborre (77), Belgisch politicus

### 20 september
- Piet Antierens (75), Belgisch journalist
- Willi Heidel (92), Roemeens handballer

### 21 september
- Georges Debunne (90), Belgisch vakbondsleider
- Elly Weller (95), Nederlands actrice

### 22 september
- Thomas Dörflein (44), Duits dierenverzorger
- Connie Haines (87), Amerikaans bigbandzangeres

### 24 september
- Maurits van Nierop (25), Nederlands cricketspeler
- Vice Vukov (72), Kroatisch zanger en politicus

### 25 september
- Přemysl Janota (82), Tsjechisch taalkundige
- Kees Otten (83), Nederlands blokfluitspeler
- Patrick d'Udekem d'Acoz (72), lid Belgische adel

### 26 september
- Raymond Macherot (84), Belgisch striptekenaar
- Marc Moulin (66), Belgisch muzikant
- Paul Newman (83), Amerikaans acteur, filmregisseur en filmproducent

### 27 september
- Jan Buikema (64), Nederlands politicus
- Sanny Day (87), Nederlands zangeres
- Leo Voormolen (63), Nederlands beeldend kunstenaar

### 28 september
- Malalai Kakar (41), Afghaans politiefunctionaris
- Mia Smelt (94), Nederlands radiopresentatrice

### 29 september
- Relus ter Beek (64), Nederlands politicus

### 30 september
- Joshua Benjamin Jeyaretnam (82), Singaporees politicus

## Oktober

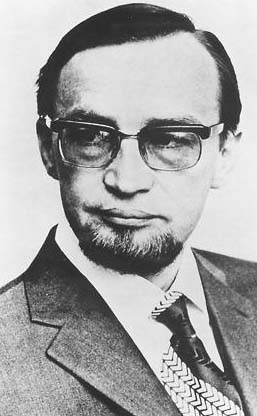
Paavo Haavikko
6 oktober

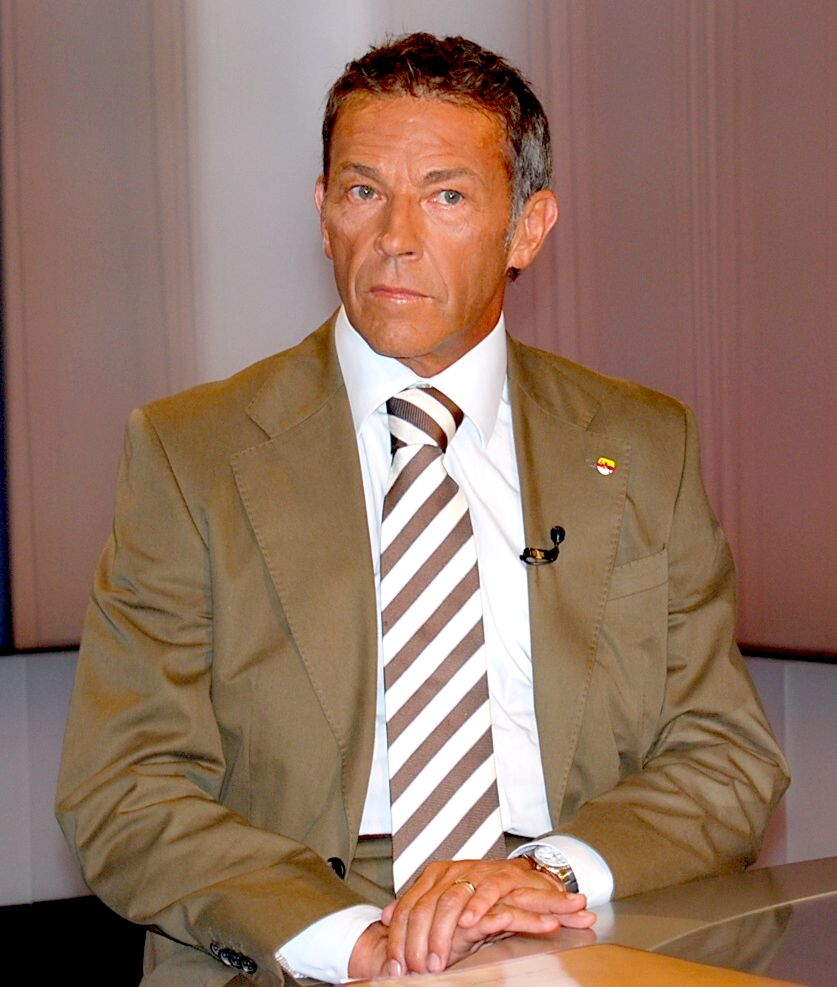
Jörg Haider
11 oktober

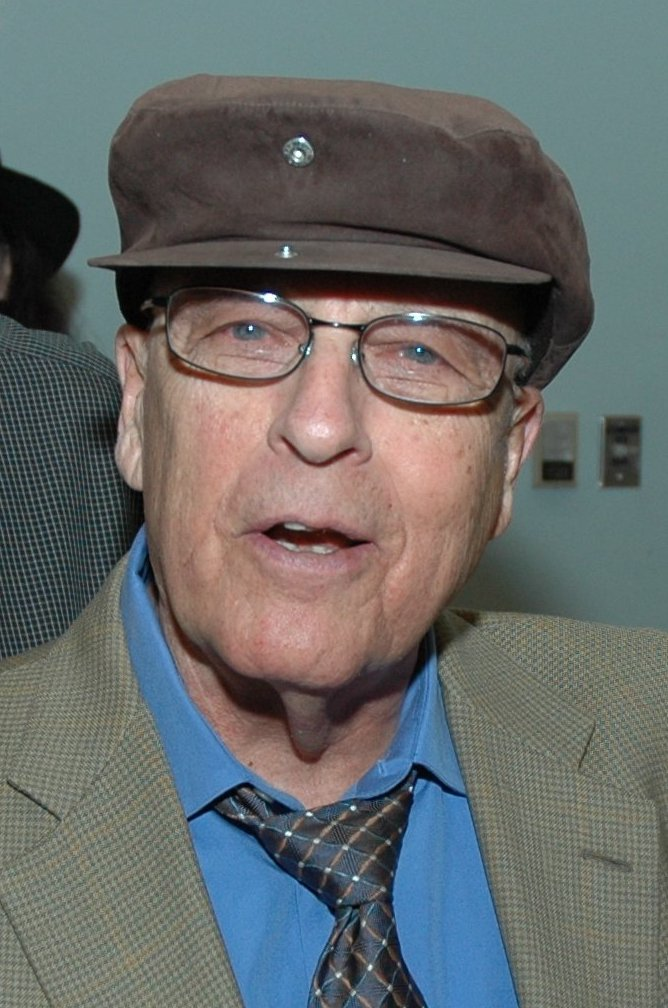
Neal Hefti
12 oktober

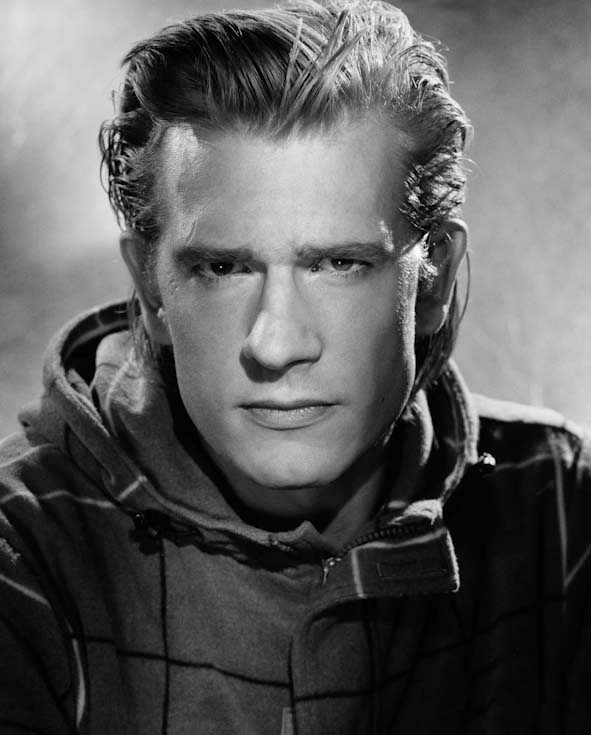
Guillaume Depardieu
13 oktober

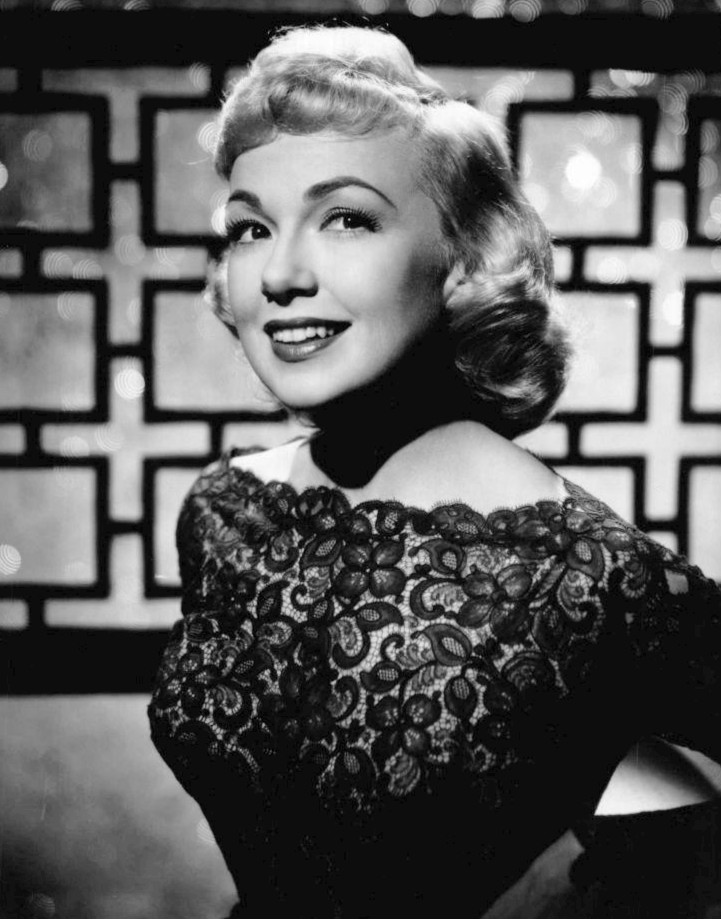
Edie Adams
15 oktober

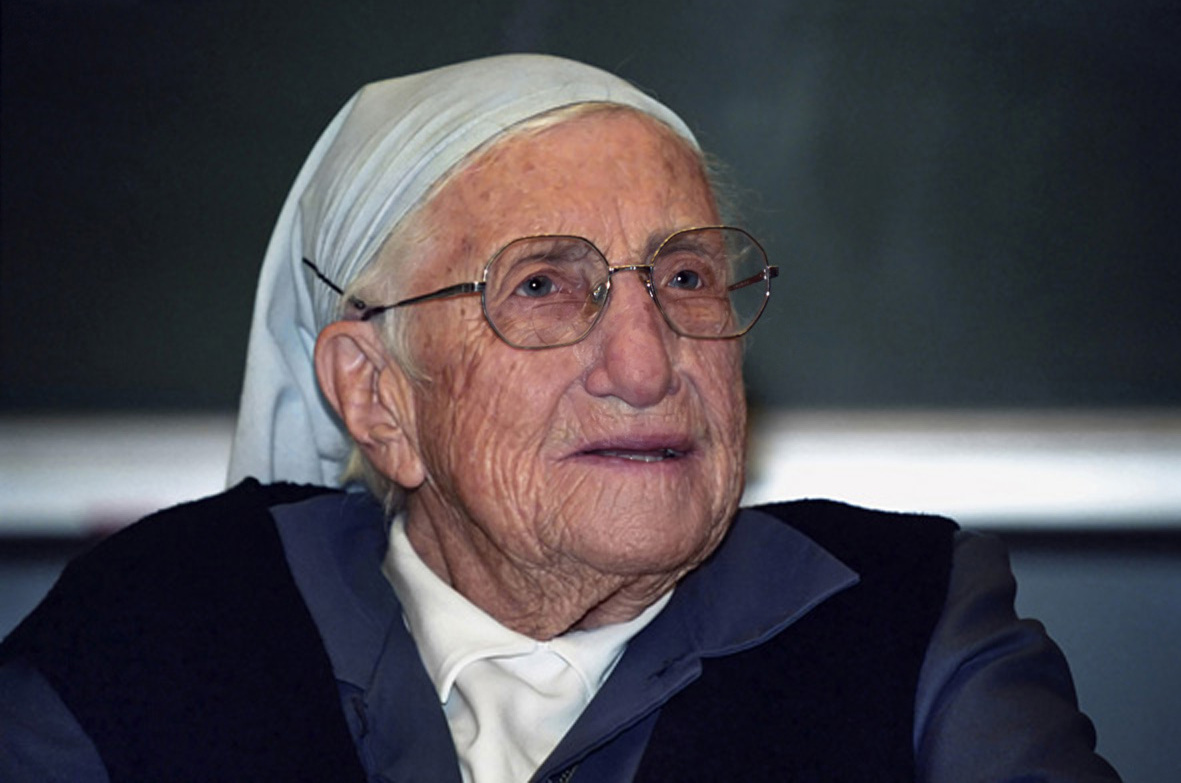
Zuster Emmanuelle
20 oktober

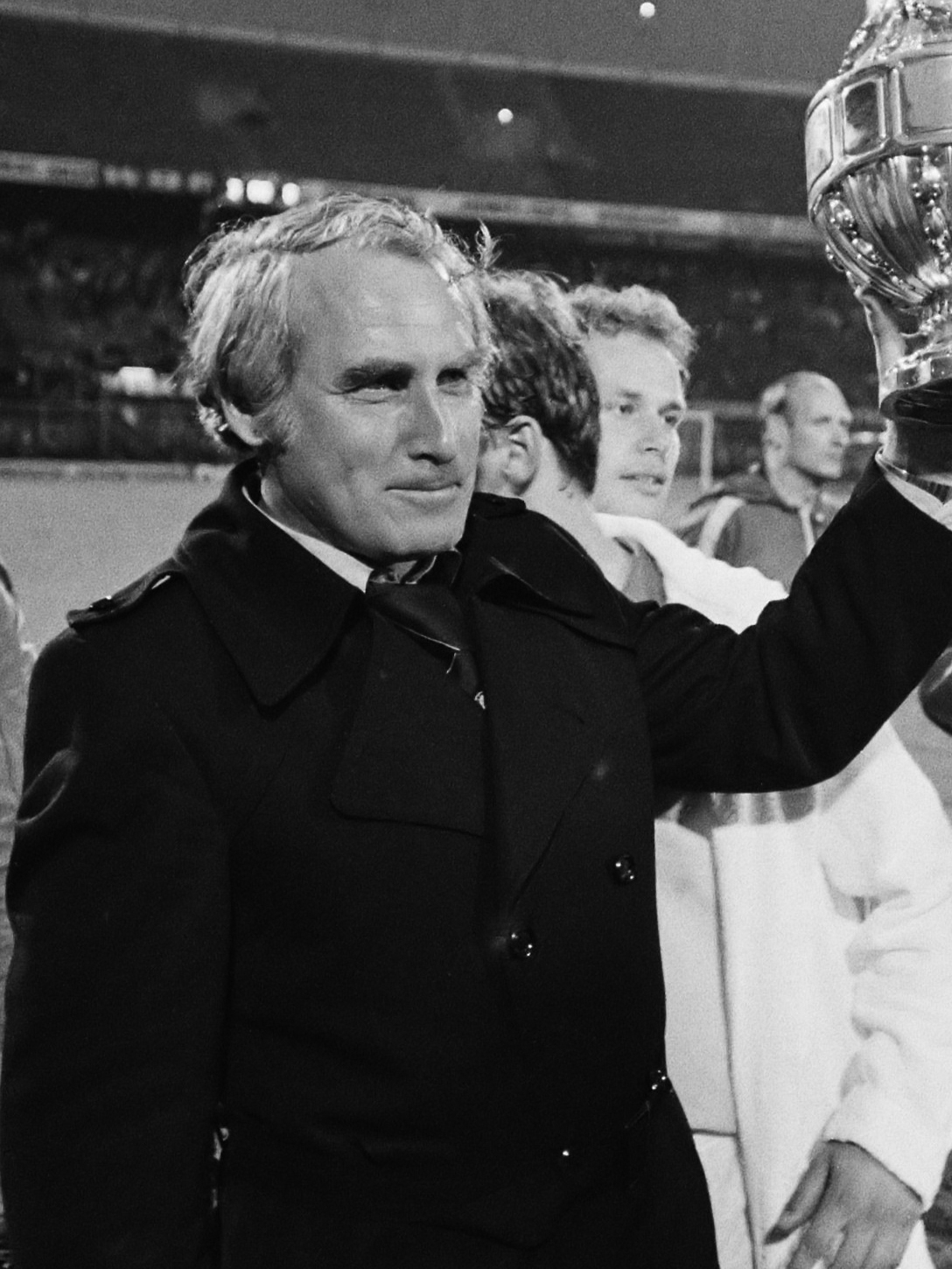
Cor Brom
29 oktober

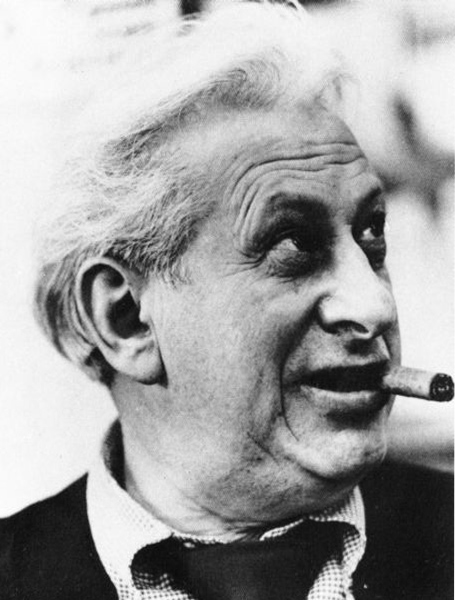
Studs Terkel
31 oktober

| 1 | 2 | 3 | 4 | 5 | 6 | 7 | 8 | 9 | 10 | 11 | 12 | 13 | 14 | 15 | 16 | 17 | 18 | 19 | 20 | 21 | 22 | 23 | 24 | 25 | 26 | 27 | 28 | 29 | 30 | 31 |
| - | - | - | - | - | - | - | - | - | -- | -- | -- | -- | -- | -- | -- | -- | -- | -- | -- | -- | -- | -- | -- | -- | -- | -- | -- | -- | -- | -- |

### 1 oktober
- Boris Jefimov (108), Russisch cartoonist[1]
- Marinus Wes (69). Nederlands hoogleraar oude geschiedenis

### 2 oktober
- Rob Guest (58), Nieuw-Zeelands acteur en zanger

### 3 oktober
- George Thomson (87), Brits politicus

### 4 oktober
- Hans Emmering (69), Nederlands journalist, presentator en programmamaker
- Bram Koopman (91), Nederlands econoom en politicus

### 5 oktober
- Kim Chan (90), Chinees-Amerikaans acteur

### 6 oktober
- Paavo Haavikko (77), Fins dichter, toneelschrijver en uitgever

### 8 oktober
- Chicão (59), Braziliaans voetballer
- George Emil Palade (95), Roemeens-Amerikaans celbioloog

### 9 oktober
- Warren T. Atyeo (81), Nieuw-Zeelands arachnoloog
- Milan Kymlička (72), Tsjechisch dirigent en componist

### 10 oktober
- Aleksej Prokoerorov (44), Russisch langlaufer

### 11 oktober
- Fransina Dingstee (91), Nederlands verzetsstrijdster
- Jörg Haider (58), Oostenrijks politicus
- Ernst-Paul Hasselbach (42), Nederlands journalist en tv-presentator

### 12 oktober
- Neal Hefti (85), Amerikaans jazzarrangeur en -componist
- Leo Major (87), Canadees militair

### 13 oktober
- Guillaume Depardieu (37), Frans acteur
- Suzzanna van Osch (66), Indonesische actrice
- Marta Pan (85), Hongaars-Frans beeldhouwster
- Frank Rosenthal (79), Amerikaans ondernemer en crimineel

### 14 oktober
- Ernst Kutzer (90), Duits componist
- Peter Presti (93), Nederlands goochelaar
- James Reilly (60), Amerikaans scenarioschrijver

### 15 oktober
- Edie Adams (81), Amerikaans actrice en zangeres
- Guus Boissevain (79), Nederlands cartoonist en kunstenaar

### 16 oktober
- Ab Gritter (59), Nederlands voetballer en voetbaltrainer
- Jan Herman Odo Insinger (90), Nederlands diplomaat

### 17 oktober
- Lodewijk Karel van Beieren (95), lid Duitse adel
- Levi Stubbs (72), Amerikaans acteur en zanger

### 18 oktober
- Hans Daudt (83), Nederlands politicoloog
- Dimmen Lodder (87), Nederlands burgemeester
- Dee Dee Warwick (63), Amerikaans soulzangeres
- Xie Jin (84), Chinees filmregisseur

### 19 oktober
- Jan van den Ende (86), Nederlands cineast
- Rieky Wijsbek (68), Nederlands beeldhouwster

### 20 oktober
- Zuster Emmanuelle (99), Belgisch-Frans non en weldoenster
- Vittorio Foa (98), Italiaans verzetsstrijder en politicus

### 21 oktober
- Alex Close (86), Belgisch wielrenner

### 22 oktober
- Jan Hijzelendoorn jr. (79), Nederlands wielrenner
- Paritosh Sen (90), Indiase schilder en schrijver

### 23 oktober
- Jacques van Beek (78), Nederlands politicus
- Elske Dijkstra-Kruize (51), Nederlands hockeyspeelster
- Frank Walbank (98), Brits historicus

### 24 oktober
- Ankie Peypers (80), Nederlands dichteres, schrijfster en journaliste

### 25 oktober
- Amos Joel (90), Amerikaans elektrotechnicus
- Federico Luzzi (28), Italiaans tennisser

### 26 oktober
- Delfino Borroni (110), Italiaans oorlogsveteraan
- Piet Van den Broek (92), Nederlands-Belgisch beiaardier

### 27 oktober
- Es'kia Mphahlele (88), Zuid-Afrikaans schrijver en literatuurwetenschapper
- Frank Nix (73), Nederlands kunstenaar

### 29 oktober
- Nel van Balen Blanken (90), Nederlands atlete
- Cor Brom (76), Nederlands voetballer en voetbaltrainer

### 30 oktober
- Valentin Boeboekin (77), Sovjet-Russisch  voetballer en trainer
- Aimé Lombaert (63), Belgisch componist en beiaardier

### 31 oktober
- John Daly (71), Brits filmproducent
- Studs Terkel (96), Amerikaans publicist, historicus en radiopresentator

## November

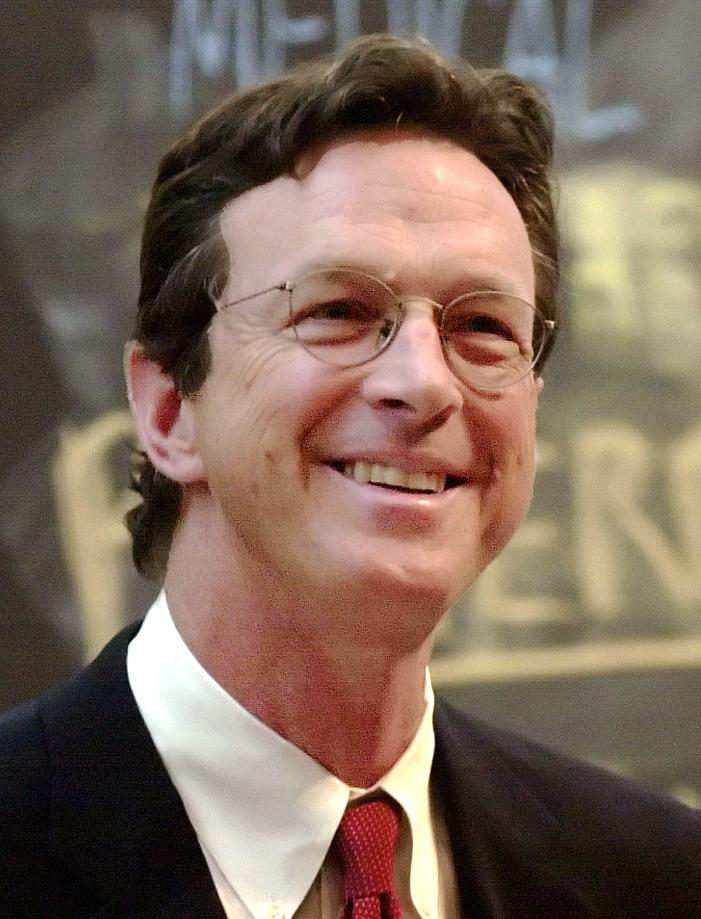
Michael Crichton
4 november

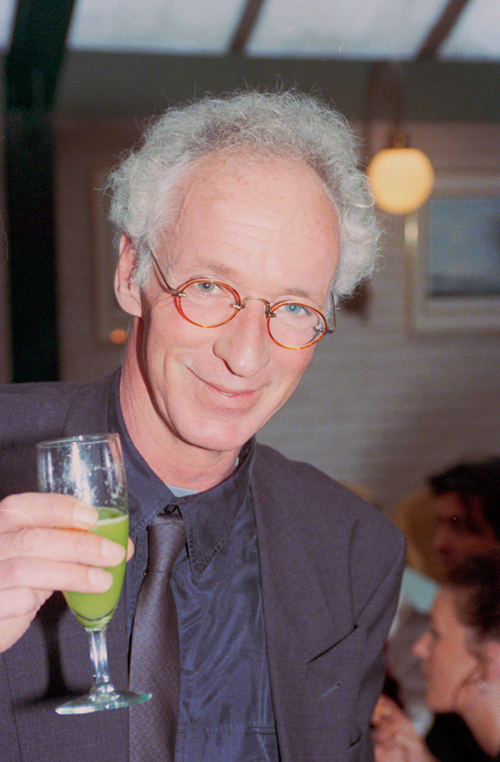
Wik Jongsma
7 november

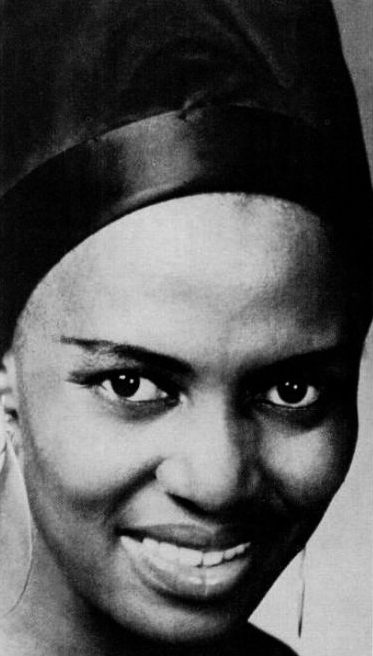
Miriam Makeba
10 november

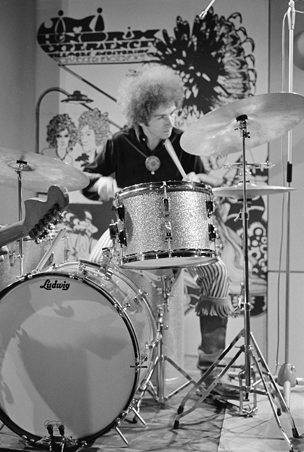
Mitch Mitchell
12 november

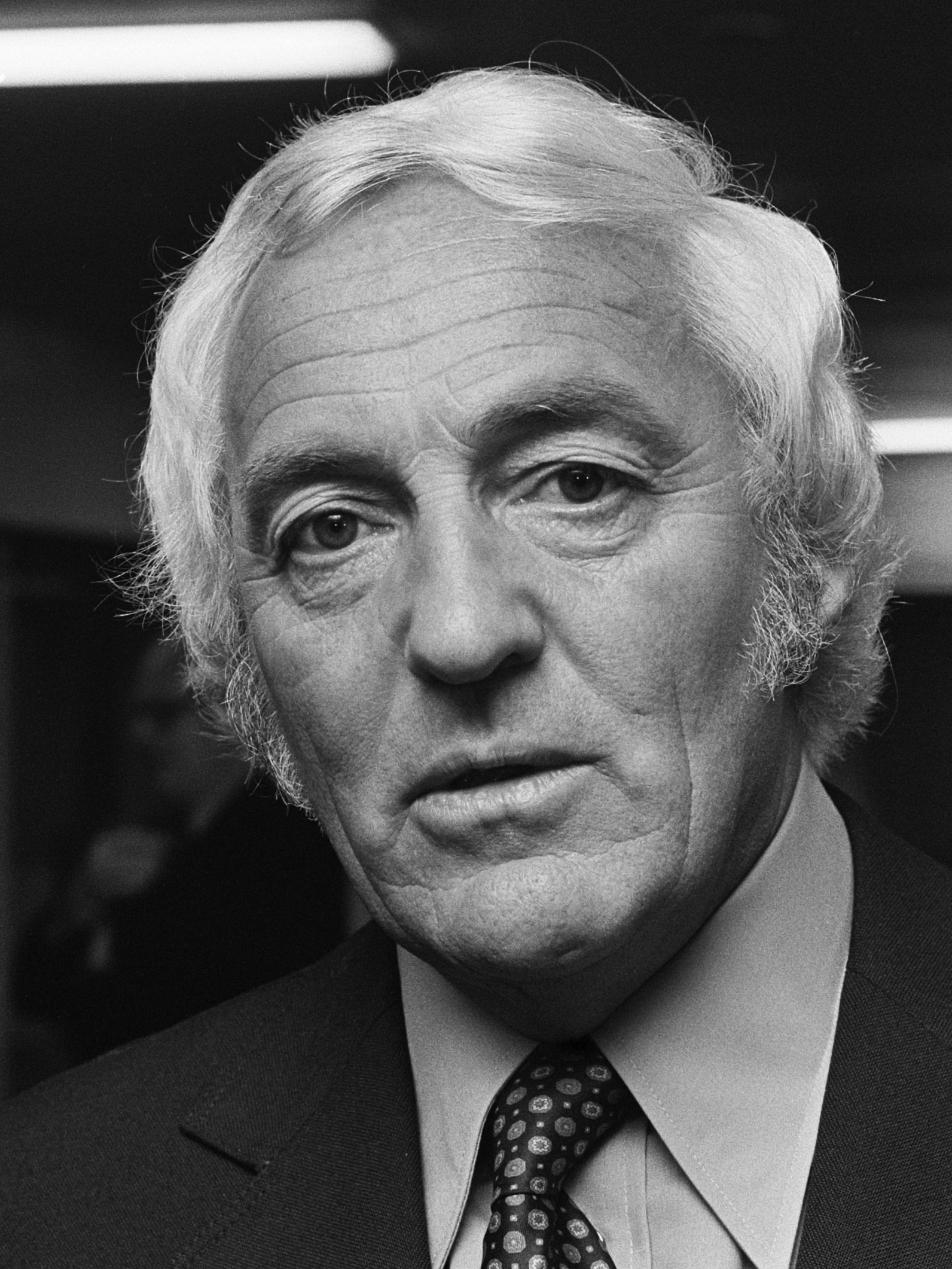
Cor Coster
13 november

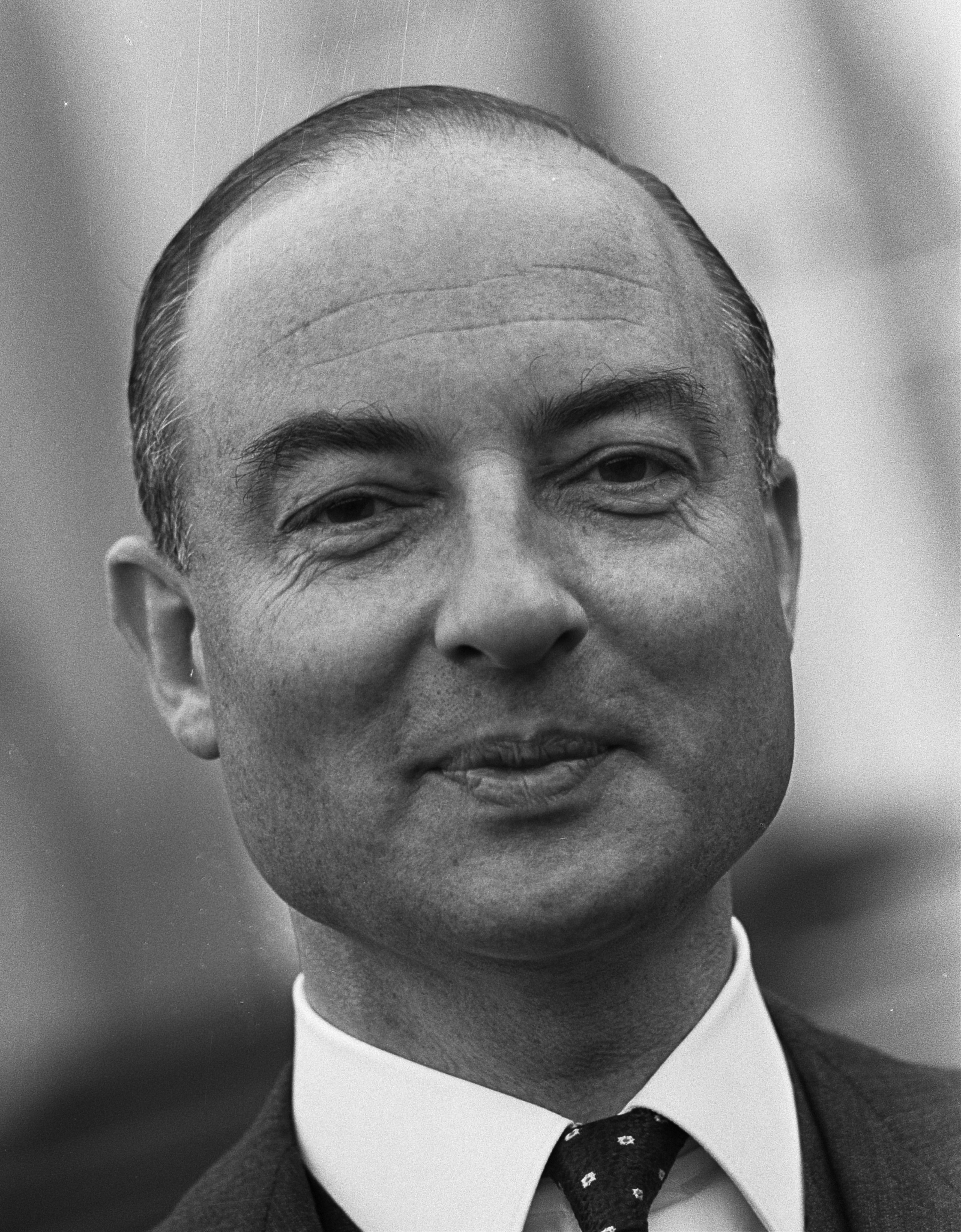
Norbert Schmelzer
14 november

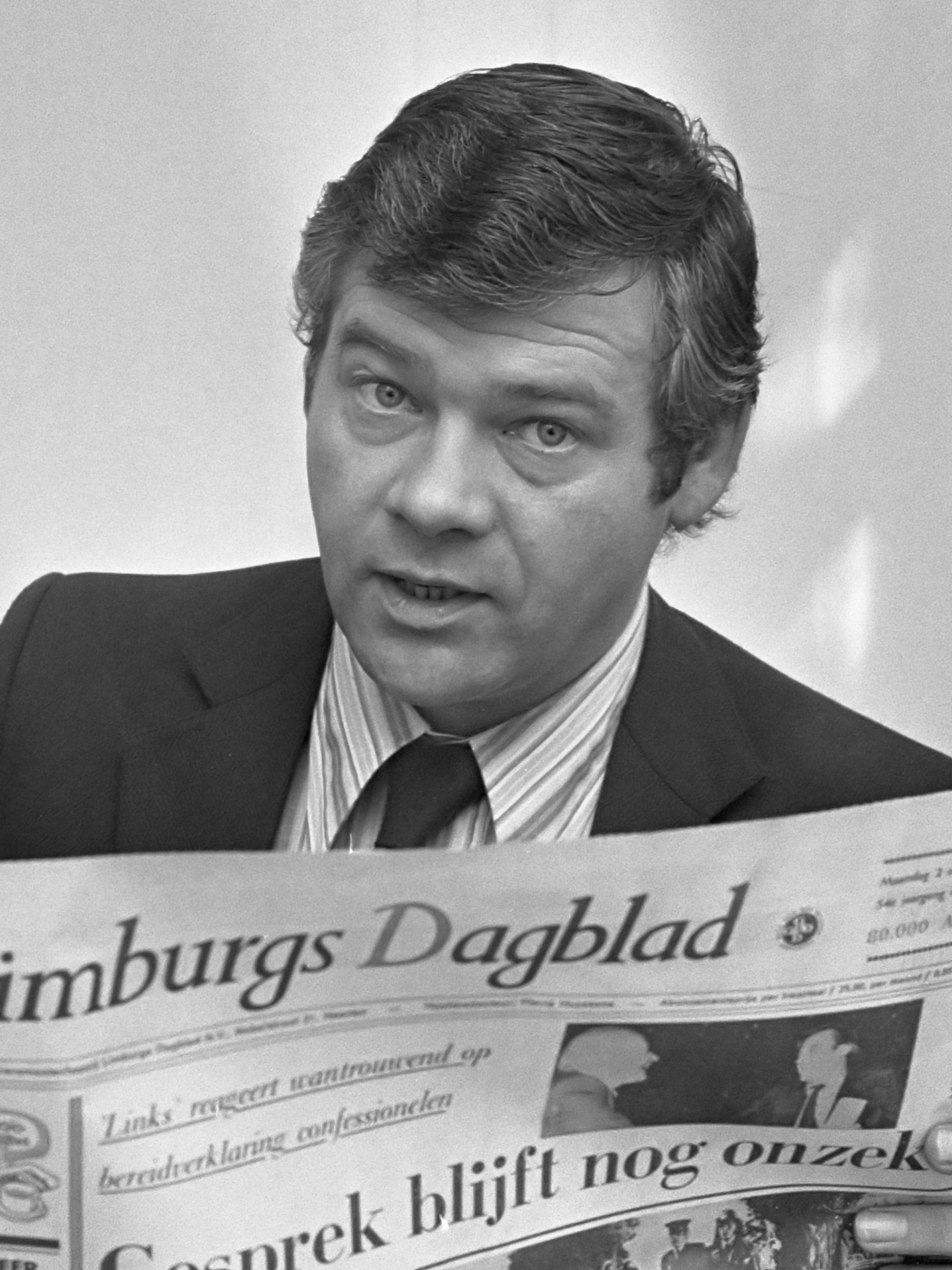
Pierre Huyskens
19 november

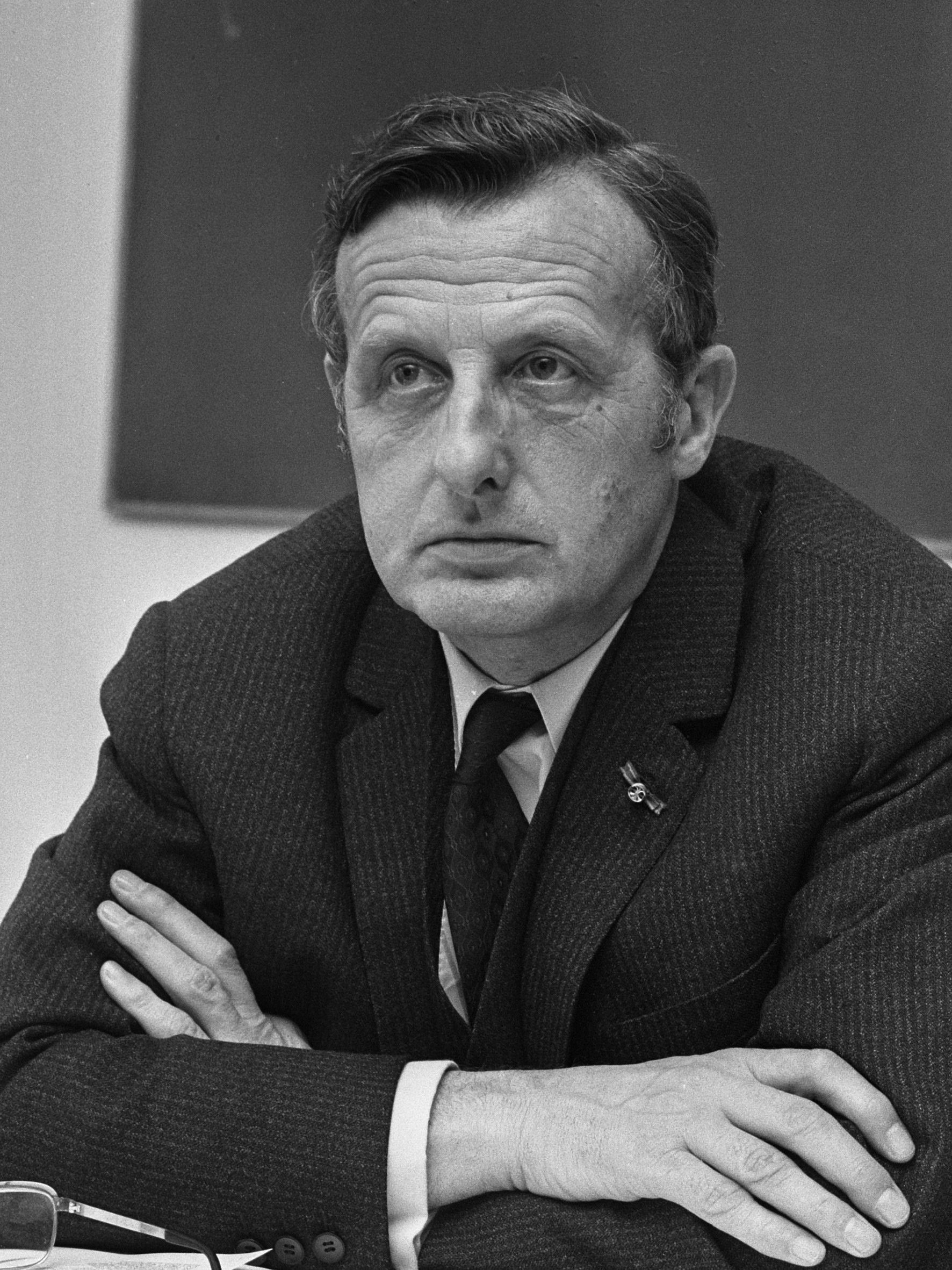
Frits Böttcher
23 november

| 1 | 2 | 3 | 4 | 5 | 6 | 7 | 8 | 9 | 10 | 11 | 12 | 13 | 14 | 15 | 16 | 17 | 18 | 19 | 20 | 21 | 22 | 23 | 24 | 25 | 26 | 27 | 28 | 29 | 30 |
| - | - | - | - | - | - | - | - | - | -- | -- | -- | -- | -- | -- | -- | -- | -- | -- | -- | -- | -- | -- | -- | -- | -- | -- | -- | -- | -- |

### 1 november
- Klaas Jan Mulder (78), Nederlands organist, pianist en dirigent
- Jacques Piccard (86), Zwitsers oceanograaf
- Yma Súmac (86), Peruviaans zangeres
- Herbertus Bikker (93), Nederlands oorlogsmisdadiger

### 3 november
- Jean Fournet (95) Frans dirigent
- Hans Sens (79), Nederlandse kernfysicus

### 4 november
- Sjabbe Bouman (93), Nederlands atleet
- Michael Crichton (66), Amerikaans schrijver
- Juan Camilo Mouriño (37), Mexicaans politicus

### 5 november
- Gerrit Fikkert (97), Nederlands jurist en politicus
- Michael Higgins jr. (88), Amerikaans acteur
- Piet Paternotte (66), Nederlands voetballer

### 6 november
- Larry James (61), Amerikaans atleet
- Bob Janse (88), Nederlands voetbalcoach

### 7 november
- Wik Jongsma (65), Nederlands acteur

### 8 november
- Régis Genaux (35), Belgisch voetballer en voetbaltrainer
- Mieczysław Rakowski (81), Pools journalist en politicus

### 9 november
- Hubert Detremmerie (78), Belgisch vakbondsbestuurder
- Anton Huiskes (80), Nederlands schaatser en schaatscoach
- Johan van Mil (49), Nederlands schaker

### 10 november
- Miriam Makeba (76), Zuid-Afrikaans zangeres
- Koos Reugebrink (78), Nederlands fiscalist
- Wannes Van de Velde (71), Belgisch zanger, dichter en beeldend kunstenaar
- Fries de Vries (77), Nederlands politicus
- Juul Zandbergen (83), Nederlands burgemeester en verzetsstrijder

### 11 november
- Alessandro Maggiolini (77), Italiaans bisschop

### 12 november
- Mitch Mitchell (61), Brits drummer
- Serge Nigg (84), Frans toondichter

### 13 november
- Cor Coster (88), Nederlands voetbalmakelaar
- Paco Ignacio Taibo I (84), Mexicaans schrijver en journalist

### 14 november
- Jules Delauré (88), Belgisch politicus
- Norbert Schmelzer (87), Nederlands politicus
- Sjaak Wolfs (76), materiaalman en clubicoon van de Nederlandse voetbalclub Ajax

### 15 november
- Fons Bastijns (61), Belgisch voetballer
- Ivan Southall (87), Australisch jeugdschrijver

### 16 november
- Kees Aarts (67), Nederlands voetballer
- Jelle Kuijper (39), Nederlands gitarist
- Reg Varney (92), Engels acteur (onder andere On the Buses)

### 17 november
- Guy Peellaert (74), Belgisch schilder, tekenaar en fotograaf

### 18 november
- Manuel Castro Ruiz (90), Mexicaans aartsbisschop
- Jo Dalmolen (96), Nederlands atlete
- Cees Roozemond (81), Nederlands burgemeester

### 19 november
- Carole Caldwell-Graebner (65), Amerikaans tennisspeelster
- Pierre Huyskens (77), Nederlands schrijver en journalist
- Herman Kuiphof (89), Nederlands sportjournalist

### 22 november
- Mario Fernando Hernández (41), Hondurees politicus
- Godfried van den Heuvel (71), Nederlands burgemeester
- Ibrahim Nasir (82), president van de Maldiven

### 23 november
- Richard Hickox (60), Brits dirigent
- Erik Silvester (66), Duits schlagerzanger
- Frits Böttcher (93), Nederlands scheikundige en bestuurder

### 25 november
- William Gibson (94), Amerikaans toneelschrijver

### 26 november
- Edna Parker (115), oudste mens van de VS en ter wereld
- Pekka Pohjola (56), Fins muzikant
- Vishwanath Pratap Singh (77), Indiaas politicus
- Map Tydeman (95), Nederlands burgemeester

### 27 november
- Andrew McKelvey (77), Amerikaans ondernemer

### 28 november
- Sten Rudholm (90), Zweeds rechtskundige
- Paulo Tovar (85), Braziliaans voetballer

### 29 november
- Jørn Utzon (90), Deens architect
- Béatrix Beck (94), Belgisch-Frans schrijfster

## December

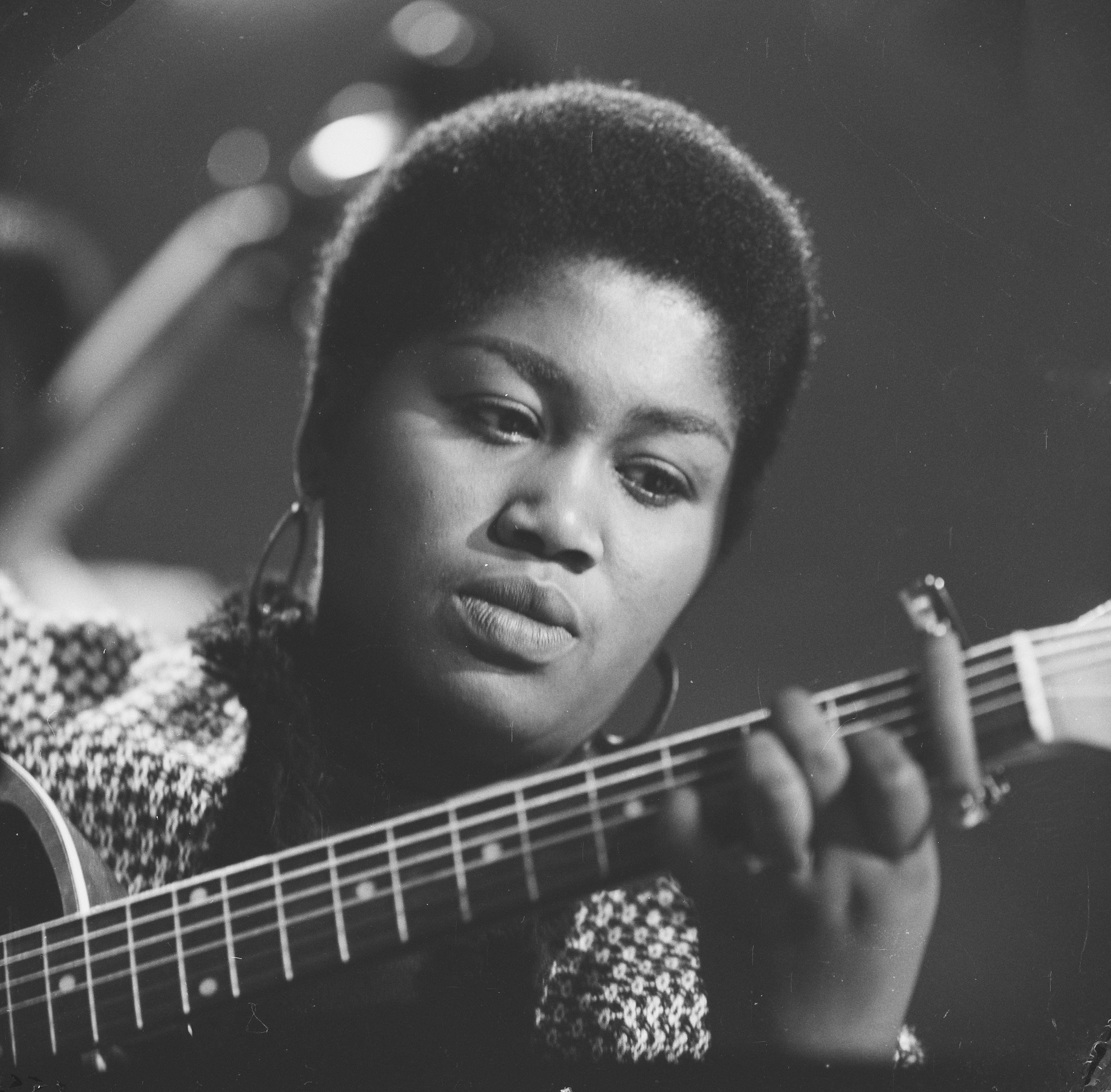
Odetta
2 december

Aleksi II van Moskou
5 december

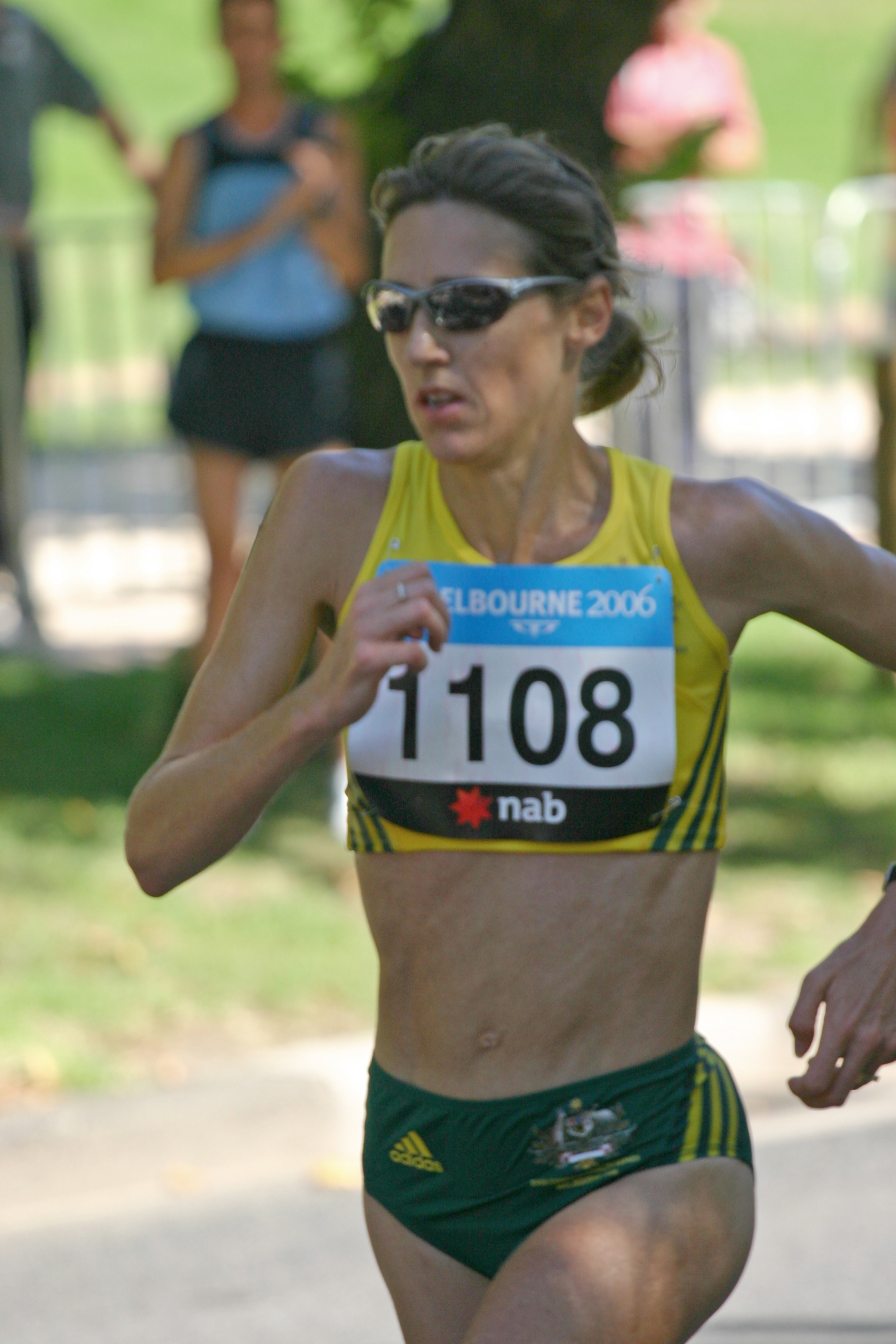
Kerryn McCann
8 december

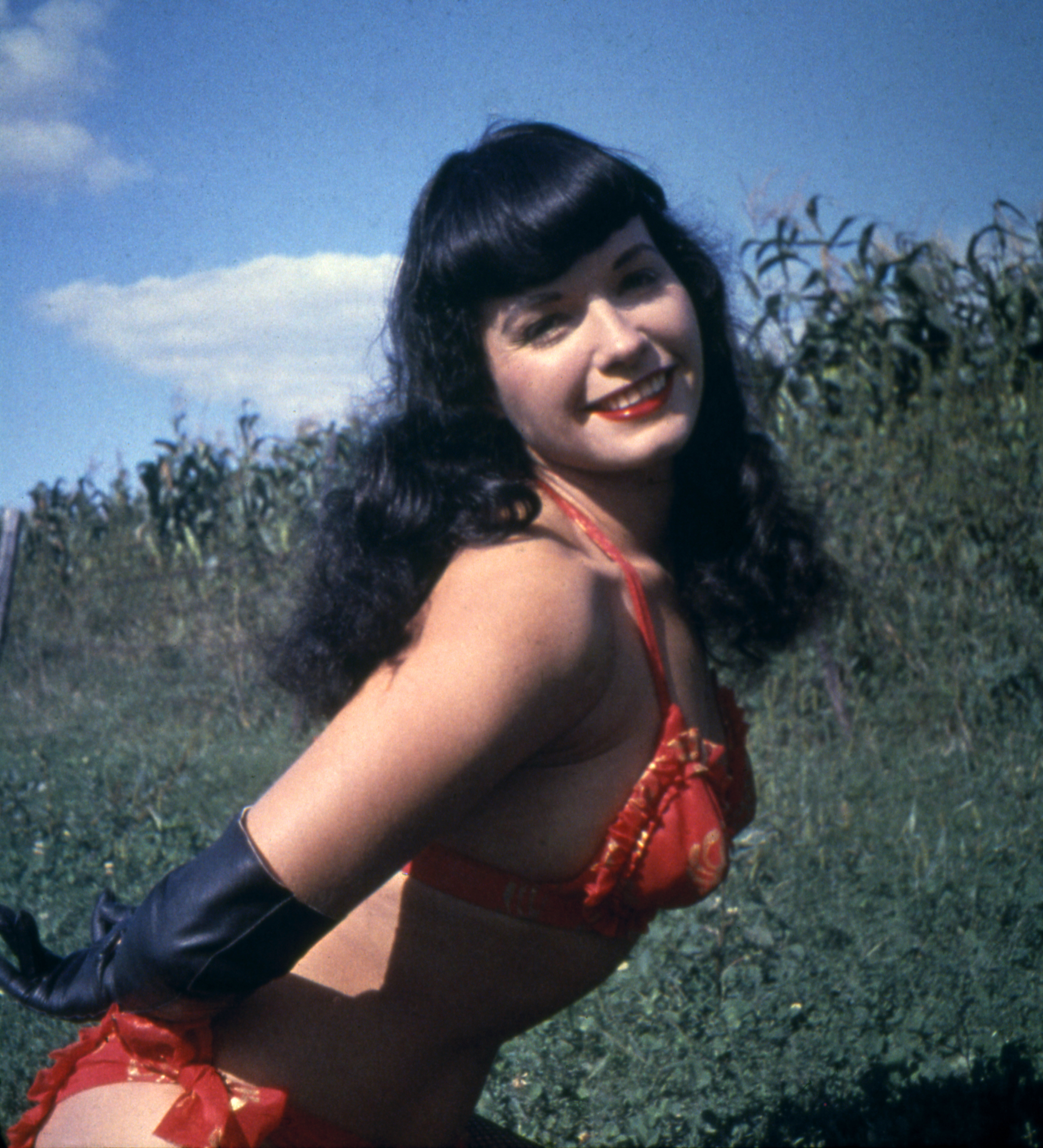
Bettie Page
11 december

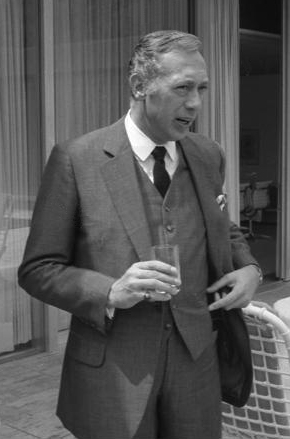
Horst Tappert
13 december

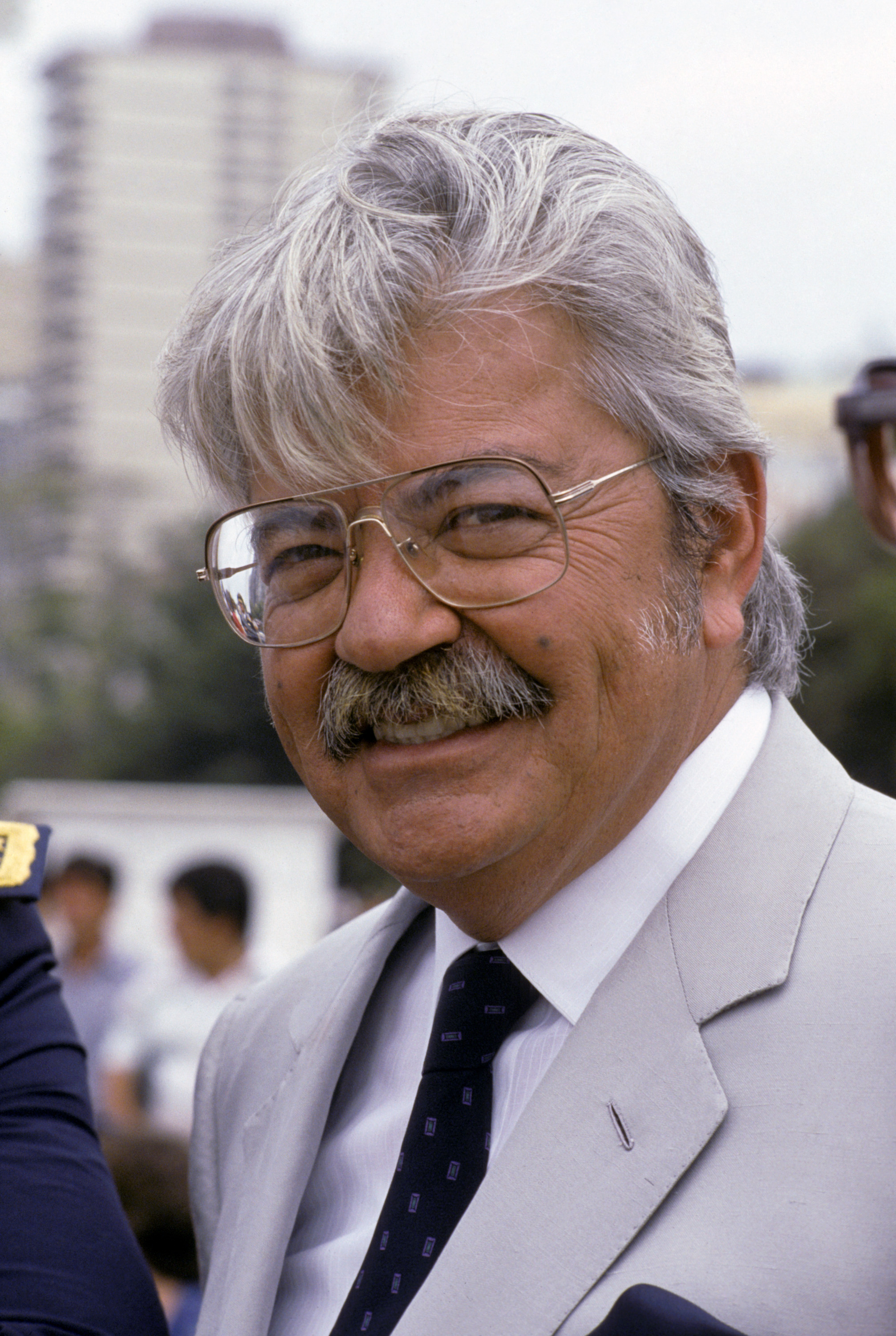
León Febres-Cordero
15 december

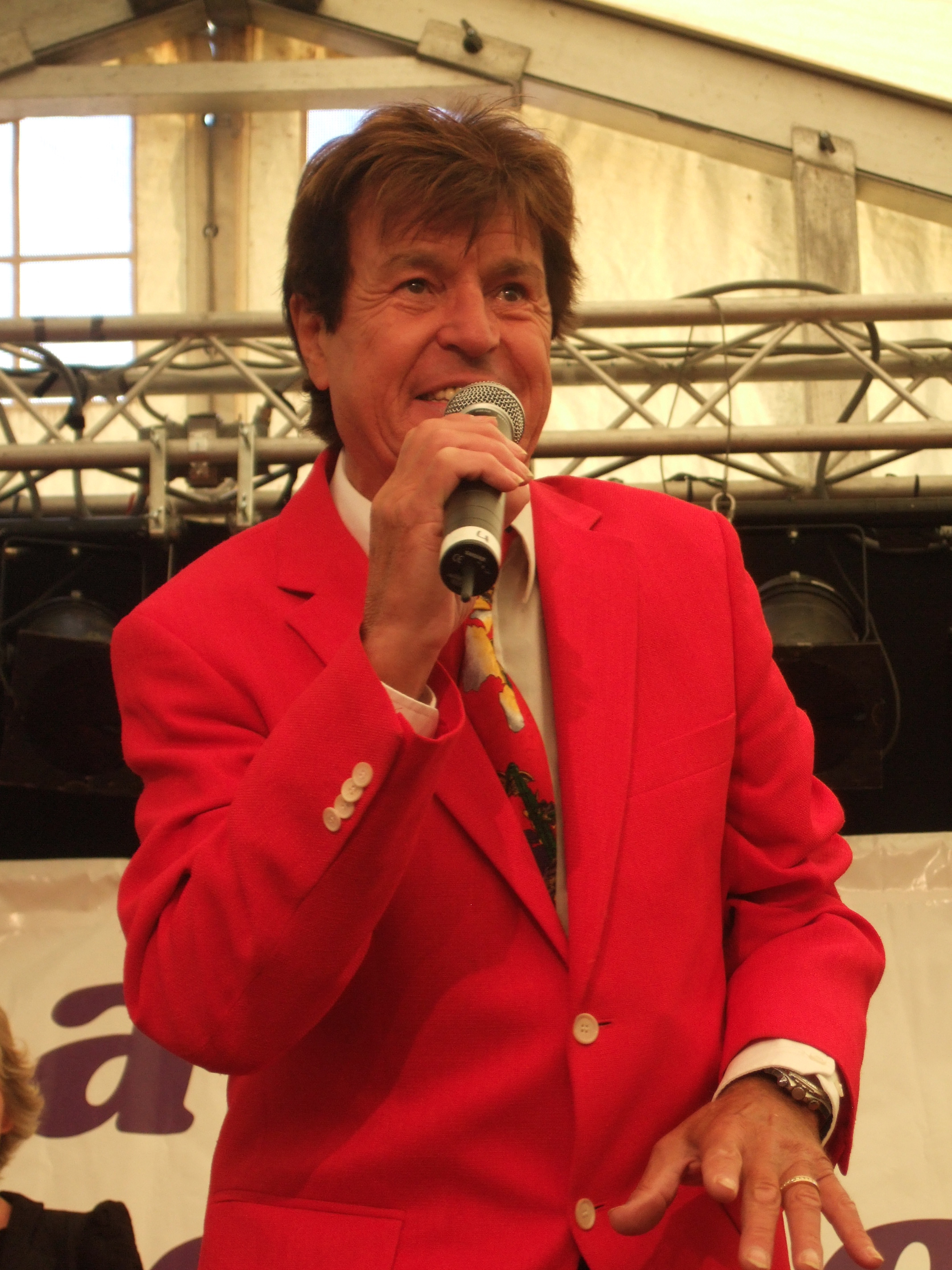
Freddy Breck
17 december

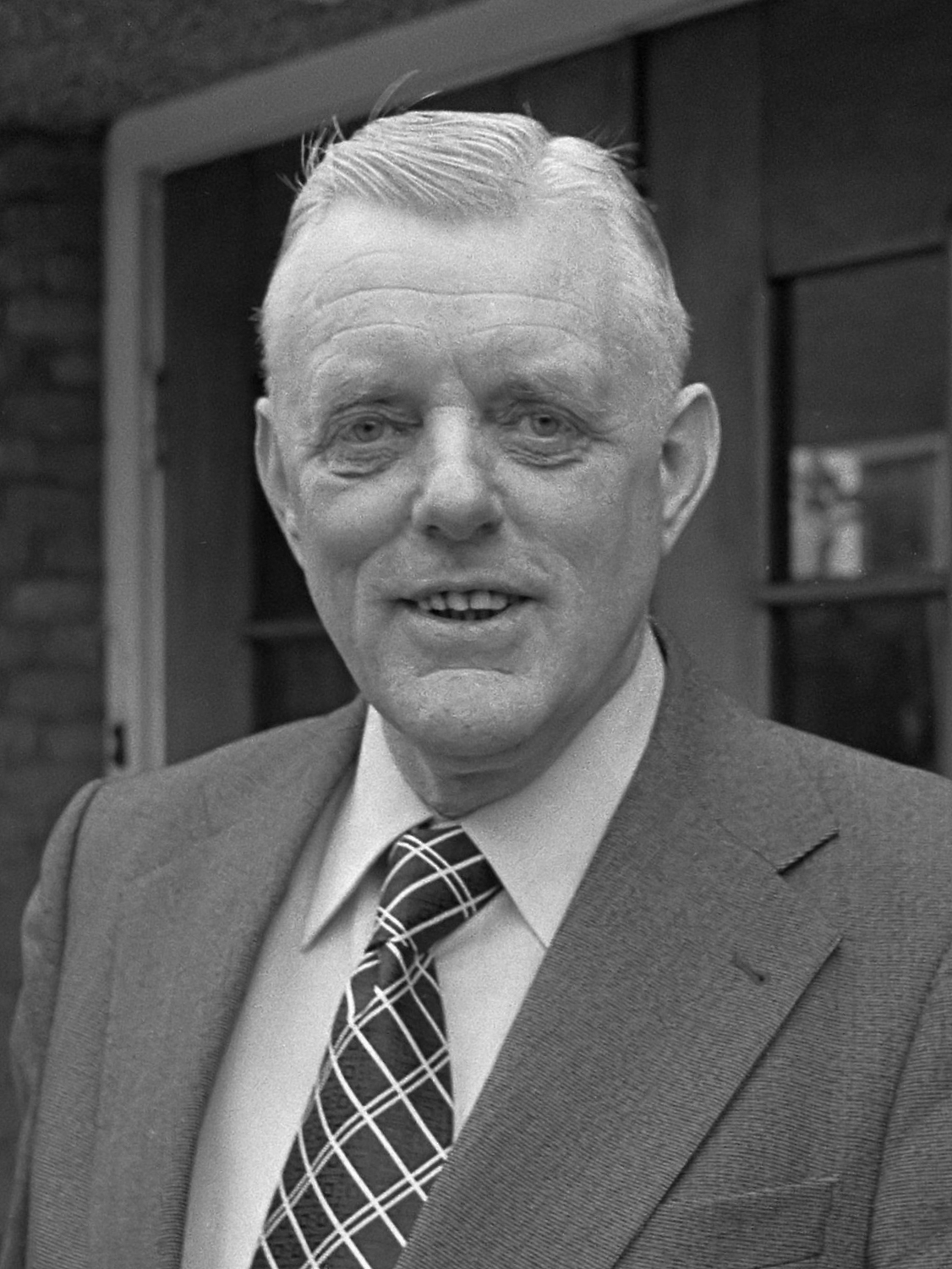
Lenze Meinsma
19 december

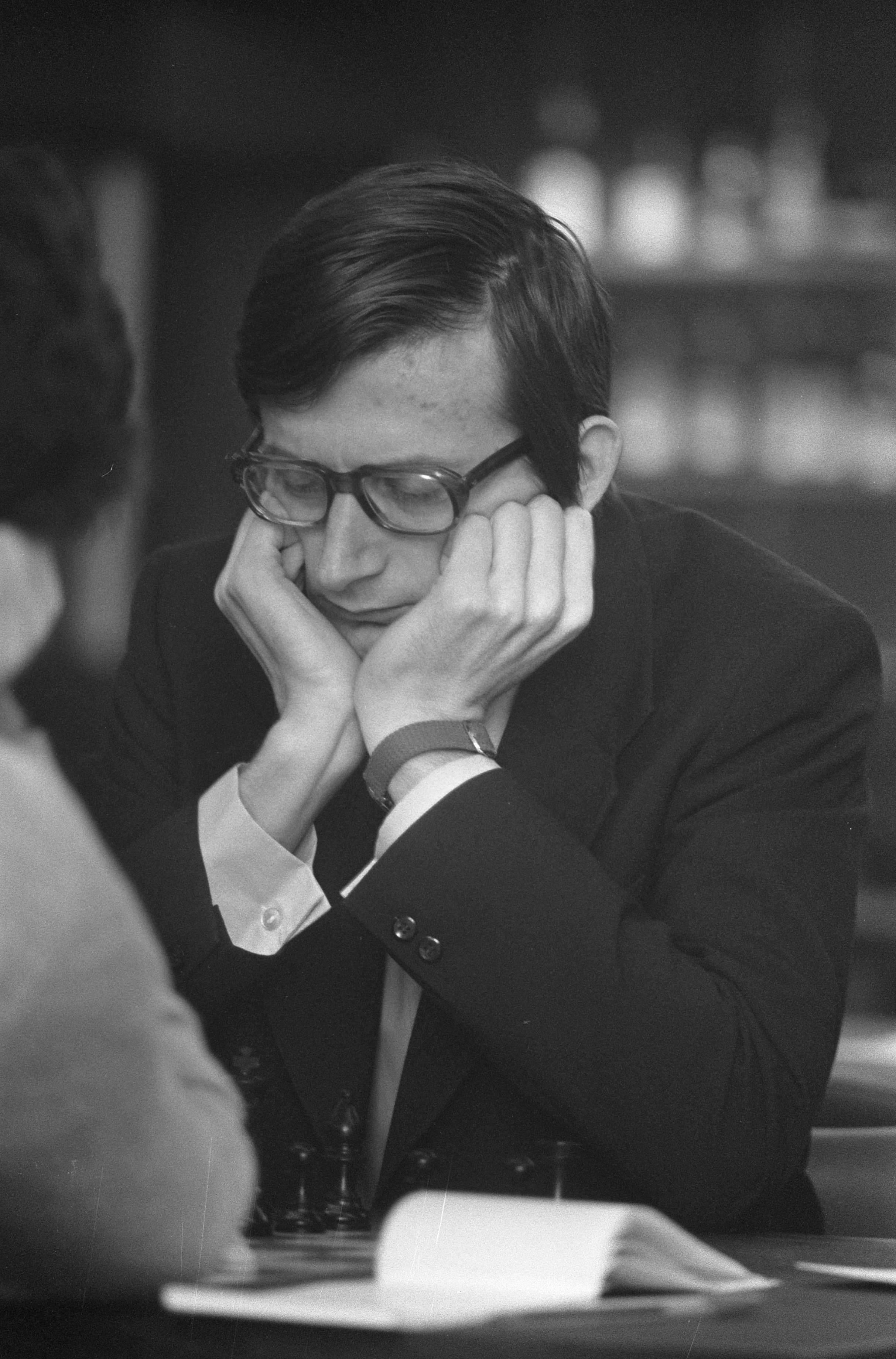
Albin Planinc
20 december

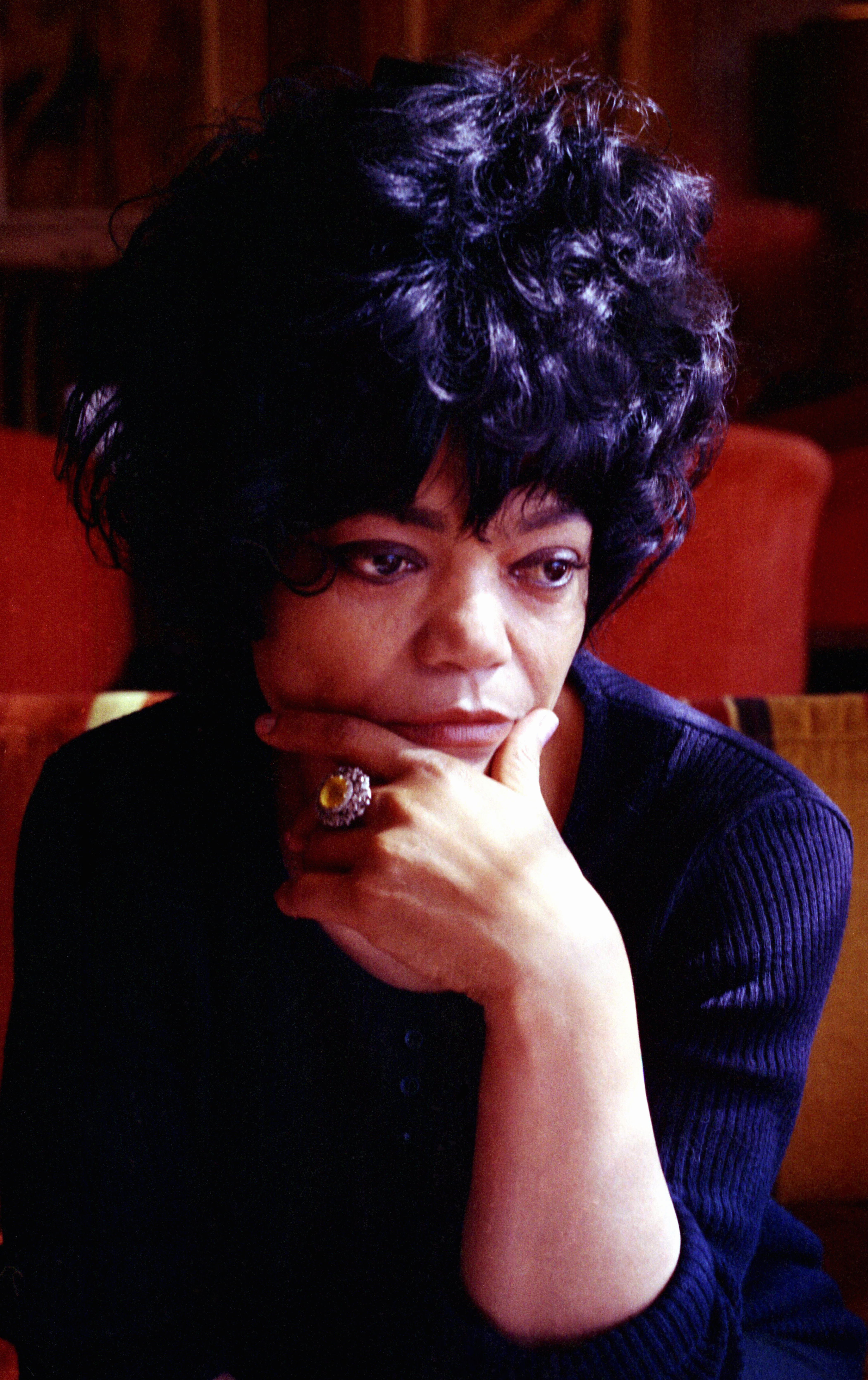
Eartha Kitt
25 december

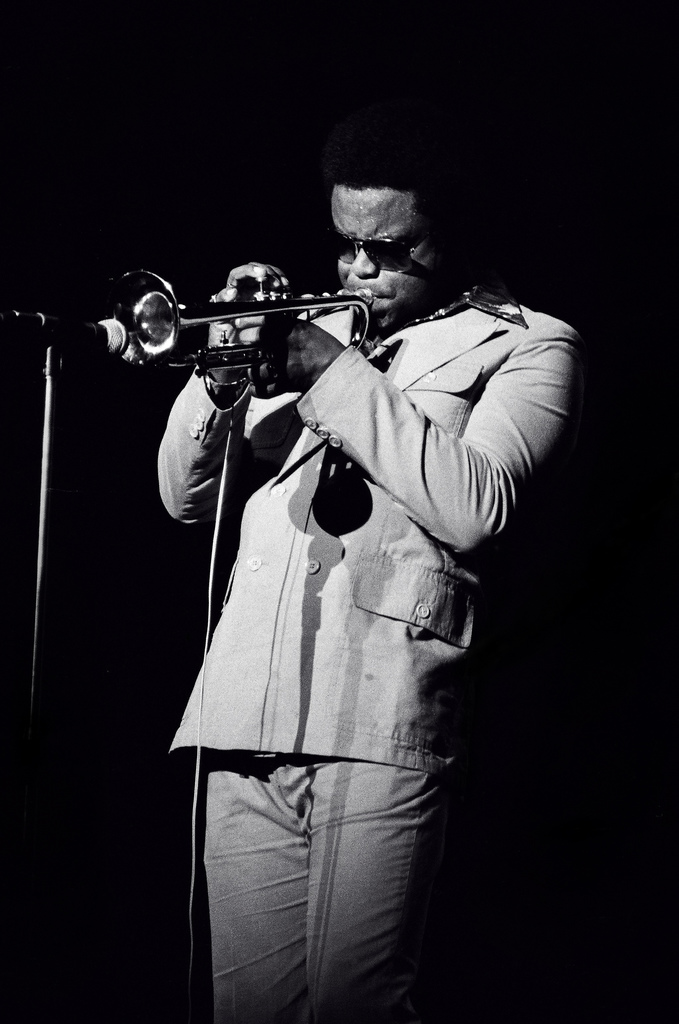
Freddie Hubbard
29 december

| 1 | 2 | 3 | 4 | 5 | 6 | 7 | 8 | 9 | 10 | 11 | 12 | 13 | 14 | 15 | 16 | 17 | 18 | 19 | 20 | 21 | 22 | 23 | 24 | 25 | 26 | 27 | 28 | 29 | 30 | 31 |
| - | - | - | - | - | - | - | - | - | -- | -- | -- | -- | -- | -- | -- | -- | -- | -- | -- | -- | -- | -- | -- | -- | -- | -- | -- | -- | -- | -- |

### 1 december
- Paul Benedict (70), Amerikaans acteur

### 2 december
- Carlos Abascal (59), Mexicaans politicus
- Pjotr Latysjev (60), Russisch bestuurder
- Odetta (77), Amerikaans zangeres

### 3 december
- Anita Andriesen (51), Nederlands politica

### 4 december
- Fritz Behrendt (83), Nederlands cartoonist
- Othón Salazar (80), Mexicaans onderwijzer, activist en politicus

### 5 december
- Aleksi II van Moskou (79), Russisch patriarch
- George Brecht (82), Amerikaans kunstenaar
- Beverly Garland (82), Amerikaans actrice
- Shuichi Kato (89), Japans cultuur- en literatuurwetenschapper

### 6 december
- Sunny von Bülow (76), Amerikaans mediapersoonlijkheid
- Elias Khodabaks (55), Surinaams biochemicus en politicus

### 7 december
- Gérard Lauzier (76), Frans auteur
- Carl Ridders (50), Belgisch-Nederlands acteur

### 8 december
- Kerryn McCann (41), Australisch atlete
- Xavier Perrot (76), Zwitsers autocoureur

### 9 december
- Joeri Glazkov (69), Russisch kosmonaut
- Dražan Jerković (72), Kroatisch voetballer

### 11 december
- Bettie Page (85), Amerikaans fotomodel

### 12 december
- Henning Christiansen (76), Deens kunstenaar
- Paul Van Dessel (83), Belgisch televisiepionier
- Avery Dulles (90), Amerikaans kardinaal
- Daniel Carleton Gajdusek (85), Amerikaans viroloog
- Van Johnson (92), Amerikaans acteur
- Tassos Papadopoulos (74), Cypriotisch politicus
- Maksim Pasjajev (20), Oekraïens voetballer
- Amalia Solórzano (97), Mexicaans presidentsvrouw

### 13 december
- Maurice Meersman (86), Belgisch wielrenner
- Horst Tappert (85), Duits acteur

### 14 december
- Ramón Barce (80), Spaans componist
- Ricardo Infante (84), Argentijns voetballer

### 15 december
- Jan van Casteren (79), Nederlands politicus
- León Febres-Cordero (77), Ecuadoraans politicus
- Davey Graham (68), Brits musicus
- Anne-Catharina Vestly (88), Noors schrijfster

### 16 december
- Sam Bottoms (53), Amerikaans acteur
- Lanny van Rhee-Tan (58), Nederlands televisiepresentatrice
- Andy Sierens (22), Belgisch rapartiest

### 17 december
- Johan Rouffaer (54) Belgisch acteur en regisseur
- Freddy Breck (66), Duits zanger

### 18 december
- Majel Barrett (76), Amerikaans actrice
- John Costelloe (47), Amerikaans acteur
- Mark Felt (95), Amerikaans ambtenaar
- Hannah Frank (100), Schots beeldhouwster
- Ivan Rabuzin (87), Kroatisch kunstschilder

### 19 december
- Page Cavanaugh (86), Amerikaans musicus
- Nico Hiltrop (80), Nederlands regisseur
- Lenze Meinsma (85), Nederlands medicus
- Sam Tingle (87), Zimbabwaans autocoureur

### 20 december
- Jo Crepain (58), Belgisch architect
- Jan van Gooswilligen (73), Nederlands hockeyinternational en uroloog
- Hugo Mann (95), Duits ondernemer
- Robert Mulligan (83), Amerikaans filmregisseur
- Albin Planinc (64), Sloveens schaker

### 22 december
- Lansana Conté (74), Guinees president
- Alfred Shaheen (86), Amerikaans modeontwerper

### 23 december
- Rafael Abella (91), Spaans schrijver

### 24 december
- Samuel Huntington (81), Amerikaans politicoloog
- Harold Pinter (78), Brits toneelschrijver

### 25 december
- Eartha Kitt (81), Amerikaans zangeres en actrice
- Robert Ward (70), Amerikaans musicus
- Ann Savage (87), Amerikaans actrice
- Louis Van Gorp (76), Belgisch kunstschilder

### 27 december
- Robert Graham (70), Amerikaans beeldhouwer
- Tuanku Ja'afar (86), koning van Maleisië

### 28 december
- Alfred Pfaff (82), Duits voetballer

### 29 december
- Jacques Commandeur (73), Nederlands acteur
- Kees van Dijk (77), Nederlands politicus
- Freddie Hubbard (70), Amerikaans musicus

### 30 december
- Bernie Hamilton (80), Amerikaans acteur
- Zezé (51), Braziliaans voetballer

### 31 december
- Brad Sullivan (77), Amerikaans acteur

## Onbekend
- Bashay Feleke, Ethiopisch atleet

1900 ·
1901 ·
1902 ·
1903 ·
1904 ·
1905 ·
1906 ·
1907 ·
1908 ·
1909 ·
1910 ·
1911 ·
1912 ·
1913 ·
1914 ·
1915 ·
1916 ·
1917 ·
1918 ·
1919 ·
1920 ·
1921 ·
1922 ·
1923 ·
1924 ·
1925 ·
1926 ·
1927 ·
1928 ·
1929 ·
1930 ·
1931 ·
1932 ·
1933 ·
1934 ·
1935 ·
1936 ·
1937 ·
1938 ·
1939 ·
1940 ·
1941 ·
1942 ·
1943 ·
1944 ·
1945 ·
1946 ·
1947 ·
1948 ·
1949 ·
1950 ·
1951 ·
1952 ·
1953 ·
1954 ·
1955 ·
1956 ·
1957 ·
1958 ·
1959 ·
1960 ·
1961 ·
1962 ·
1963 ·
1964 ·
1965 ·
1966 ·
1967 ·
1968 ·
1969 ·
1970 ·
1971 ·
1972 ·
1973 ·
1974 ·
1975 ·
1976 ·
1977 ·
1978 ·
1979 ·
1980 ·
1981 ·
1982 ·
1983 ·
1984 ·
1985 ·
1986 ·
1987 ·
1988 ·
1989 ·
1990 ·
1991 ·
1992 ·
1993 ·
1994 ·
1995 ·
1996 ·
1997 ·
1998 ·
1999 ·
2000 ·
2001 ·
2002 ·
2003 ·
2004 ·
2005 ·
2006 ·
2007 ·
2008 ·
2009 ·
2010 ·
2011 ·
2012 ·
2013 ·
2014 ·
2015 ·
2016 ·
2017 ·
2018 ·
2019 ·
2020 ·
2021 ·
2022 ·
2023 ·
2024 ·
2025